# VAIOの機種一覧
VAIOの機種一覧（バイオのきしゅいちらん）とはソニー（2014年春モデルまで）、およびVAIO（2014年夏モデルより）のパーソナルコンピュータ・VAIOの現行モデル並びに過去に発売されたモデルを列挙した一覧である。

## デスクトップ・ボードPC

### 第一世代VAIO

#### VAIO T
別名「バイオ・ミニタワー」。デスクトップ型VAIOの初代モデル。テレビ録画機能を備える。
- 1997年夏モデル（1997年7月発売） - PCV-T700MR
- 1997年冬モデル（1997年11月発売）- PCV-T510R・PCV-T710MR
- 1998年春モデル（1998年2月発売） - PCV-T720MR

#### VAIO M
オーディオ機能を重視した省スペースPC。別名「バイオコンポ」。
- 1998年春モデル（1998年3月発売） - PCV-M300E5・PCV-M300TV7・PCV-M300L5
- 1998年夏モデル（1998年6月〜7月発売） - PCV-M330V5・PCV-M330TV7・PCV-M330L5・PCV-M330E5☆・PCV-M330V5A（1998年9月発売）・PCV-M330TV7A（1998年9月発売）
- 1998年冬モデル（1998年10月発売） - PCV-M350V5・PCV-M350V7・PCV-M350L3
- 1999年春モデル（1999年2月発売） - PCV-M370V5・PCV-M370V7・PCV-M370L3
- 1999年夏モデル（1999年5月〜7月発売） - PCV-M390V5・PCV-M390TV7・PCV-M390L4・PCV-M390☆

#### VAIO S
Tシリーズの後継、別名「バイオ・マイクロタワー」。MPEG2によるテレビ録画機能を備えた最初のモデル。
- 1998年夏モデル（1998年6月発売） - PCV-S500V5・PCV-S500TV7・PCV-S600TV7
- 1998年冬モデル（1998年10月〜11月発売） - PCV-S510V5・PCV-S510V7・PCV-S510L3・PCV-S610V7・PCV-S610L5・PCV-S710
- 1999年春モデル（1999年2月〜3月発売） - PCV-S520V5・PCV-S520V7・PCV-S520L3・PCV-S620V7・PCV-S620L5・PCV-S720

#### VAIO L
省スペース型。テンキーがなかった。
- 1999年春モデル（1999年2月〜3月発売） - PCV-L300/BP・PCV-L500/BP・PCV-L700/BP
- 1999年夏モデル（1999年6月〜7月発売） - PCV-L310/BP・PCV-L310/BP2・PCV-L510/BP・PCV-L510/BP2・PCV-L710/BP・PCV-L710/BP2
- 1999年冬モデル（1999年10月発売） - PCV-L320/BP・PCV-L520/BP・PCV-L720/BP
- 2000年春モデル（2000年2月発売） - PCV-L330/BP・PCV-L330A/BP・PCV-L530/BP・PCV-L730/BP
- 2000年夏モデル（2000年6月〜7月発売） - PCV-L350/BP・PCV-L450G・PCV-L550/BP・PCV-L750/BP

#### VAIO R
Sシリーズの後継、機能重視なタワー型。Giga Pocketを初めて搭載し、AV機能を強化した。
- 1999年夏モデル（1999年6月〜7月発売） - PCV-R30V5・PCV-R30V7・PCV-R30L4・PCV-R50・PCV-R50V5・PCV-R50V7・PCV-R50L4・PCV-R60V7・PCV-R60TV7・PCV-R60L5・PCV-R70・PCV-R70TV7
- 1999年冬モデル（1999年10月発売） - PCV-R51V5・PCV-R51V7・PCV-R51TV7・PCV-R51L4・PCV-R61V7・PCV-R61TV7・PCV-R61L4・PCV-R71・PCV-R71TV7・PCV-R71L5・PCV-R51V7D☆・PCV-R71/DM1・PCV-R71/DM1D・PCV-R71/DM2・PCV-R71/DM2D
- 2000年春モデル（2000年2月発売） - PCV-R52V5・PCV-R52V7・PCV-R52TV7・PCV-R52L4・PCV-R62V7・PCV-R62TV7・PCV-R62L4・PCV-R72・PCV-R72TV7・PCV-R72L5・PCV-R72/DM1・PCV-R72/DM1D・PCV-R72/DM2・PCV-R72/DM2D
- 2000年夏モデル（2000年6月発売） - PCV-R53V7・PCV-R53TV7・PCV-R63KV7・PCV-R63KTV7・PCV-R63KL5・PCV-R73K・PCV-R73KTV7・PCV-R73KL5・PCV-R63K/DM1・PCV-R63K/DM2・PCV-R73K/DM1・PCV-R73K/DM2

#### VAIO MX
タワー型パソコン。ミニディスク、FMチューナー、アンプを内蔵、本体前面にオーディオ機能の状態が液晶パネル表示された。2001年冬モデル「PCV-MXS～」系列からは、本体筐体の前面への金属パネル装飾採用および液晶パネルの表示色変更（単色ライトオレンジ → 単色ライトグリーン）といった外見デザインの大幅な変更がされ、内部仕様においても「SonicStage Premium」とNet MDドライブを搭載しAV連携を強めた。
- 2000年春モデル（2000年1月発売） - PCV-MX1V7・PCV-MX1TV7・PCV-MX1L5
- 2000年夏モデル（2000年5月発売） - PCV-MX2V7・PCV-MX2TV7・PCV-MX2L5
- 2000年冬モデル（2000年9月発売） - PCV-MX3K・PCV-MX3KV7・PCV-MX3GK・PCV-MX3GKV7・PCV-MX3GKL5
- 2001年春モデル（2001年2月発売） - PCV-MX5GK・PCV-MX5GKV7・PCV-MX5GKL5
- 2001年冬モデル（2001年10月発売） - PCV-MXS1・PCV-MXS1L5
- 2002年春モデル（2002年1月発売） - PCV-MXS2・PCV-MXS2L5・PCV-MXS2R・PCV-MXS2RL7
- 2002年夏モデル（2002年5月発売） - PCV-MXS3L5・PCV-MXS3L7・PCV-MXS3R・PCV-MXS3RL7・PCV-MXS3
- 2002年冬モデル（2002年9月〜10月発売） - PCV-MXS5L7・PCV-MXS5RL7・PCV-MXS5・PCV-MXS5R
- 2003年春モデル（2003年2月発売） - PCV-MXS7L5・PCV-MXS7RL7・PCV-MXS7・PCV-MXS7R

#### VAIO J

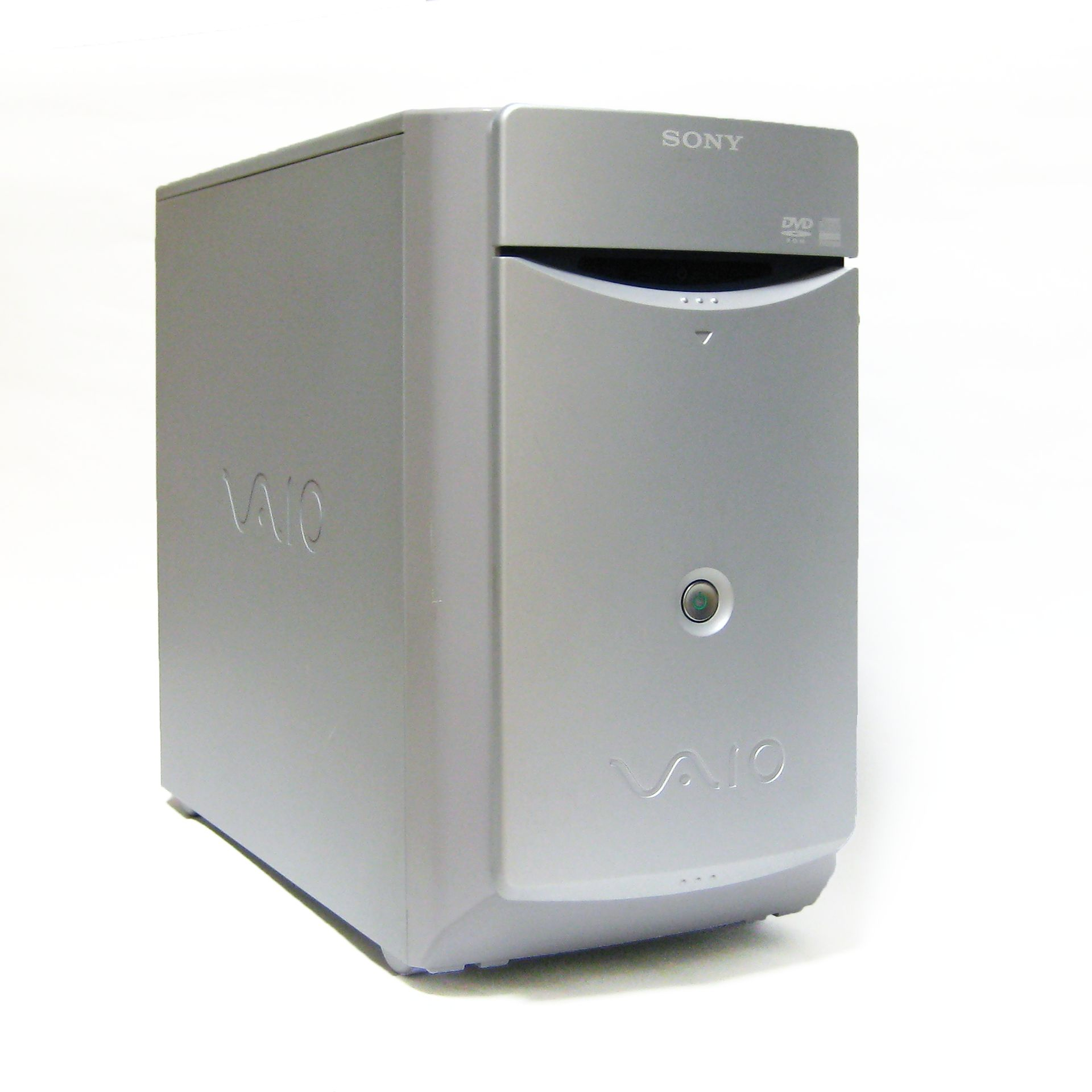
VAIO J

エントリーモデル。Rシリーズなどと同じくタワー型である。
- 2000年春モデル（2000年2月発売） - PCV-J10V5
- 2000年夏モデル（2000年6月〜8月発売） - PCV-J11V5・PCV-J11RV5
- 2000年冬モデル（2000年9月発売） - PCV-J12V5・PCV-J12V7
- 2001年春モデル（2001年2月発売） - PCV-J15V5・PCV-J15V7
- 2001年夏モデル（2001年5月〜8月発売） - PCV-J20V5・PCV-J20V7BP・PCV-J20GV7BP・PCV-J20AL5・PCV-J20・PCV-J20BP・PCV-J20GBP・PCV-J20A
- 2001年冬モデル（2001年10月発売） - PCV-J21V5・PCV-J21ML5・PCV-J21MBPV7・PCV-J21MGL5・PCV-J21・PCV-J21M・PCV-J21MBP・PCV-J21MG

#### VAIO LX
Lシリーズの後継。省スペース型。上位機種はペンタブレット液晶を搭載。
- 2000年冬モデル（2000年9月発売）- PCV-LX30/BP・PCV-LX50G・PCV-LX70/BPK・PCV-LX80/BPK
- 2001年春モデル（2001年1月〜2月発売）- PCV-LX31/BP・PCV-LX51/BP・PCV-LX51G/BP・PCV-LX71/BP・PCV-LX81/BP・PCV-LX91/BPK
- 2001年夏モデル（2001年5月〜7月発売） - PCV-LX32/BP・PCV-LX52/BP・PCV-LX52G/BP・PCV-LX82/BP・PCV-LX92G/BP
- 2001年冬モデル（2001年10月発売） - PCV-LX33/BP・PCV-LX53/BP・PCV-LX53G/BP・PCV-LX83/BP・PCV-LX93G/BP・PCV-LX33・PCV-LX53・PCV-LX53G・PCV-LX83・PCV-LX93G
- 2002年春モデル（2002年2月発売） - PCV-LX55/BP・PCV-LX55G/BP・PCV-LX85/BP・PCV-LX95G/BP・PCV-LX55G・PCV-LX95G
- 2002年夏モデル（2002年5月発売） - PCV-LX56/BP・PCV-LX56G・PCV-LX86/BP・PCV-LX96G/BP・PCV-LX96G☆

#### VAIO RX
Rシリーズの後継。機能重視なタワー型。

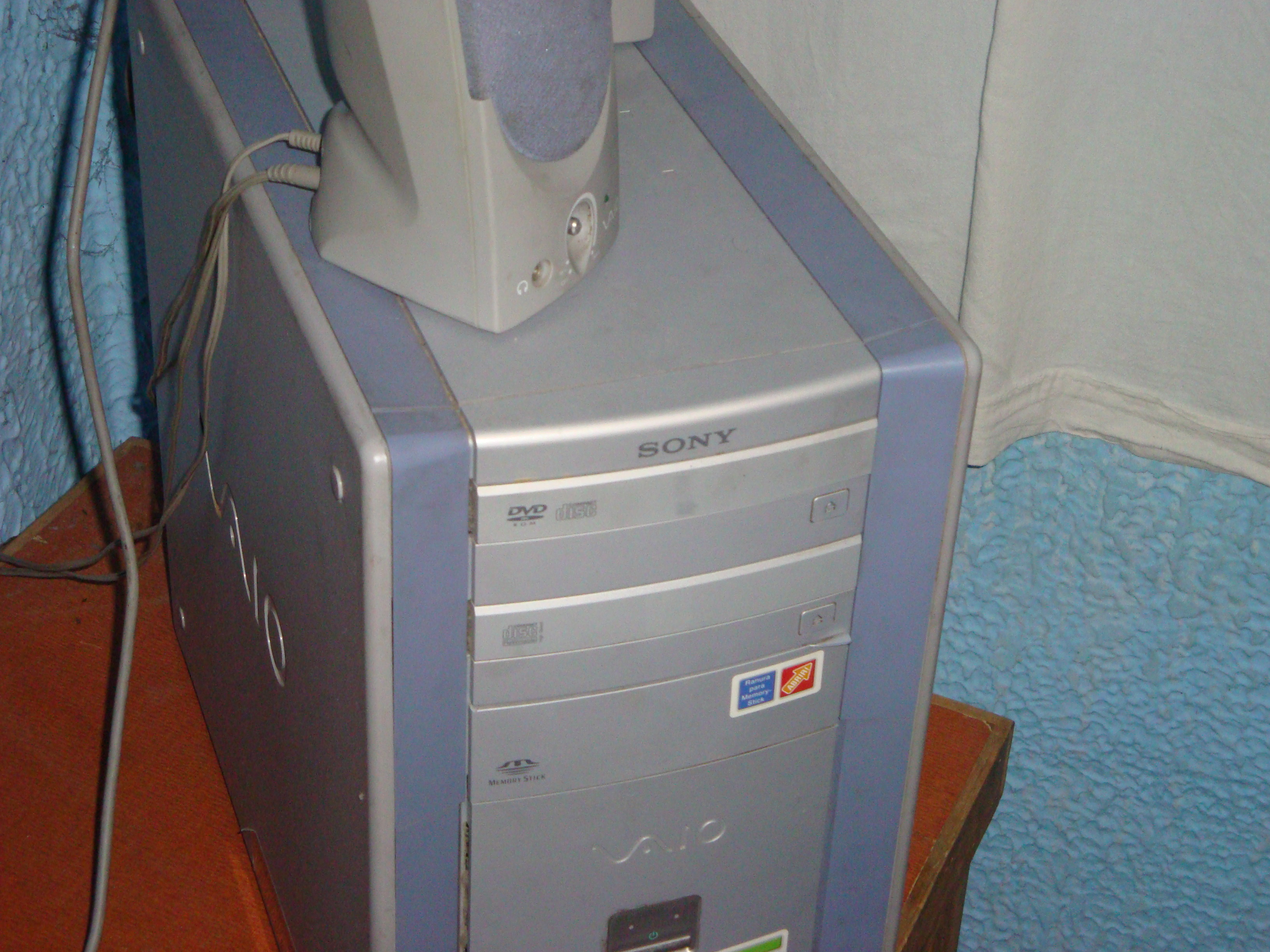
VAIO RX

- 2000年冬モデル（2000年9月発売） - PCV-RX50V7・PCV-RX50T7・PCV-RX60K・PCV-RX60KV7・PCV-RX60KT7・PCV-RX60KL5・PCV-RX70K・PCV-RX70KT7・PCV-RX70KL5
- 2001年春モデル（2001年2月発売） - PCV-RX51V7・PCV-RX51T7・PCV-RX61K・PCV-RX61KT7・PCV-RX61KL5・PCV-RX71K・PCV-RX71KT7・PCV-RX71KL5
- 2001年夏モデル（2001年5月発売） - PCV-RX52V7・PCV-RX52L5・PCV-RX62K・PCV-RX62KV7・PCV-RX62KL5・PCV-RX72K・PCV-RX72KV9・PCV-RX72KL5
- 2001年冬モデル（2001年10月発売） - PCV-RX53・PCV-RX53V7・PCV-RX53L5・PCV-RX63・PCV-RX63V7・PCV-RX63L5・PCV-RX73・PCV-RX73V9・PCV-RX73L6
- 2002年春モデル（2002年1月〜2月発売） - PCV-RX55・PCV-RX55L5・PCV-RX65・PCV-RX65L7・PCV-RX75・PCV-RX75L7
- 2002年夏モデル（2002年5月発売）- PCV-RX56・PCV-RX56L5・PCV-RX66・PCV-RX66L7・PCV-RX76・PCV-RX76L7

#### VAIO JX
Jシリーズの後継ということになっている模様だが、JXは省スペースタイプと、Jシリーズとはプロポーションが大きく異なっている。末期にはCRTモデルが廃止された。
- 2002年春モデル（2002年2月〜3月発売） - PCV-JX10L5F・PCV-JX10V7・PCV-JX10L5・PCV-JX10BPL5・PCV-JX10GL5・PCV-JX10GN☆・PCV-JX10・PCV-JX10BP・PCV-JX10G・PCV-JX10GBP
- 2002年夏モデル（2002年6月〜7月発売） - PCV-JX11BPV7・PCV-JX11L5・PCV-JX11BP5・PCV-JX11BP7・PCV-JX11GBP5・PCV-JX11GBP7・PCV-JX11GN・PCV-JX11・PCV-JX11BP・PCV-JX11GBP
- 2002年冬モデル（2002年9月発売） - PCV-JX12L5・PCV-JX12BL5・PCV-JX12・PCV-JX12B

#### VAIO W
本体、液晶ディスプレイ、キーボード一体型折り畳みパソコン。一時期、Net MDドライブを搭載した機種もあった。ハードウェアMPEGエンコーダではなくソフトウェアエンコーダでテレビ録画を実装した最初のモデル。
- 2002年春モデル（2002年2月発売） - PCV-W101/B・PCV-W101/W
- 2002年夏モデル（2002年4月発売） - PCV-W101A/B・PCV-W101A/B
- 2002年冬モデル（2002年9月発売） - PCV-W102(B)・PCV-W102(W)
- 2003年春モデル（2003年1月発売） - PCV-W110(W)・PCV-W120(B)・PCV-W120(W)
- 2003年夏モデル（2003年5月発売） - PCV-W111・PCV-W121・PCV-W500
- 2003年冬モデル（2003年9月発売） - PCV-W501B・PCV-W701B
- 2004年春モデル（2004年1月発売） - PCV-W502B・PCV-W702B

#### VAIO RZ
RXシリーズの後継。タワー型。フラッグシップモデル。
- 2002年冬モデル（2002年9月発売） - PCV-RZ50・PCV-RZ50L5・PCV-RZ60・PCV-RZ60L7・PCV-RZ70P・PCV-RZ70PL7
- 2003年春モデル（2003年2月発売） - PCV-RZ51・PCV-RZ51L5・PCV-RZ61・PCV-RZ61L7・PCV-RZ71P・PCV-RZ71PL7
- 2003年夏モデル（2003年5月発売） - PCV-RZ52・PCV-RZ52L7・PCV-RZ62・PCV-RZ62L7・PCV-RZ72P・PCV-RZ72PL7
- 2003年冬モデル（2003年9月発売） - PCV-RZ53・PCV-RZ53L7・PCV-RZ63・PCV-RZ63L7・PCV-RZ73P・PCV-RZ73PL9・PCV-RZ63C・PCV-RZ73CP
- 2004年春モデル（2004年1月〜2月発売） - PCV-RZ55・PCV-RZ55L7・PCV-RZ65・PCV-RZ65L7・PCV-RZ75P・PCV-RZ75PL9・PCV-RZ65C・PCV-RZ75CP

#### VAIO HS
LXシリーズの後継。ホームユース向きの省スペース型。中期からはペンタブレットが廃止された。2003年春モデルから追加された下位機種はJXシリーズの後継で、ディスプレイとスピーカーが別々である。
- 2002年冬モデル（2002年10月発売） - PCV-HS50BC5・PCV-HS50BC7・PCV-HS70C5・PCV-HS70BC7・PCV-HS80BT5・PCV-HS50
- 2003年春モデル（2003年2月〜3月発売） - PCV-HS21L5・PCV-HS21BL5・PCV-HS21GBL5・PCV-HS51BC5・PCV-HS71BC5・PCV-HS81BT5・PCV-HS91BC7・PCV-HS21・PCV-HS21B・PCV-HS21GB・PCV-HS31・PCV-HS31L5・PCV-HS51B・PCV-HS71B・PCV-HS91BC5
- 2003年夏モデル（2003年5月発売） - PCV-HS22BL5・PCV-HS22BL7・PCV-HS72BC5・PCV-HS72BC7・PCV-HS92BC7・PCV-HS22B
- 2003年冬モデル（2003年9月発売） - PCV-HS13BL5・PCV-HS23BL5・PCV-HS23BL7・PCV-HS73BC5・PCV-HS73BC7・PCV-HS83BC7・PCV-HS23B

#### VAIO P
一体型。室内での移動を想定しバッテリーが搭載されている。
- 2003年冬モデル（2003年10月発売） - PCV-P101

#### VAIO V
Wの後継。本体、ディスプレイ一体型。ワイヤレスキーボード、マウスとTVチューナー内蔵
- 2003年冬モデル（2003年11月発売） - PCV-V10/W・PCV-V10B/B・PCV-V10B/W
- 2004年春モデル（2004年1月発売）- PCV-V11/W・PCV-V11B/B・PCV-V11B/W・PCV-V11C/B・PCV-V11C/W

#### VAIO HX
HSシリーズの後継。テレビ機能付き省スペース型。
- 2004年春モデル（2004年2月発売） - PCV-HX50B5・PCV-HX50B7・PCV-HX70B7・PCV-HX80B7
- 2004年夏モデル（2004年5月発売） - PCV-HX51B5・PCV-HX51B7・PCV-HX61B7・PCV-HX71B7・PCV-HX81B9・PCV-HX51S・PCV-HX81S

### 第二世代VAIO

#### type R
[RA/RC]
第一世代のRZシリーズの後継モデルでかつ、第二世代のフラッグシップモデル。RA系列はデジタルチューナの外付対応により、デジタル放送に対応。また、2005年冬モデルから登場したRC系列ではデジタルチューナやBlu-rayドライブをいち早く搭載。ボディー側面に、吸気用の横穴を設けるなど、斬新な発想により水冷並みの静音化を実現している。
- 2004年夏モデル（2004年6月発売） - VGC-RA50・VGC-RA50L7・VGC-RA60・VGC-RA60L7・VGC-RA70P・VGC-RA70PL9・VGC-RA50S・VGC-RA50PS・VGC-RA70S・VGC-RA70PS
- 2004年冬モデル（2004年10月発売） - VGC-RA51・VGC-RA51L7・VGC-RA61・VGC-RA61L9・VGC-RA71P・VGC-RA71PL9・VGC-RA71S・VGC-RA71PS
- 2005年春モデル（2005年1月発売） - VGC-RA52・VGC-RA52L7・VGC-RA62・VGC-RA62L9・VGC-RA72P・VGC-RA72PL2・VGC-RA72S・VGC-RA72PS
- 2005年夏モデル（2005年6月発売） - VGC-RA53L7・VGC-RA73PL9・VGC-RA73S・VGC-RA73PS
- 2005年冬モデル（2005年9月発売） - VGC-RC50・VGC-RC50L7・VGC-RC70S・VGC-RC70PS
- 2006年春モデル（2006年1月発売） - VGC-RC51・VGC-RC51L7・VGC-RC71S・VGC-RC71PS
- 2006年夏モデル（2006年5月発売） - VGC-RC52・VGC-RC52L9・VGC-RC72DP・VGC-RC72DPL9・VGC-RC72S・VGC-RC72PS

[RT]
25.5型ワイド・フルHD液晶を搭載したボードPCとして登場したtype Rの第三期モデル。ボードPCなので、「type R Master」より大画面でありながら、省スペースを実現した。また、用途に応じて「ビデオエディション」と「フォトエディション」の2つのバージョンを用意。「ビデオエディション」はビデオ編集ツール「Adobe Premiere Pro CS3」など映像編集に特化したソフトを多数プリインストールし、操作性に優れたUSBジョグコントローラー付属。小型タイプの地上デジタルチューナーを2基搭載し、地上デジタル放送の視聴や録画も可能。「VAIO AVC トランスコーダー」を搭載し、地上デジタル放送の長時間録画や編集時間の高速化を実現した。一方の「フォトエディション」は写真に特化したモデル。外部からの光を遮断し、編集作業の効率を上げる専用の遮光ディスプレイフードを付属。写真編集ソフトの「Adobe Photoshop」系列をプリインストールしている。なお、2009年春モデルは2010年春モデル発表まで継続販売された。
- 2008年秋冬モデル（2008年9月〜11月発売） - VGC-RT50・VGC-RT70D・VGC-RT80US・VGC-RT90S・VGC-RT90US
- 2009年春モデル（2009年1月発売） - VGC-RT51J・VGC-RT71JG・VGC-RT81US・VGC-RT91JS・VGC-RT91YS・VGC-RT91CYS

#### type V
テレビ機能を搭載したシリーズ。初期は第一世代と同型。ディスプレイのバリエーションが多く。2005年冬モデルから登場したVA系はデジタルチューナも搭載した。
- 2004年夏モデル（2004年5月〜6月発売） - PCV-V151/W・PCV-V151B/B・PCV-V151B/W・PCV-V151S/B・PCV-V151S/W・VGC-V171・VGC-V171B・VGC-V201
- 2004年冬モデル（2004年9月発売） - VGC-V172EB・VGC-V172B・VGC-V202・VGC-V202RB・VGC-V172S
- 2005年春モデル（2005年1月発売） - VGC-V173EB・VGC-V173B・VGC-V203RB・VGC-V173S
- 2005年夏モデル（2005年4月発売） - VGC-V174B・VGC-V174RB・VGC-V204RB・VGC-V174S・VGC-V204S
- 2005年冬モデル（2005年10月発売） - VGC-VA170B・VGC-VA200B・VGC-VA200RB・VGC-VA170S・VGC-VA200DS
- 2006年春モデル（2006年1月発売） - VGC-VA171B・VGC-VA201B・VGC-VA201RB・VGC-VA201DB・VGC-VA171S
- 2006年夏モデル（2006年4月発売） - VGC-VA202B・VGC-VA202RB・VGC-VA202DB

#### type HX
スタンダードモデル。第一世代後期の物と同型。
- 2004年冬モデル（2004年9月発売） - VGC-HX52B5・VGC-HX52B7・VGC-HX62B7・VGC-HX72B7・VGC-HX52S・VGC-HX82S
- 2005年春モデル（2005年1月発売） - VGC-HX53B5・VGC-HX53B7・VGC-HX63B7・VGC-HX63S

#### type M
キーボード一体型のボードPCで、第一世代で発売されていたPシリーズの後継モデル。
- 2004年冬モデル（2004年9月〜11月発売） - VGC-M30/W・VGC-M30B/W・VGC-M50B/S・VGC-M70/W
- 2005年春モデル（2005年1月発売） - VGC-M31B/W・VGC-M51B/L・VGC-M51B/W・VGC-M71/S
- 2005年夏モデル（2005年4月発売） - VGC-M22/W・VGC-M32B/W・VGC-M52B/L・VGC-M52B/W・VGC-M72/W
- 2005年冬モデル（2005年9月発売） - VGC-M33B/W・VGC-M53B/D・VGC-M53B/L・VGC-M53B/W・VGC-M73/W
- 2006年春モデル（2006年1月発売） - VGC-M34B/S・VGC-M54B/S・VGC-M54B/L・VGC-M54B/P・VGC-M74/S

#### type X
テレビ録画が付いたAVレコーディングサーバー。最大7つの番組を同時に録画する事ができ、一台で最大1.2TBのHDD容量をもつ。オプションのデジタルチューナーを接続すれば、デジタルハイビジョンの録画も可能。
- 2004年冬モデル（2004年11月発売） - VGX-X90S・VGX-X90PS

#### type H
type HXの後継。FeliCaポートを備え、よりホームユース向けのエントリーモデル。のちにデジタルチューナを搭載。ちなみにFeliCaはソニーによって開発された。なお、2007年5月17日の決算発表会で今後はtype Hのような標準型デスクトップは終息すると発表された。このため、Windows Vistaを搭載する2007年春モデルからtype Hはラインナップに含まれていない。
- 2005年夏モデル（2005年4月〜5月発売） - VGC-H30B5・VGC-H50B7・VGC-H50WB7・VGC-H70B7・VGC-H70WB7・VGC-H30S・VGC-H70WS
- 2005年冬モデル（2005年9月発売） - VGC-H31B7・VGC-H51B7・VGC-H71B7・VGC-H71B2R・VGC-H31S・VGC-H71S
- 2006年春モデル（2006年1月発売） - VGC-H32B7・VGC-H52B7・VGC-H72B7・VGC-H72DB2R・VGC-H32S・VGC-H72S
- 2006年夏モデル（2006年4月発売） - VGC-H23L7・VGC-H33B7・VGC-H53B7・VGC-H73B7・VGC-H73DB2R・VGC-H33S・VGC-H73DS
- 2006年冬モデル（2006年9月発売） - VGC-H24L7・VGC-H34B7・VGC-H54B7・VGC-H74DB2R

#### type X Living [XL]
type Xの後継。HDMI端子やD4端子を搭載したTVにのみ接続でき、Blu-rayドライブや地上・BS・110度CSデジタル/地上アナログ（シングル録画）を標準搭載する。また横置きに対応した本体によりAV機器らしく進化し価格も手ごろになった。デザインを合わせた周辺機器、Xビデオステーションも存在する。
- 2005年冬モデル（2005年11月発売） - VGX-XL70S
- 2006年夏モデル（2006年6月発売） - VGX-XL71S
- 2007年春モデル（2007年2月発売） - VGX-XL1S・VGX-XL1D

#### type L
type Mの後継モデル。ノートパソコン用の部品を多用しつつ、デスクトップパソコンとノートパソコンの長所短所を補いあうような設計やデザイン性を重視したモデル。本体を貫通するプラスチックパネルを用い、ボードPCというコンセプトを実現。
[LA/LB]
LA系列は19型ワイドのスリム大画面タイプ。LB系列は持ち運びができるキーボード一体型・15.4型ワイドのコンパクトタイプである。
- 2006年夏モデル（2006年4月発売） - VGC-LA50・VGC-LA50B・VGC-LA70B・VGC-LA90S・VGC-LB50・VGC-LB50B・VGC-LB90S
- 2006年秋冬モデル（2006年9月〜10月発売） - VGC-LA51・VGC-LA51B・VGC-LA71B・VGC-LA71DB・VGC-LA91S・VGC-LB51・VGC-LB51B・VGC-LB61B/P・VGC-LB91S
- 2007年春モデル（2007年1月発売） - VGC-LA52B・VGC-LA72DB・VGC-LA82DB・VGC-LA92S・VGC-LB52HB・VGC-LB52B・VGC-LB62B/P・VGC-LB62B/W・VGC-LB92HS・VGC-LB92S
- 2007年夏モデル（2007年4月発売） - VGC-LA53B・VGC-LA73B・VGC-LA73DB・VGC-LA83DB・VGC-LA93S・VGC-LB53HB・VGC-LB53B・VGC-LB63B/W・VGC-LB63B/L・VGC-LB63B/P・VGC-LB93HS・VGC-LB93S

[LJ/LM/LT]
第二期モデル。従来の19型ワイド（LA→LM）、15.4型ワイド（LB→LJ）に加え、さらに大きな22型ワイド液晶のLT系列を新設定した。
- 2007年秋冬モデル（2007年10月発売） - VGC-LJ50B/W・VGC-LJ50B/B・VGC-LJ50B/P・VGC-LJ50DB/W・VGC-LJ90HS・VGC-LJ90S・VGC-LM50B・VGC-LM50DB・VGC-LM70B・VGC-LM70DB・VGC-LM90S・VGC-LT70DB・VGC-LT80DB・VGC-LT90S
- 2008年春モデル（2008年1月発売） - VGC-LJ51B/W・VGC-LJ51B/P・VGC-LJ51B/R・VGC-LJ51DB/B・VGC-LJ91HS・VGC-LJ91S・VGC-LM51DB・VGC-LM71B・VGC-LM71DB・VGC-LM91S・VGC-LT71DB・VGC-LT81DB・VGC-LT91S
- 2008年夏モデル（2008年5月発売） - VGC-LJ52B/W・VGC-LJ52B/P・VGC-LJ52B/N・VGC-LJ52DB/B・VGC-LJ92HS・VGC-LJ92S・VGC-LM52DB・VGC-LM72B・VGC-LM72DB・VGC-LM92S・VGC-LT72DB・VGC-LT82DB・VGC-LT92S

[LV/LN/LJ]
第三期モデル。19型ワイド液晶のLM系列と22型ワイド液晶のLT系列をモデルチェンジしひとまわり大きい20.1型ワイド液晶のLN系列と24型ワイド液晶のLV系列となった。なお、15.4型ワイド液晶のLJ系列はマイナーチェンジを行いながら継続販売された。
- 2008年秋冬モデル（2008年9月〜11月発売） - VGC-LJ53B/W・VGC-LN50DB・VGC-LN70DB・VGC-LN90S・VGC-LV50DB・VGC-LV70DB・VGC-LV90S
- 2009年春モデル（2009年1月発売） - VGC-LJ54B/W・VGC-LJ94HS・VGC-LJ94S・VGC-LN51JGB・VGC-LN71JGB・VGC-LN91JS・VGC-LV51JGB・VGC-LV71JGB・VGC-LV91JS
- 2009年夏モデル（2009年4月〜5月発売） - VGC-LN52JGB・VGC-LN72JGB・VGC-LN92JS・VGC-LV52JGB・VGC-LV72JGB・VGC-LV92JS

#### type J [JS]
2008年秋冬モデルから登場したエントリーモデルのボードPC。20.1型の大画面液晶やワイヤレスLANやBlu-rayドライブ（一部機種）を搭載するなど機能は充実しており、ボディカラーも5色（うち、VAIO・OWNER・MADE限定カラー2色）から選べるのも特長である。
- 2008年秋冬モデル（2008年9月発売） - VGC-JS50/S・VGC-JS50B/S・VGC-JS50B/P・VGC-JS90HS・VGC-JS90S
- 2009年春モデル（2009年1月発売） - VGC-JS51B/S・VGC-JS51B/P・VGC-JS51B/G・VGC-JS71B/S・VGC-JS91HS・VGC-JS91S
- 2009年夏モデル（2009年4月発売） - VGC-JS52JB/S・VGC-JS52JB/P・VGC-JS52JB/G・VGC-JS72JB/S・VGC-JS92XS・VGC-JS92JS

#### type R Master [RM]
type R [RC]の後継モデル。VAIOハイエンドPCとしてワークステーションレベルのスペックを選択することも可能なマシンである。最大の特徴は、PCI Expressを1.8メートルのケーブルで引き回す斬新な発想である。「メインユニット」（本体/ハードディスク部）と「アクセスユニット」（光学ドライブ部/インタフェース部）に筐体を分離したため、type R[RC]よりも高機能化していながら自由なレイアウトや横置きにも対応する。
- 2006年秋冬モデル（2006年10月発売） - VGC-RM50・VGC-RM50L9・VGC-RM70DPL4・VGC-RM90S・VGC-RM90PS・VGC-RM90CPS
- 2007年春モデル（2007年2月発売） - VGC-RM51D・VGC-RM51DL9・VGC-RM71DL4・VGC-RM91S1・VGC-RM91S2・VGC-RM900PS・VGC-RM900CPS
- 2007年夏モデル（2007年6月発売） - VGC-RM52D・VGC-RM52DL9・VGC-RM92S・VGC-RM92US
- 2007年秋冬モデル（2007年9月発売） - VGC-RM53D・VGC-RM53DL9・VGC-RM73UDL4・VGC-RM93NS・VGC-RM93S・VGC-RM93US・VGC-RM93CUS
- 2008年春モデル（2008年2月発売） - VGC-RM94S・VGC-RM94NS・VGC-RM94US・VGC-RM94CUS
- 2008年夏モデル（2008年5月発売） - VGC-RM55D・VGC-RM55DL9・VGC-RM75UDL4・VGC-RM95S・VGC-RM95US・VGC-RM95CUS

### 第三世代VAIO

#### Lシリーズ
[L1]
従来発売されていたtype Lを進化し、プレミアムボードPCとして再構築した第四期モデル。Jシリーズに形状を似せた新デザインを採用し、液晶は24型ワイドフルHD液晶に大型化。上位機種にはタッチパネル機能を搭載しており、Windows 7の新機能の一つである「Windowsタッチ」に対応、直感的な操作が可能である。さらにtype R Master以来となる地上デジタル・BS・CSのダブルチューナーを搭載。本格的なブルーレイディスクレコーダーとして活用することができる。また、フレームカラーもシルバーとOWNER・MADE限定カラーのブラックに加え、新色のブラウンが追加された。また、OWNER・MADEモデルでは「Adobe Creative Suite 4 Production Premium」をプリインストールし、OSには「Windows 7 Ultimate」を搭載した上級モデルを用意した。

2010年夏モデルはOfficeを「Office Home and Business 2010」に更新すると共に、CPU・グラフィック性能を向上。さらに、AVCトランスコーダーを2基搭載した新型テレビチューナーを搭載した。なお、今回はOWNER・MADEには「Adobe Creative Suite 4 Production Premium」プリインストールモデルは設定されていない。また、OWNER・MADEモデルの限定カラーにボルドーを追加した。2010年秋冬モデルはOWNER・MADEモデルのみモデルチェンジ。「Adobe Creative Suite 5」の選択が可能になった程度で、基本的には2010年夏モデルとほぼ同等である。
- 2009年秋冬モデル（2009年10月発売） - VPCL118FJ/S・VPCL118FJ/T・VPC119FJ/S・VPCL11AFJ・VPCL11ZHJ
- 2010年春モデル（2010年1月発売） - VPCL128FJ/S・VPCL128FJ/T・VPCL129FJ/S・VPCL12AFJ・VPCL12ZHJ
- 2010年夏モデル（2010年6月発売） - VPCL138FJ/S・VPCL138FJ/T・VPCL139FJ/T・VPCL13AFJ・VPCL13AHJ
- 2010年秋冬モデル（2010年10月発売） - VPCL14AFJ・VPCL14AHJ・VPCL14ZHJ

[L2]
ボードPCの大画面・ハイエンドモデルLシリーズの第五期モデル。カーブ形状の小さなスタンドを備えたシンプルな液晶テレビのようなスタイルに刷新。新たに、Windowsが起動していない状態でもすぐにテレビが見られる「すぐつくTV」を搭載。また、この状態からリモコンの「TVアプリ」ボタンを押すとバックグラウンドでOSと「Giga Pocket Digital」を立ち上げ、自動で「Giga Pocket Digital」に切り替える機能も備える。このため、地上デジタルチューナーは「Giga Pocket Digital」用に2基、「すぐつくTV」用に1基の計3基を搭載している。また、タッチパネル搭載モデルにはディスプレイのみならず、フレーム部分にもタッチセンサーを搭載しており、ウィンドウを閉じる、拡大・縮小などの操作をフレームで操作できる。CPUは全機種第2世代Coreプロセッサー（L218FJにはデュアルコアのCore i5-2410M、L219FJにはクアッドコアのCore i7-2630QM）を搭載。OWNER・MADEモデルでは専用ビデオメモリを1GBに増量した「NVIDIA GeForce GT 540M」を標準搭載しグラフィックス性能を強化したほか、CPUはコストパフォーマンスに優れたCore i3-2310Mからハイスペック仕様のCore i7-2820QMまでの5種類を用意し、店頭販売モデルにはないタッチパネル液晶搭載ブラックが設定されている。さらに、「Adobe Creative Suite 5 Production Premium」をプリインストールしたL21ZHJも用意した（L21ZHJはメモリと光学ドライブはハイスペックで固定、CPUはCore i7の3種類のみ、HDDは1TB・2TBのみとスペックの選択肢も一部制限される）。

2011年夏モデルでは新たにVAIOのボードPCでは初となる3D対応モデル（L229FJ/B）を設定。先に発売された大画面ノートのFシリーズと同様にシーケンシャル方式を用い、倍速液晶を備えることで3D映像特有のクロストーク現象を低減する作用がある。また、メモリは8GB、グラフィックスにはNVIDIA GeForce GT 540Mを搭載するなど性能面にも優れる。あわせて、L225FJからテレビチューナーを省いた廉価モデル（L224FJ/WI）も設定された。追加モデルを含め、既存モデルもHDD容量を増量し2TBの超大容量となった。OWNER・MADEモデルでは3D対応モデルに搭載されているNVIDIA GeForce GT 540Mが標準搭載されるとともに、HDDは最大3TBまで搭載可能。さらに、タッチパネル非搭載の液晶を選択した場合のみ、ディスプレイまわりのフレームカラーを4色から選べるようになった。

2011年秋冬モデルは全モデルでCPU性能を向上するとともに、L238FJ/Wはメモリを従来の4GBから8GBに倍増した。OWNER・MADEモデルはAdobe Creative Suits搭載ハイスペックモデルのプリインストールソフトを「Adobe Creative Suits 5.5 Production Premium」に更新した。

2012年春モデルは先にCore i5搭載モデル（L247FJ）が登場し、CPUの強化並びにブルーレイディスクドライブのBDXL対応化を行った。OWNER・MADEモデルも選択できるCore i3・Core i5の性能強化とブルーレイディスクドライブのBDXL対応化を行い、さらに、動画・静止画・音楽編集ソフトウェアの選択肢に「Imagination Studio VAIO Edition」を追加した（「Adobe Photoshop Elements 10」とのセットも可能）。同年3月には追加モデルとして、Core i7搭載モデル（L248FJ/WI）と3D対応モデル（L249FJ/B）を追加。この2機種の変更点は小さく、ブルーレイディスクドライブのBDXL対応化のみである。また、追加モデルの発表に合わせてOWNER・MADEモデルのCTOメニューを一部変更し、HDDの選択肢に2TB（7,200回転/分）を追加した。
- 2011年春モデル（2011年3月発売） - VPCL218FJ/WI・VPCL218FJ/BI・VPCL219FJ/W・VPCL21AFJ・VPCL21AHJ・VPCL21ZHJ
- 2011年夏モデル（2011年6月〜7月発売） - VPCL224FJ/WI・VPCL225FJ/WI・VPCL225FJ/BI・VPCL227FJ/W・VPCL229FJ/B・VPCL22AJ
- 2011年秋冬モデル（2011年10月発売） - VPCL236FJ/WI・VPCL237FJ/WI・VPCL237FJ/BI・VPCL238FJ/W・VPCL239FJ/B・VPCL23AJ
- 2012年春モデル（2012年2月〜3月発売） - VPCL247FJ/WI・VPCL247FJ/BI・VPCL248FJ/WI・VPCL249FJ/B・VPCL24AJ

[L24]
ボードPCのハイエンドモデルLシリーズの第六期モデル。今回、同社製液晶テレビ「ブラビア」に採用されている高画質エンジン「X-Reality（エックス リアリティー）」を搭載。大画面で高精細な映像表現を実現した超解像技術等が取り入れたことにより、テレビさながらの映像の質感を楽しめるようになった。この他にも、3D対応モデル（L24119FJB）は3D視聴を最適化するフェイストラッキング（顔認識）技術を用い、パソコン内蔵カメラで目の位置を認識することでグラスレス3Dに対応し、専用メガネなしでも快適な3D映像を楽しめるようになった。ブラビアリンクにも対応し、サイバーショットやハンディカムなど同社製機器を中心としたHDMI接続による連携も強化された。CPUは全機種第3世代Core iファミリーに刷新され（L24117FJはCore i5-3210M、L24118FJ・L24119FJBはCore i7-3610QMをそれぞれ搭載）。3D対応モデルはグラフィックスを「NVIDIA GeForce GT 620M」に更新。OWNER・MADEモデルはより性能が高い「Core i7-3820QM」を選べるほか、ストレージには従来からのHDDに加え、256GB又は512GBのSSDも選択できるようになった。2012年秋冬モデルではOSをWindows 8 64bitに変更し、タッチパネル機能をミドルクラスのL24128CJにも拡大搭載した。また、Core i7搭載モデルではCPUを強化し、HDDを3TBに増量した。OWNER・MADEモデルではOSでWindows 8 Pro 64bitを選択できるほか、Adobe Creative Suite Production Premium搭載モデルは最新のCS6となった。

2013年春モデルではOfficeを「Office 2013（店頭販売モデルはHome and Business 2013をプリインストールするが、OWNER・MADEモデルでは、Personal 2013とProfessional 2013を加えた3種類から選択できる）」に更新したほか、店頭販売モデルのCore i7搭載モデルはメモリ構成を4GB×2枚から8GB×1枚に変更。Core i5搭載モデルはCPUを強化した。

2013年夏モデルは店頭販売モデルのCore i7搭載モデル（L24148CJ・L24149CJB）は搭載ソフトウェアを一部変更した程度だが、Core i5搭載の廉価モデル（L24146CJWI）はメモリを8GBに倍増し、カラーをマットホワイトのみに集約。併せて、タッチパネル搭載モデル（L24147CJ）を新設した。OWNER・MADEモデルはストレージの選択肢に4TB HDDを追加した。2013年夏モデルは2013年秋冬モデル発表後も継続販売された。
- 2012年夏モデル（2012年6月発売） - SVL24117FJB・SVL24117FJWI・SVL24118FJB・SVL24118FJWI・SVL24119FJB・SVL2411AJ
- 2012年秋冬モデル（2012年10月〜11月発売） - SVL24126CJB・SVL24126CJWI・SVL24128CJB・SVL24128CJWI・SVL24129CJB・SVL2412AJ
- 2013年春モデル（2013年2月発売） - SVL24136CJB・SVL24136CJWI・SVL24138CJB・SVL24138CJW・SVL24139CJB・SVL2413AJ
- 2013年夏モデル（2013年5月発売） - SVL24146CJWI・SVL24147CJB・SVL24147CJW・SVL24148CJB・SVL24148CJW・SVL24149CJB・SVL2414AJ

#### Jシリーズ
[JS]
第二世代のtype J [JS]と同一。2009年秋冬モデルよりWindows 7を搭載。店頭販売モデルにはCore 2 Duo・Blu-rayドライブ・ダブル地上デジタルチューナーを搭載した上位モデルを設定。ボディカラー体系を変更し、ライムグリーンとシルバーがOWNER・MADE限定カラーに移行し、替わってブラウンを店頭販売モデルにも設定。新色のホワイトを追加し、6色（うち、OWNER・MADE限定カラー3色）展開となった。2010年春モデルでは、Pentiumの性能アップ程度の小規模な変更を行った。
- 2009年秋冬モデル（2009年10月発売） - VGC-JS53FB/W・VGC-JS53FB/T・VGC-JS53FB/P・VGC-JS73FB/W・VGC-JS93FS
- 2010年春モデル（2010年1月発売） - VGC-JS54FB/W・VGC-JS54FB/T・VGC-JS54FB/P・VGC-JS74FB/W・VGC-JS94FS

[J1]
ボードPCのエントリーモデル・Jシリーズ/type Jの第二期モデル。Lシリーズ[L1]と同じループデザインを採用し、液晶は21.5型に大型化する共に、フルHD化。最上位機種ではタッチパネルを搭載した。また、AVCトランスコーダーを2基搭載し、シャットダウン状態からの予約録画に対応したダブル地上・BS・110度CSデジタルチューナー搭載モデルを用意すると共に、CPUもCore i3/Core i5に更新し、基本性能も向上した。また、音楽再生中に画面を消すことができる「DISPLAY OFF」ボタンを備えている。カラーはブラック・ホワイト・ピンク・マットブラック・マットホワイト・ブラウンの6色となった（ブラウンはOWNER・MADE限定カラー）。なお、OWNER・MADEモデルではCPUでIntel Core i7、GPUに「NVIDIA GeForce 310M」を選択できる。また、後述のEシリーズと同様に、デザインと機能性を兼ね備えるシリコン製キーボードカバー「キーボードウェア」が用意されている。

2010年秋冬モデルではCPU性能を若干強化した他、新たにUSB3.0に対応（ただし、チップセットの制約により、仕様上の最大速度の半分にあたる2.5Gbpsに制限されている）。店頭販売モデルに搭載されているOfficeもPowerPointやOneNoteを追加した「Office Home and Business 2010」に変更した。また、OWNER・MADEモデルの限定カラーにゴールドとマットゴールドを追加した。2011年春モデルは搭載CPUの性能強化程度のマイナーチェンジにとどまる。
- 2010年夏モデル（2010年6月〜7月発売） - VPCJ116FJ/BI・VPCJ117FJ/BI・VPCJ117FJ/WI・VPCJ117FJ/P・VPCJ118FJ/BI・VPCJ118FJ/WI・VPCJ118FJ/P・VPCJ119FJ/B・VPCJ119FJ/W・VPCJ11AFJ
- 2010年秋冬モデル（2010年10月発売） - VPCJ126FJ/BI・VPCJ127FJ/BI・VPCJ127FJ/WI・VPCJ127FJ/P・VPCJ128FJ/BI・VPCJ128FJ/WI・VPCJ128FJ/P・VPCJ129FJ/B・VPCJ129FJ/W・VPCJ12AFJ・VPCJ12ZFJ
- 2011年春モデル（2011年1月発売） - VPCJ136FJ/WI・VPCJ137FJ/BI・VPCJ137FJ/WI・VPCJ137FJ/P・VPCJ138FJ/WI・VPCJ138FJ/WI・VPCJ138FJ/P・VPCJ139FJ/B・VPCJ13AFJ・VPCJ13ZFJ

[J2]
ボードPCのエントリーモデルJシリーズの第三期モデル。第二期モデル[J1]のデザインを継承しつつ、CPUを第2世代Core iファミリーに刷新。カラーラインナップも入れ替えを行い、新たにブルー・ブラウン・レッドを追加した5色展開となった（ブラウンとレッドはOWNER・MADE限定カラー）。店頭販売モデルは3機種に整理され、上位モデルJ219FJ/BはCore i7-2620Mを搭載しつつテレビチューナーレスに変更。さらに、Adobe Photoshop Elements 9とAdobe Premiere Elements 9をプリインストールし、映像・写真編集用に特化したハイパフォーマンスモデルに。地上・BS・110度CSデジタルダブルチューナー搭載モデルはCore i5-2410Mを搭載した中位モデルのJ218FJとCeleron B810を搭載した下位モデルのJ216FJの2機種を設定し、いずれもホワイト・ブルー・ブラックの3色から選べる。OWNER・MADEモデルでは独立3DグラフィックボードのAMD Radeon GPU 「AMD Radeon HD 6470M GDDR5」の搭載が可能で3D描画に対応した他、HDDは最大2TBまで搭載が可能である。

2011年秋冬モデルではLシリーズ同様にCPU性能を強化するとともに、最上位モデルのJ229FJ/Wは地上・BS・110度CSデジタルダブルチューナーを新搭載し、HDD容量を2TBに増量（その代わり、タッチパネルは非対応となる）。また、OWNER・MADEモデルではこれまで設定がなかった「Adobe Creative Suits 5.5 Production Premium」を搭載したハイスペックモデルを設定した。

2012年春モデルは先にCore i5搭載モデル（J238FJ）が登場し、CPUの性能強化とブルーレイディスクドライブのBDXL対応化、さらにはHDDを2TBに倍増され、キーボード・マウスが小型化された。同年3月にはエントリーモデル（J236FJ）を追加。Core i5搭載モデル同様にキーボードとマウスを小型化するとともに、CPUはCeleron B840からPentium B960に性能を強化し、HDDを1.5TBに増量した。一方で、メモリは容量が同じながら4GBが1枚となり、地上デジタルチューナーは1基に減らされた。カラーラインナップもブラックとホワイトの2色展開となった。また、追加モデルの発表に合わせてOWNER・MADEモデルのCTOメニューが一部変更となり、HDDの選択肢に1.5TBを追加した。

2012年夏モデルでは店頭販売モデルにデュアルコア仕様のCore i7-2640Mを搭載した最上位モデル（J249FJ）が復活。Core i5搭載モデル（J248FJ）は細かなマイナーチェンジにとどまるが、Pentium搭載モデル（J246FJ）はCPUをPentium B970に更新した一方、HDD容量を1TBに減らした。また、ボディカラーにブルーを新設した。
- 2011年夏モデル（2011年6月発売） - VPCJ216FJ/L・VPCJ216FJ/W・VPCJ216FJ/B・VPCJ218FJ/L・VPCJ218FJ/W・VPCJ218FJ/B・VPCJ219FJ/B・VPCJ21AJ
- 2011年秋冬モデル（2011年10月発売） - VPCJ226FJ/L・VPCJ226FJ/W・VPCJ226FJ/B・VPCJ227FJ/L・VPCJ227FJ/W・VPCJ227FJ/B・VPCJ229FJ/W・VPCJ22AJ
- 2012年春モデル（2012年2月〜3月発売） - VPCJ236FJ/W・VPCJ236FJ/B・VPCJ238FJ/L・VPCJ238FJ/W・VPCJ238FJ/B・VPCJ23AJ
- 2012年夏モデル（2012年6月発売） - VPCJ246FJ/W・VPCJ246FJ/B・VPCJ246FJ/L・VPCJ248FJ/W・VPCJ248FJ/B・VPCJ248FJ/L・VPCJ249FJ/W・VPCJ249FJ/B・VPCJ249FJ/L・VPCJ24AJ

### 第四世代VAIO

#### VAIO Tap 20 [J20]
ファミリー向けとして新たに設定したタッチパネル式20型ワイド液晶を搭載した一体型PC。新型スタンド「フリースタイルスタンド」を採用したことで、立てて使用すればデスクトップスタイルに、少し角度を傾ければタッチ操作がしやすいタッチ快適スタイルに、180°寝かせて使用すればテーブルトップスタイルにと用途に応じで切り替えられる。また、ディスプレイは高解像度（1,600×900ドット）仕様のIPS液晶に10点マルチタッチ対応のタッチパネルを実装しており、テーブルトップスタイル時に複数人数・方向での操作が可能である。光学ドライブは本体には搭載されず、外付けタイプが同梱される。また、デスクトップタイプでありながらバッテリーを搭載しており、電源のない場所でも使用できる。店頭販売モデルは搭載CPUにより3種類が用意される。OWNER・MADEモデルはホワイトに加えて限定カラーのブラックを設定するほか、CPUでCore i7-3667U(2.00GHz)を搭載したり、HDDの代わりにSSDを搭載することもできる。さらに、Adobe Creative Suite 6 Production Premium搭載モデルも設定される。2013年春モデルでは店頭販売モデルのラインナップをCore i5搭載モデルとCore i7搭載モデルの2種類に集約。CPUを強化し、OfficeをHome and Business 2013に、Adobe Photoshop ElementsをAdobe Photoshop Elements 11にそれぞれ更新した。また、法人向け標準仕様モデルが新たに設定された。

2013年夏モデルはプリインストールソフトの一部を変更したマイナーチェンジ程度だが、店頭販売モデルのCore i7搭載モデルはストレージをNAND型フラッシュメモリを内蔵したHybrid HDDに変更した。
- 2012年秋冬モデル（2012年12月発売） - SVJ20217CJW・SVJ20218CJW・SVJ20219CJW・SVJ2021AJ
- 2013年春モデル（2013年3月発売） - SVJ20228CJW・SVJ20229CJW・SVJ2022AJ・SVJ2022AJA
- 2013年夏モデル（2013年6月発売） - SVJ20238CJW・SVJ20239CJW・SVJ2023AJ

#### VAIO Tap 21 [T21]
2013年夏モデルまで販売されていた「Tap 20 [J20]」後継の一体型PC。画面サイズが「Tap 20」の20型ワイドから21.5型ワイドに大型化され、フルHDに高解像度化。同時に、色域を高める「トリルミナスディスプレイ for Mobile」や高画質技術「X-Reality for mobile」も採用された。また、背面カバーをアルミ素材に変更したほか、スタンド機構も改良され、チルト機能を持たせたことで寝かせた状態からでも片手で立てられるようになった。CPUは全機種第4世代Core iファミリーに刷新され、店頭販売モデルは「Tap 20」の2012年夏モデル以来となるCore i3搭載モデルが復活した。OWNER・MADEモデルでは通常動作時で2.80GHzと通常電圧版のノートパソコン用CPUに匹敵する高クロック数を持ち、グラフィックスに「Intel Iris Graphics 5100」を採用したCore i7-4558Uを選択できるほか、「Tap 20」同様に、ストレージにSSD、OSにWindows 8 Proを選択できるなど、ハイスペック仕様にすることができる。また、法人向け標準仕様モデルも設定される。

2014年春モデルはOSをWindows 8.1に変更するとともに、VAIO Inspiration SuiteとAdobe Photoshop Elements 12を新たにプリインストール。Core i7搭載モデル（SVT21229EJB）はメモリの容量は変更はないものの、8GB1枚から4GB2枚に変更し、デュアルチャネルに対応した。OWNER・MADEモデルでは、ワイヤレスLANの選択肢に、高速通信が可能な新規格に対応したIEEE 802.11a/b/g/n/ac準拠が選べるようになった。
- 2013年秋冬モデル（2013年10月発売） - SVT21217DJB・SVT21218DJB・SVT21219DJB・SVT2121A1J・SVT2121BAJ・SVT2121BBJ
- 2014年春モデル（2014年1月発売） - SVT21227EJB・SVT21228EJB・SVT21229EJB・SVT2122A1J

## エクステンションライン

### TP1（TV side PC）
type Xと同様に一般家庭用テレビに接続し、インターネットや動画の視聴などを専用リモコンやタッチパッド搭載ワイヤレスキーボードを利用してより手軽に扱えるよう設計されたリビングPCである。type X Livingとは対照的にAV編集機としてのイメージを薄め、シンプルさと扱いやすさを売りとしている。液晶テレビ（同社製ブラビアなど）とはHDMIで接続する事を前提としているが、アナログD-Sub15ピンやDVI接続（HDMIを変換）による接続も可能としている。当初はホワイトボディのみで、デジタル放送を視聴するには別売りの外付チューナーが必要だったが、2008年夏モデルからは新たに開発した小型の地上デジタルチューナーを2基搭載し、地上デジタル放送についてはTP1単体で視聴できるようになった。また、ブラックボディが登場したのもこの時期からである。
- 2007年春モデル（2007年1月発売） - VGX-TP1・VGX-TP1DT・VGX-TP1S
- 2007年秋冬モデル（2007年9月発売） - VGX-TP1V・VGX-TP1DTV・VGX-TP1VS
- 2008年春モデル（2008年2月発売） - VGX-TP1DTW・VGX-TP1WS
- 2008年夏モデル（2008年7月発売） - VGX-TP1D・VGX-TP1DQ/B・VGX-TP1QS
- 2009年春モデル（2009年1月発売） - VGX-TP1GX/B・VGX-TP1XS

## 大画面ノート

### 第一世代VAIO

#### VAIO NOTE
全てのVAIOノートの元祖的存在の機種。705が普及機、707が上位機種として位置づけられていた。大きな違いは画面の解像度とメモリ容量。店頭価格では約20万円ほどの開きがあり、707は当時としても高額な約50万円ほどした。その後7xx系列が続き8xx系列となり、さらにF系列へと発展して行く。A4ノート型で、8xx系列はCPUにモバイルPentium II、7xx系列はCPUにMMXが採用されている。後に登場したF系列はエントリーモデルで、CDドライブ、FDDが内蔵されている。全プラスチックの筐体を採用。
- 1997年夏モデル（1997年7月発売） - PCG-705・PCG-707
- 1997年冬モデル（1997年10月〜1998年1月発売） - PCG-713・PCG-715・PCG-719・PCG-705/S・PCG-713/32
- 1998年春モデル（1998年2月〜4月発売） - PCG-723・PCG-726・PCG-729・PCG-719/64・PCG-721・PCG-723/BP
- 1998年夏モデル（1999年5月〜7月発売） - PCG-731・PCG-733・PCG-737・PCG-733/A・PCG-737/A4G・PCG-803・PCG-808・PCG-733/A3G
- 1998年冬モデル（1998年10月発売） - PCG-766/BP・PCG-767・PCG-861/BP・PCG-862・PCG-864・PCG-868
- 1999年春モデル（1999年1月〜3月発売） - PCG-777/BP・PCG-881/BP・PCG-883・PCG-885・PCG-887・PCG-888・PCG-F14/BP・PCG-F16/BP
- 1999年夏モデル（1999年4月〜8月発売） - PCG-883/BP・PCG-887/BP・PCG-887/BP2・PCG-F20/BP・PCG-F23/BP・PCG-F23/BP2・PCG-F26/BP・PCG-F26/BP2
- 1999年冬モデル（1999年9月〜11月発売） - PCG-F34/BP・PCG-F36/BP・PCG-F37/BP
- 2000年春モデル（2000年1月〜3月発売） - PCG-F50/BP・PCG-F50A/BP・PCG-F55/BP・PCG-F57/BP・PCG-F59DK
- 2000年夏モデル（2000年5月〜7月発売） - PCG-F60/BP・PCG-F65/BP・PCG-F66/BPK・PCG-F6/BP
- 2000年冬モデル（2000年9月〜11月発売） - PCG-F70/BP・PCG-F70A/BP・PCG-F75/BP・PCG-F76/BP・PCG-F79/BPK

#### VAIO NOTE XR
8xx系列の後継にあたるハイエンドモデル。フラッシュサーフェイスデザインなど高品位なデザイン、液晶ディスプレーと連動して立ち上がるインタークーラーフラップやステンレスメカキーなどの凝ったギミックが盛り込まれている。光学ドライブ・フロッピーディスクドライブ・増設ハードディスクドライブを交換して装着できるマルチパーパスベイを採用した。
- 1999年夏モデル（1999年6月発売） - PCG-XR1・PCG-XR7・PCG-XR9
- 1999年冬モデル（1999年10月発売） - PCG-XR1G・PCG-XR7G・PCG-XR9G
- 2000年春モデル（2000年1月〜2月発売） - PCG-XR1S/BP・PCG-XR1SA/BP・PCG-XR7S・PCG-XR9S
- 2000年夏モデル（2000年5月〜6月発売） - PCG-XR1E/BP・PCG-XR7E/K・PCG-XR9E/K・PCG-XR100E/K
- 2000年冬モデル（2000年9月〜10月発売） - PCG-XR1F/BP・PCG-XR7F/K・PCG-XR9F/K・PCG-XR100F/K
- 2001年春モデル（2001年1月〜3月発売） - PCG-XR1Z/BP・PCG-XR7Z/BP・PCG-XR7Z/K・PCG-XR9Z/K

#### VAIO QR
A4ファイルサイズノート。初期型のQR1系列は光沢のあるブラックの筺体でアルミのハンドルが付いたバッグをイメージさせる形状、後期型のQR3系列は光沢のあるホワイトの筺体でディスプレイの左右に直接接続できるスピーカーを有する形状と、特徴あるデザインを採用している。両系列とも本体と共通するデザインのマウスカバーが付属し、VAIO純正オプションのマウス(当時発売モデル)に装着できる。性能面からはエントリーモデル。
- 2000年冬モデル（2000年11月発売） - PCG-QR1/BP
- 2001年春モデル（2001年2月発売） - PCG-QR1E/BP
- 2001年夏モデル（2001年5月発売） - PCG-QR1S/BP
- 2001年冬モデル（2001年11月発売） - PCG-QR3/BP
- 2002年春モデル（2002年2月発売） - PCG-QR3E/BP
- 2002年夏モデル（2002年5月発売） - PCG-QR3S/BP

#### VAIO NOTE FX
F系列の後継。初期はインテルのCPUを搭載していたが、後にAMDのCPUを搭載したパソコンがメインとなった。
- 2001年春モデル（2001年2月〜4月発売） - PCG-FX11/BP・PCG-FX55/BP・PCG-FX55A/BP・PCG-FX77/BP・PCG-FX90/BPK
- 2001年夏モデル（2001年5月〜6月発売） - PCG-FX11G/BP・PCG-FX33G/BP・PCG-FX55G/BP・PCG-FX77G/BP・PCG-FX50G/K・PCG-FX60G/K・PCG-FX90G/K
- 2001年冬モデル（2001年10月発売） - PCG-FX11S/BP・PCG-FX33S/BP・PCG-FX55S/BP・PCG-FX77S/BP
- 2002年春モデル（2002年1月〜3月発売） - PCG-FX11V・PCG-FX55V/BP・PCG-FX77V/BP・PCG-FX99V/BP
- 2002年夏モデル（2002年5月〜6月発売） - PCG-FX11VA・PCG-FX33V/BP・PCG-FX55Z/BP・PCG-FX77Z・PCG-FX77Z/BP
- 2002年冬モデル（2002年9月〜11月発売） - PCG-FX11J・PCG-FX11J/B・PCG-FX55ZA

#### VAIO NOTE GR
XRの後継にあたるハイエンドモデル。MC後の後期シリーズより地上波アナログテレビ受信機能が追加された。
- 2001年夏モデル（2001年7月〜9月発売） - PCG-GR7/K・PCG-GR9/K・PCG-GR9
- 2001年冬モデル（2001年10月発売） - PCG-GR5E/BP・PCG-GR7E・PCG-GR9E・PCG-GR90E・PCG-GR90E/K
- 2002年春モデル（2002年1月〜3月発売） - PCG-GR3F/BP・PCG-GR5F/BP・PCG-GR7F・PCG-GR9F/P・PCG-GR90F・PCG-GR90F/P・PCG-GRX90/P
- 2002年夏モデル（2002年5月〜8月発売） - PCG-GR3N/BP・PCG-GR5N/BP・PCG-GRX51/BP・PCG-GRX71・PCG-GRX81G/P・PCG-GRX91G/P
- 2002年冬モデル（2002年9月〜10月発売） - PCG-GRS50/B・PCG-GRS70/P・PCG-GRS900・PCG-GRS900/P・PCG-GRX52G/B・PCG-GRX72/P・PCG-GRX92G/P・PCG-GRX102/P
- 2003年春モデル（2003年1月〜3月発売） - PCG-GRS52V/P・PCG-GRS55/B・PCG-GRS72V/P・PCG-GRS500・PCG-GRS500/P・PCG-GRZ77/B・PCG-GRV88G・PCG-GRV99G/P・PCG-GRV110・PCG-GRV110/P
- 2003年夏モデル（2003年5月〜6月発売） - PCG-GRT55/B・PCG-GRT77/B・PCG-GRT99/P・PCG-GRT750・PCG-GRT750/P・PCG-GRT770・PCG-GRT770/P
- 2003年冬モデル（2003年9月〜11月発売） - PCG-GRT55E/B・PCG-GRT77E/P・PCG-GRT51E・PCG-GRT51E/P・PCG-GRT52E・PCG-GRT52E/P・PCG-GRT71E・PCG-GRT71E/P・PCG-GRT72E・PCG-GRT72E/P・PCG-GRT99S/P
- 2004年春モデル（2004年1月発売） - PCG-GRT55F/B・PCG-GRT77V/P・PCG-GRT51F・PCG-GRT51F/P・PCG-GRT52F・PCG-GRT52F/P・PCG-GRT91V・PCG-GRT91V/P・PCG-GRT92V・PCG-GRT92V/P

#### VAIO NOTE NV
A4ノート。本体右側面に「エンタテインメントベイ」がある。装着できるデバイスは、FDD、テンキー、Net MD、コンパクトウーファーの4種類。
- 2002年夏モデル（2002年5月発売） - PCG-NV55/BP・PCG-NV77M/BP・PCG-NV99M/BP・PCG-NV90
- 2002年冬モデル（2002年9月発売） - PCG-NV99E/B・PCG-NV90E・PCG-NV95EN
- 2003年春モデル（2003年1月発売） - PCG-NV55E/B

#### VAIO NOTE FR
FXの後継となるエントリーモデル。
- 2003年春モデル（2003年1月〜3月発売） - PCG-FR33・PCG-FR33/B・PCG-FR55/B
- 2003年夏モデル（2003年5月〜6月発売） - PCG-FR55E・PCG-FR55E/B・PCG-FR77E/B
- 2003年冬モデル（2003年9月〜11月発売） - PCG-FR55G・PCG-FR55G/B・PCG-FR55R/P・PCG-FR77G/B
- 2004年春モデル（2004年1月発売） - PCG-FR55J・PCG-FR55J/B・PCG-FR77J/B

### 第二世代VAIO

#### type K
充実性能を備えたシンプルモデル。
- 2004年夏モデル（2004年5月発売） - VGN-K30・VGN-K30B・VGN-K50B・VGN-K70B
- 2004年冬モデル（2004年10月発売） - VGN-K31・VGN-K31B・VGN-K71B

#### type E
使い易さを重視したベーシックモデル。
- 2004年夏モデル（2004年5月発売） - VGN-E50B/S・VGN-E50B/B・VGN-E70B/S・VGN-E70B/B・VGN-E50B/D
- 2004年冬モデル（2004年10月発売） - VGN-E51B/S・VGN-E51B/D・VGN-E71B/S・VGN-E81B/B・VGN-E91B/B・VGN-E71B/G
- 2005年春モデル（2005年1月発売） - VGN-E72B/S・VGN-E72B/D・VGN-E92B/B・VGN-E72B/G

#### type A
AV機能を重視した第二世代フラッグシップ。
[A/AS]
第一期モデル。2005年夏モデルからは派生モデルとして15.4型ワイド液晶のAS系列が登場。
- 2004年夏モデル（2004年5月発売） - VGN-A50B・VGN-A60B・VGN-A70P・VGN-A60S・VGN-A60PS・VGN-A70S・VGN-A70PS
- 2004年冬モデル（2004年10月発売） - VGN-A61B・VGN-A51S・VGN-A51PS・VGN-A71S・VGN-A71PS
- 2005年春モデル（2005年1月〜2月発売） - VGN-A62B・VGN-A72PB・VGN-A72S・VGN-A72PS
- 2005年夏モデル（2005年4月発売） - VGN-AS33B・VGN-AS53B・VGN-A63・VGN-AS53S・VGN-AS53PS・VGN-A73S・VGN-A73PS
- 2005年冬モデル（2005年9月〜11月発売） - VGN-AS34B・VGN-AS54B・VGN-AS54S・VGN-AS54PS・VGN-A74S・VGN-A74PS

[AR]
第二期モデル。17型ワイドフルHD液晶やBlu-rayドライブ、HDMI端子を搭載し、贅を極めた。
- 2006年夏モデル（2006年6月〜7月発売） - VGN-AR50B・VGN-AR70B・VGN-AR80S・VGN-AR80PS・VGN-AR90S・VGN-AR90PS
- 2006年冬モデル（2006年10月発売） - VGN-AR51DB・VGN-AR71DB・VGN-AR81S・VGN-AR81PS・VGN-AR91S・VGN-AR91PS
- 2007年春モデル（2007年1月発売） - VGN-AR52DB・VGN-AR72DB・VGN-AR82S・VGN-AR82US・VGN-AR92S・VGN-AR92US
- 2007年夏モデル（2007年7月発売） - VGN-AR53DB・VGN-AR73DB・VGN-AR83S・VGN-AR83US・VGN-AR93S・VGN-AR93US
- 2007年秋冬モデル（2007年10月発売） - VGN-AR54DB・VGN-AR64DB・VGN-AR74DB・VGN-AR84S・VGN-AR84US・VGN-AR94S・VGN-AR94US
- 2008年春モデル（2008年2月発売） - VGN-AR55DB・VGN-AR65DB・VGN-AR75UDB・VGN-AR85S・VGN-AR85US・VGN-AR95S・VGN-AR95US

[AW]
第三期モデル。ディスプレイは「ARシリーズ」より一回り大きくなった18.4型ワイド・フルHD液晶を搭載。グラフィックも性能を強化し「NVIDIA GeForce 9600M GT」にグレードアップ。10キーを標準装備し、デスクトップと変わらない操作性を持たせた。また、HDMI出力端子を装備し、HDMIに対応したテレビとHDMIケーブル1本で接続できる。デスクトップのtype R[RT]同様、用途に合わせて「フォトエディション」と「ビデオエディション」の2バージョンを用意した。「フォトエディション」は写真に特化したモデル。バックライトに独立した3色のLEDを採用したRGB 3チップLEDバックライトを装備し、Adobe RGBカバー率100%を達成。液晶は外からの光や蛍光灯による写りこみを拡散させるアンチグレア（つや消し）処理を施した。別売りのディスプレイフードと併用することで液晶本来の色を認識させ、作業効率を向上できる。また、写真を編集するためのソフト「Adobe Photoshop Elements 7/lightroom 2」をプリインストールした。一方の「ビデオエディション」はNTSC比104%の艶のあるクリアブラック液晶を搭載し、映像編集ソフト「Adobe Premiere Elements 7」をプリインストール。また、地上デジタルチューナーを2基搭載し、ダブル録画にも対応した。なお、2つのエディションで異なるボディカラーを採用しており、「フォトエディション」はプレミアムブラック、「ビデオエディション」はチタングレーである。また、2009年春モデルから、VAIO・OWNER・MADEモデルのフォトエディションに「Adobe Creative Suite 4 Production Premium」プリインストールモデルが追加された。
- 2008年秋冬モデル（2008年9月発売） - VGN-AW50DB/H・VGN-AW70B/Q・VGN-AW80S・VGN-AW80NS・VGN-AW80US・VGN-AW90S・VGN-AW90NS・VGN-AW90US
- 2009年春モデル（2009年1月発売） - VGN-AW51JGB・VGN-AW71JB・VGN-AW81JS・VGN-AW81DS・VGN-AW81YS・VGN-AW91JS・VGN-AW91CJS・VGN-AW91DS・VGN-AW91CDS・VGN-AW91YS・VGN-AW91CYS
- 2009年夏モデル（2009年6月発売） - VGN-AW52JGB・VGN-AW72JB・VGN-AW82JS・VGN-AW82DS・VGN-AW82YS・VGN-AW92JS・VGN-AW92CJS・VGN-AW92DS・VGN-AW92CDS・VGN-AW92YS・VGN-AW92CYS

#### type B
ビジネス向けA4ノート。
- 2004年冬モデル（2004年10月発売） - VGN-B90PSY・VGN-B90PS

#### type F

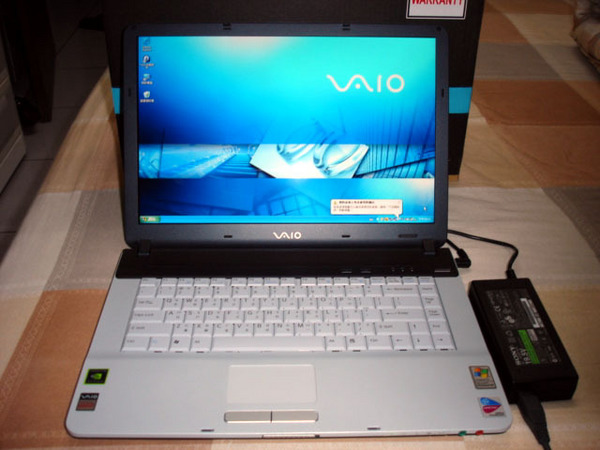
VAIO type F

ワイド液晶&スリムボディのスタンダードモデル。
[FS]
第一期モデル。最終モデルでは同時期に発売を開始した第二期モデルFE系列との併売となる。
- 2005年春モデル（2005年1月〜2月発売） - VGN-FS20・VGN-FS30B・VGN-FS50B・VGN-FS70B・VGN-FS90S・VGN-FS90PS
- 2005年夏モデル（2005年4月〜5月発売） - VGN-FS21・VGN-FS21B・VGN-FS31B・VGN-FS51B・VGN-FS71B・VGN-FS91S・VGN-FS91PS
- 2005年冬モデル（2005年9月発売） - VGN-FS22VB・VGN-FS22B・VGN-FS32B・VGN-FS52B・VGN-FS92S・VGN-FS92PS
- 2006年春モデル（2006年1月発売） - VGN-FS23B・VGN-FS33B・VGN-FS53B
- 2006年夏モデル（2006年5月発売） - VGN-FS43

[FE]
新プラットフォームを採用した第二期モデル。最終モデルでは上位機種であり、後の第三期モデルとなるFZ系列との併売となった。
- 2006年夏モデル（2006年4月発売） - VGN-FE20・VGN-FE30B・VGN-FE50B・VGN-FE90S・VGN-FE90PS
- 2006年冬モデル（2006年10月発売） - VGN-FE21/W・VGN-FE31B/W・VGN-FE51B/H・VGN-FE91S・VGN-FE91PS
- 2007年春モデル（2007年1月発売） - VGN-FE32H/W・VGN-FE32HA/W・VGN-FE32HB/W・VGN-FE32B/W・VGN-FE52B/H・VGN-FE92HS・VGN-FE92S・VGN-FE92NS
- 2007年夏モデル（2007年4月〜5月発売） - VGN-FE33H/W・VGN-FE33HB/W・VGN-FE33B/W・VGN-FE53HB/W・VGN-FE53B/W

[FZ]
HDVや一眼レフデジタルカメラなどの特に画質を重視するユーザー向けに開発された第三期モデル。店頭モデルでは全機種Core 2 Duo搭載・最下位機種を除いてNVIDIA GeForce 8400Mを搭載し、type Aに近い処理能力を有するが、地上デジタルチューナーをあえて搭載せず、書換え可能なBlu-rayドライブやHDMI端子を搭載した。また、液晶の高解像度化より画質の向上を優先し、ピュアカラー90と呼称するNTSC比90%の液晶を搭載する。
- 2007年夏モデル（2007年6月発売） - VGN-FZ50B・VGN-FZ70B・VGN-FZ90HS・VGN-FZ90S・VGN-FZ90NS
- 2007年秋冬モデル（2007年9月発売） - VGN-FZ31B・VGN-FZ51B・VGN-FZ61B・VGN-FZ71B・VGN-FZ91HS・VGN-FZ91S・VGN-FZ91NS
- 2008年春モデル（2008年1月〜2月発売） - VGN-FZ32B・VGN-FZ52B・VGN-FZ52B2・VGN-FZ62B・VGN-FZ72B・VGN-FZ92HS・VGN-FZ92S・VGN-FZ92NS

[FW]

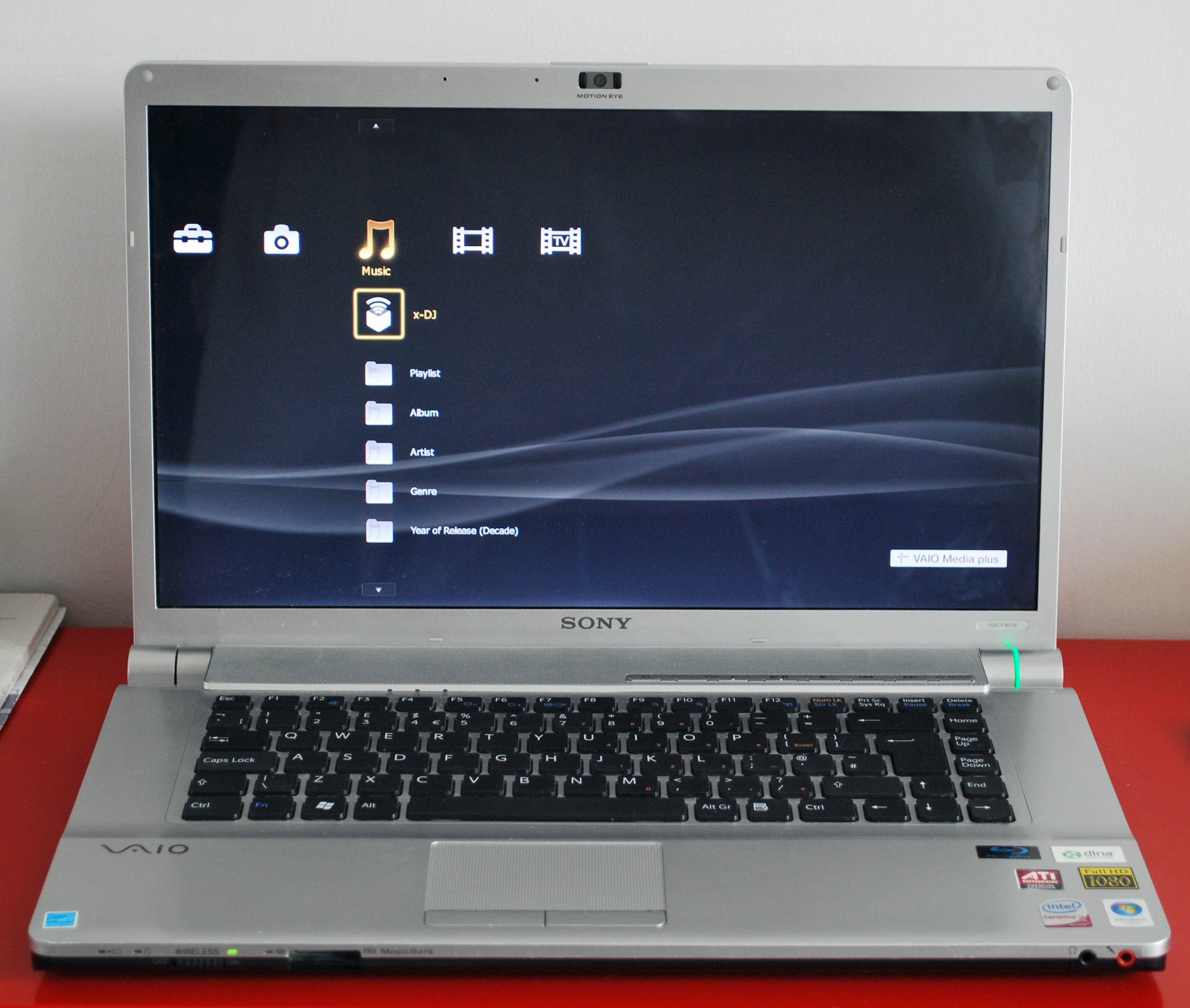
VAIO type F

第四期モデル。FZ系列より一回り大きく、同社液晶テレビ「ブラビア」と同じアスペクト比の高解像度 (1600×900、WXGA++) 16.4型ワイド液晶を搭載。この液晶は「リッチカラー」と呼称するNTSC比約100%の高画質を実現している。店頭販売モデルでは全機種Core 2 Duoを搭載するとともに、「intel Centrino 2 プロセッサー・テクノロジー」に対応した。また、グラフィックの性能も「ATI Mobility Radeon HD 3470」を搭載することで強化された。さらに、最上位機種では新開発の小型地上デジタルチューナーを2基搭載し、地上デジタル放送を視聴・録画することができる。また、Blu-ray Discドライブを搭載する。VAIOの大画面ノートにおける地上デジタル放送対応モデルは長らくtype Aのみだったが、ミドルクラスであるtype F[FW]の一部機種でも地上デジタル放送に対応するようになった。VAIO・OWNER・MADEでは、ホワイト、チタングレー、ブラウン（2009年夏モデルより）の3色から選べる。
- 2008年夏モデル（2008年7月発売） - VGN-FW30B・VGN-FW50B・VGN-FW70DB・VGN-FW90HS・VGN-FW90S・VGN-FW90NS
- 2008年秋冬モデル（2008年10月発売） - VGN-FW51B/W・VGN-FW71DB/W・VGN-FW81HS・VGN-FW81S・VGN-FW81NS・VGN-FW91S・VGN-FW91NS
- 2009年春モデル（2009年1月発売） - VGN-FW52JB・VGN-FW72JGB・VGN-FW82XS・VGN-FW82JS・VGN-FW82DS・VGN-FW92JS・VGN-FW92DS
- 2009年夏モデル（2009年6月発売） - VGN-FW73JGB・VGN-FW83XS・VGN-FW83JS・VGN-FW83DS・VGN-FW93XS・VGN-FW93JS・VGN-FW93DS

#### type F light [FJ]

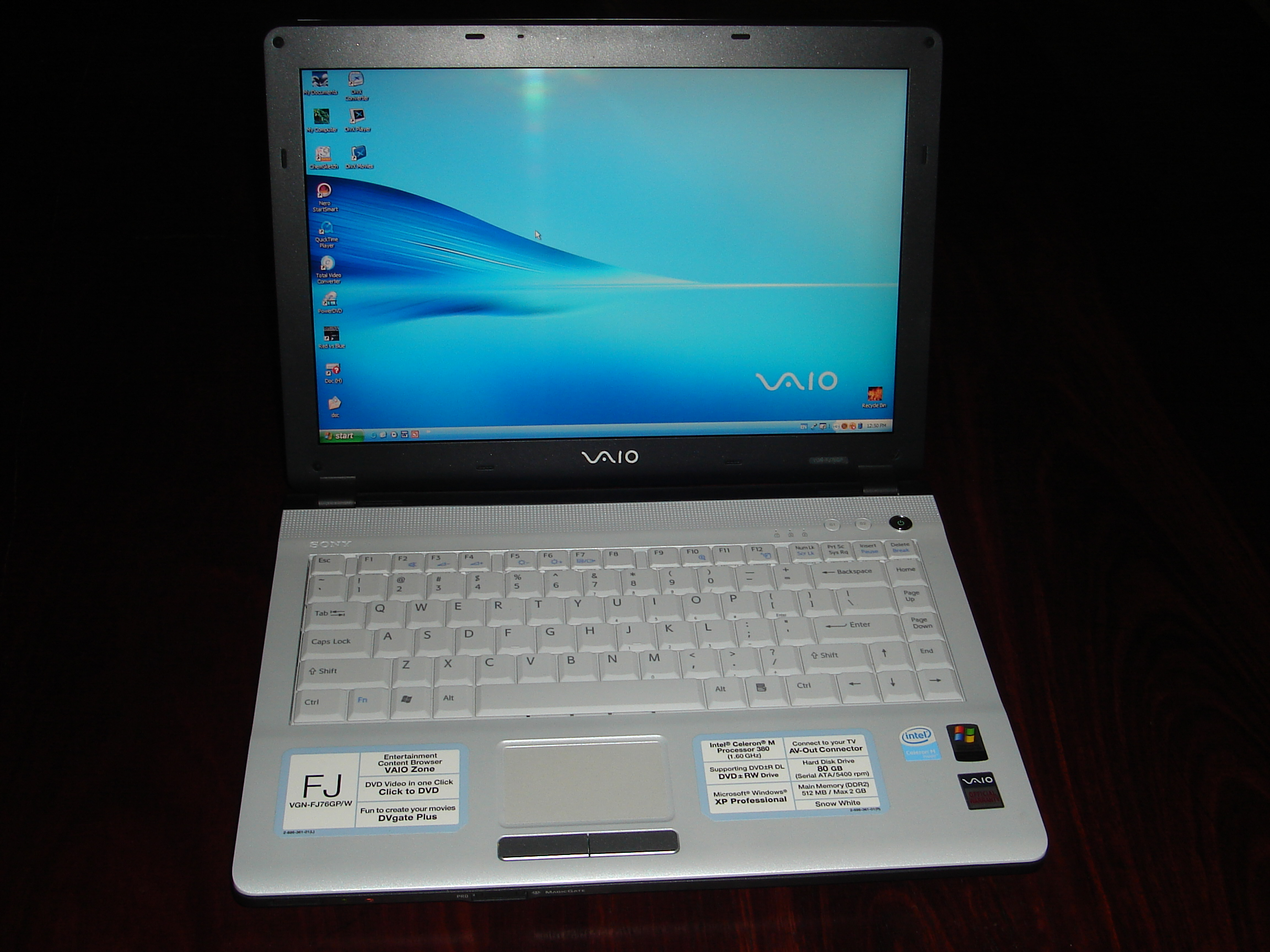
VAIO type F light

type Fの廉価モデル。カラーが選べるコンパクトノート。
- 2005年冬モデル（2005年10月発売） - VGN-FJ10B・VGN-FJ90S・VGN-FJ90PS
- 2006年夏モデル（2006年4月発売） - VGN-FJ11/W・VGN-FJ11B/W・VGN-FJ21B/R・VGN-FJ21B/L・VGN-FJ21B/G・VGN-FJ91S・VGN-FJ91PS
- 2006年冬モデル（2006年9月発売） - VGN-FJ12/W・VGN-FJ12B/W・VGN-FJ22B/R・VGN-FJ22B/L・VGN-FJ22B/G・VGN-FJ92S・VGN-FJ92PS

#### type BX
type Bの後継ビジネスモデル。Windows Vista Businessを搭載したスタンダードモデルに加え、VAIO OWNER MADE限定でWindows XP Professional搭載モデルも販売されていた。2007年春モデルまではVAIO OWNER MADE限定モデルであったが、2007年夏モデルからWindows Vista Business搭載モデルのみ店頭でも販売されていた。VAIOの中では、SonicStage等のオリジナルソフトや年賀状ソフト等の体験版などがほぼ全く添付されず、必要最低限のソフトウェアで構成されている。そのかわりに、A4デスクトップノートパソコンながら指紋認証やTPMチップ、VAIO HDD プロテクションなど、従来はtype SなどのB5モバイルパソコンなどに採用されてきた機能を搭載する。店頭販売モデルの液晶は14.1型のみだが、VAIO OWNER MADEでは15.4型ワイド液晶も選択出来るようになっていた。
- 2005年冬モデル（2005年10月発売） - VGN-BX90S・VGN-BX90PS
- 2006年冬モデル（2006年9月発売） - VGN-BX94PS・VGN-BX96PS
- 2007年夏モデル（2007年6月発売） - VGN-BX4KANB・VGN-BX4AANS・VGN-BX6AANS・VGN-BX4AAPS・VGN-BX6AAPS

#### type F TV [FT]
type F [FE]に地上デジタルテレビチューナーを搭載したモデル。
- 2006年春モデル（2006年2月発売） - VGN-FT50B・VGN-FT90S・VGN-FT90PS
- 2006年夏モデル（2006年4月発売） - VGN-FT31B・VGN-FT51B・VGN-FT91S・VGN-FT91PS
- 2006年冬モデル（2006年10月発売） - VGN-FT32B・VGN-FT52B・VGN-FT52DB・VGN-FT92S・VGN-FT92PS
- 2007年春モデル（2007年2月発売） - VGN-FT33DB・VGN-FT53DB・VGN-FT93S

#### type N
シンプルをコンセプトに、デザインや機能を必要最小限に抑えたローエンドモデル。主にメールやインターネットなどで利用といったライトユーザーをターゲットとしている。
[N]
第一期モデル。クリアブラックLE液晶やCeleronを搭載する。
- 2007年春モデル（2007年1月発売） - VGN-N50HB
- 2007年夏モデル（2007年4月〜5月発売） - VGN-N51HB・VGN-N51B

[NR]
第二期モデル。このモデルからはCore 2 Duo搭載モデルが登場する。
- 2007年秋冬モデル（2007年10月） - VGN-NR50・VGN-NR50B
- 2008年春モデル（2008年1月〜2月発売） - VGN-NR51・VGN-NR51B・VGN-NR71B・VGN-NR71B2
- 2008年夏モデル（2008年4月発売） - VGN-NR52・VGN-NR52B・VGN-NR72B

[NS]
第三期モデル。最新のCore 2 DuoやIEEE 802.11n Draft 2.0対応のワイヤレスLANを搭載したことで、Centrino 2プラットフォームに対応。また、ボディカラーのラインナップが増え、ホワイト、ダークブルー、ピンク、ゴールド（VAIO・OWNER・MADE限定色）の4色をそろえている。また、Blu-ray対応モデルも備えており、手軽にBlu-rayを体感できる入門機にもなっている。VAIO・OWNER・MADEの対応機種となり、予算や好みに合わせてカスタマイズできるようになった。なお、NR系列では用意されていたOfficeなしモデルは廃止された。
- 2008年秋冬モデル（2008年10月発売） - VGN-NS50B/W・VGN-NS50B/L・VGN-NS70B/W・VGN-NS90HS
- 2009年春モデル（2009年1月発売） - VGN-NS51B/W・VGN-NS51B/L・VGN-NS51B/P・VGN-NS71B/W
- 2009年夏モデル（2009年4月発売） - VGN-NS52JB/W・VGN-NS52JB/L・VGN-NS52JB/P・VGN-NS72JB/W・VGN-NS92XS・VGN-NS92JS

[NW]
第四期モデル。アスペクト比16:9の15.5型ワイド液晶を搭載し、解像度もフルワイドXGAに格上げされた。また、CPUもCore 2 Duo P8700(2.53GHz)を装備し、HDDも500GBに増量。性能も向上された。2009年夏モデルは[NS]と併売されていた。発売当初はVAIO・OWNER・MADEの対象機種ではなく、ボディカラーも1色しかなかった。
- 2009年夏モデル（2009年6月発売） - VGN-NW50JB・VGN-NW70JB

#### type C

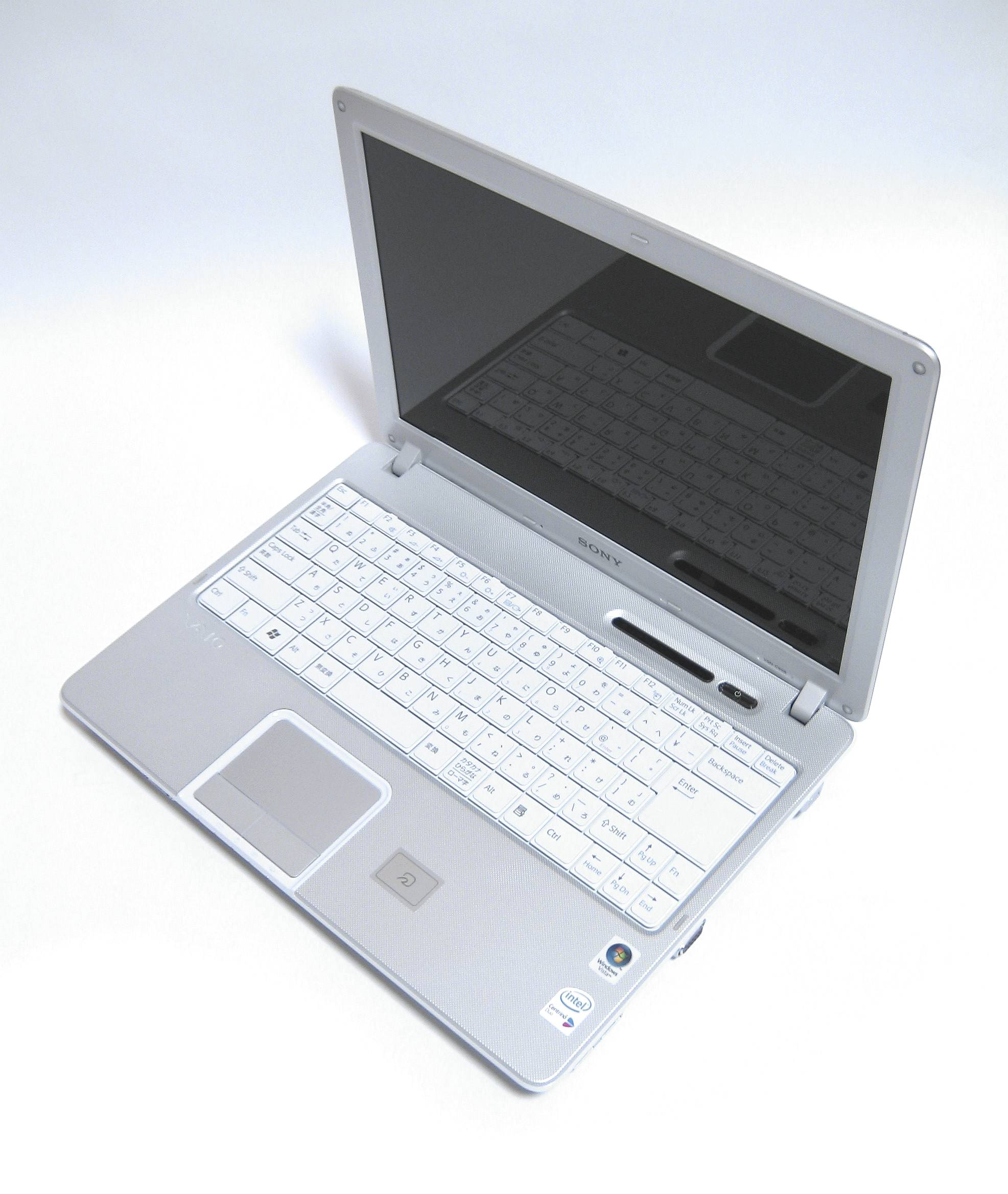
VAIO type C

カラーバリエーションが豊富なコンパクトノート。
[C]
"カラフルを楽しむ、プライベートノート"としている。色に合わせたケースが標準添付され（シェルホワイトのみ別売）、別売で色にあわせたマウスも用意されるなどトータルコーディネートを楽しめるようになっており、10代から20代の女性を中心に気軽に持ち運べるA4ノートとして人気を博したが、わずか半年でモデルチェンジするという短命な機種でもあった。
- 2007年春モデル（2007年1月発売） - VGN-C50HB/W・VGN-C50HA/W・VGN-C60HB/P・VGN-C60HB/L・VGN-C60HB/H・VGN-C60HB/G・VGN-C70B/W・VGN-C90HS・VGN-C90S・VGN-C90NS
- 2007年夏モデル（2007年4月発売） - VGN-C51HB/W・VGN-C51HA/W・VGN-C61HB/P・VGN-C61HB/L・VGN-C61HB/H・VGN-C60HB/G・VGN-C71B/W

[CR]
type C（第一期）とtype L lightを機能統合した第二期モデル。液晶の大きさが13.3型ワイドから14.1型ワイドに変更され、新たにMOTION EYEを搭載した。旧モデルに比べより大人の女性を意識したモデルとなっており、カラーバリエーションも旧モデルのつや消しから光沢感のあるデザインに変更され、長爪の女性でもミスタイプが起こりにくいようにAppleのMacBookに似たキーボードを搭載する。旧モデルに引き続き色に合わせたケース（ピュアホワイトのみ別売）、別売で色に合わせたマウスやマウスパッドまで用意されており、トータルコーディネートがさらに楽しめるようになった。
- 2007年秋冬モデル（2007年9月発売） - VGN-CR50B/W・VGN-CR60B/P・VGN-CR60B/R・VGN-CR60B/L・VGN-CR70B/W・VGN-CR90HS・VGN-CR90S・VGN-CR90NS
- 2008年春モデル（2008年1月発売） - VGN-CR51B/W・VGN-CR61B/P・VGN-CR61B/R・VGN-CR61B/L・VGN-CR61B/N・VGN-CR71B/W
- 2008年夏モデル（2008年4月発売） - VGN-CR52B/W・VGN-CR62B/P・VGN-CR62B/R・VGN-CR62B/L・VGN-CR62B/N・VGN-CR72B/W・VGN-CR92HS・VGN-CR92S・VGN-CR92NS

[CS]
第三期モデル。カラーLEDイルミネーションを装備し、天板をなでるなどのアクションを加えたり、音楽を聴いているときなど、状況が変化するたびにまるで感情を持つかのようにイルミネーションが変化する変わった特徴を持たせている。さらに液晶の下にはタッチセンサーを搭載し、音量調整等を容易に調整できるだけでなく、指の動きに合わせてセンサーが光る遊び心も併せ持つ。また、パソコン本体だけでなく、キャリングケース（一部機種には付属）、Bluetoothレーザーマウス、マウスパッド、アクティブスピーカーシステム（一部カラーを除く）を同色でカラーコーディネートすることもできる。また、店頭販売モデルの外箱には専用デザインを採用している。
- 2008年秋冬モデル（2008年9月発売） - VGN-CS50B/W・VGN-CS60B/P・VGN-CS60B/Q・VGN-CS60B/R・VGN-CS90HS・VGN-CS90S・VGN-CS90NS
- 2009年春モデル（2009年1月発売） - VGN-CS51B/W・VGN-CS61B/P・VGN-CS61B/Q・VGN-CS61B/R・VGN-CS71B/W・VGN-CS91HS・VGN-CS91S・VGN-CS91NS
- 2009年夏モデル（2009年4月発売） - VGN-CS52JB/W・VGN-CS62JB/P・VGN-CS62JB/Q・VGN-CS62JB/R・VGN-CS72JB/W・VGN-CS92XS・VGN-CS92JS・VGN-CS92DS

#### BZシリーズ/type BZ
Windows Vista Businessを搭載するビジネスモデルで、type BXの後継機種にあたる。最新のintel Core 2 Duoを搭載するとともに、Centrino 2に対応する。軽さと丈夫さを実現するマグネシウムボディを採用。ビジネス利用を想定している為、TPMセキュリティーチップを標準で搭載。また、液体をこぼした時にもあわてずにデータを保存してシャットダウンできるように、キーボード部を「ウォーターレジスト構造」にしたことにより、液体がパソコン内部に入り込む時間を遅らせることができる。VAIO OWNER MADEモデルと法人向けカスタマイズモデルのみである。2008年10月からCTOメニューが追加されたことに伴い、Vista Home Basic搭載モデル（VGN-BZAAHS）が追加された。2009年10月より呼称が「BZシリーズ」に変更された。
- 2008年夏モデル（2008年8月発売） - VGN-BZAAHS・VGN-BZAANS
- 2008年秋冬モデル（2008年10月発売） - VGN-BZAAPS・VGN-BZAAFS

法人向けカスタマイズモデル。両機種ともWindows XP Professionalへダウングレードできる。BZAAFSはダウングレード用のリカバリーディスク付属で、ユーザー自身でダウングレード可能。BZAAPSはあらかじめダウングレード済の状態で出荷するため、導入してすぐに使える利点がある。

### 第三世代VAIO

#### Aシリーズ [AW]
第二世代のtype A[AW]と同一であるが、OSにWindows 7を搭載、HDDが大容量の1TB（500GB×2）に増量するなど、基本性能を向上させている。
- 2009年秋冬モデル（2009年10月発売） - VGN-AW53FB・VGN-AW73FB・VGN-AW83HS・VGN-AW83GS・VGN-AW83FS・VGN-AW93HS・VGN-AW93ZHS・VGN-AW93GS・VGN-AW93ZGS・VGN-AW93FS・VGN-AW93ZFS

#### Fシリーズ
[FW]
第二世代のtype F[FW]と同一であるが、「ATI Mobility Radeon HD 4570」を搭載しグラフィックス機能を強化。また、OWNER・MADEモデルでは、フルHD液晶を搭載していた。
- 2009年秋冬モデル（2009年10月発売） - VGN-FW54FB・VGN-FW74FB・VGN-FW94HS・VGN-FW94GS・VGN-FW94FS

[F1]
Fシリーズ/typeFの第五期モデル。Aシリーズのクリエーション要素を取り入れ、プレミアムAVノートとしてフルモデルチェンジされた。前モデル（2009年秋冬モデル）のOWNER・MADEモデルで先行導入されていたフルHD液晶を店頭販売モデルにも拡大。さらに、高画質回路「Motion Reality HD」を搭載し、ハイビジョン映像の表示・再生に優れた性能を発揮する。CPUにはintel Core i3/i5/i7を採用し、特に店頭販売モデルの最上位モデルではノートPCでは珍しいクアッドコアCPU「Core i7-720QM」を搭載。ハイパースレッディング・テクノロジにより8スレッドのマルチタスクに対応、ターボ・ブースト・テクノロジーにより最大1.75倍（1.60GHz→最大2.80GHz）にパワーアップでき、動画編集等の高負荷作業でも高い性能を発揮する。また、グラフィックは「NVIDIA GeForce GT 330M GPU（中・下位機種ではGT 310M）」を搭載し、負荷の高い動画編集でも快適に作業できる。テンキーが標準搭載され、デスクトップと変わらない操作性も実現。ボディカラーはホワイト、プレミアムブラック、グレー（OWNER・MADE限定カラー）の3色を用意。OWNER MADEモデルでは、より性能が高いCore i7-820QMが選べるほか、ソニーが開発した近距離無線転送技術「TransferJet」の搭載が可能。対応のデジタルカメラやビデオカメラをパームレスト部に置くだけでデータ転送が可能である。また、Windows 7 Ultimate・大容量8GBメモリを搭載し、Adobe Creative Suite 4 Production PremiumをプリインストールしたVPCF11ZHJを用意した。

2010年夏モデルでは店頭販売モデルの最上位機種のCPUをCore i7-740QMに格上げし性能向上。店頭販売モデルに搭載のOfficeもPowerPoint・Onenoteを追加した「Home and Business 2010」に更新。ボディカラーにブラックが加わった。

2010年秋冬モデルでは店頭販売モデルのCore i3搭載モデルを廃止するとともに、Core i5搭載モデルはCPUを、Core i7はグラフィックスをそれぞれ強化すると共に、USB3.0ポートを追加。OWNER・MADEモデルのクリエイティブエディションは搭載のAdobe Creative Suiteが最新版のAdobe Creative Suite 5 Production Premiumに更新された。また、HDDも最大750GBまで搭載できるようになった。

2011年春モデルではCore i5搭載モデルはCPUを、Core i7搭載モデルはHDD容量を増量した。
- 2010年春モデル（2010年1月発売） - VPCF117FJ/W・VPCF118FJ/W・VPCF119FJ/BI・VPCF11AFJ・VPCF11AGJ・VPCF11AHJ・VPCF11ZHJ
- 2010年夏モデル（2010年6月発売） - VPCF127FJ/W・VPCF128FJ/B・VPCF129FJ/BI・VPCF12AFJ・VPCF12AGJ・VPCF12AHJ
- 2010年秋冬モデル（2010年10月発売） - VPCF138FJ/B・VPCF139FJ/BI・VPCF13AFJ・VPCF13AGJ・VPCF13AHJ・VPCF13ZHJ
- 2011年春モデル（2011年1月発売） - VPCF148FJ/B・VPCF149FJ/BI・VPCF14AFJ・VPCF14AGJ・VPCF14AHJ・VPCF14ZHJ

[F2]
2011年春モデルの追加モデルとして発売したVAIO初の3D対応モデルでFシリーズ第六期モデルとなる。第2世代intel Core i7プロセッサーを搭載し、クリエイティブマシンとしての性能を持つほか、同社の液晶テレビブラビアにも使われる4倍速稼働を応用し、左右の映像の合間に黒画像を挿入することでクロストーク現象を極限まで減らしたほか、バックライト制御も行うことでくっきりした映像を楽しめることができる。

2011年夏モデルでは第5期の[F1]として発売していた3D非対応モデルをフルモデルチェンジし、第六期の[F2]に移行。中位モデルのF227FJ/BはCPUにクアッドコアのCore i7-2630QMを搭載し、メモリ・HDDを増量、グラフィックスも高性能化され、Adobe社製の映像・画像編集ソフト3種類をプリインストールした。下位モデルのF226FJ/BもCPUにCore i5-2410Mを搭載し、HDDを増量、グラフィックスを高性能化した。なお、解像度を若干落とし（1920×1080ドット→1600×900ドット）、TVチューナーも地上デジタルダブルチューナーにスペックダウンして差別化を図っており、ボディカラーも新色のシルバーを採用。3D対応の上位モデルF229FJ/BIはHDD容量増量（640GB→750GB）、メモリ倍増（4GB→8GB）と基本性能を高めたマイナーチェンジ程度である。また、OWNER・MADEモデルは3D非対応モデルのみモデルチェンジを行い、CPUはCore i3-2310MからCore i7-2820QMまでの7種類から選択できるほか、ストレージで最大512GBのSSDも選択可能である。

2011年秋冬モデルは中・下位モデルをモデルチェンジし、ブラックボディの中位モデル（F238FJ/B）はCPU性能の強化により、3D対応の最上位モデルを上回るCPU性能となった。シルバーボディの下位モデル（F237FJ/S）はCPUの性能強化だけでなく、HDD容量も750GBに増量された。

2012年春モデルはブルーレイディスクドライブがBDXLに対応化したマイナーチェンジ程度だが、今回は3D対応の上位モデルもモデルチェンジされ、CPUが中位モデルと同じCore i7-2670QMに強化された。OWNER・MADEモデルもブルーレイディスクドライブがBDXLに対応するとともに、Fシリーズ同様に、動画・静止画・音楽編集ソフトの選択肢に「Imagination Studio VAIO Edition」が追加された（「Adobe Photoshop Elements 10」とのセットも選択可能）。
- 2011年春モデル（2011年3月発売） - VPCF219FJ/BI・VPCF21AFJ・VPCF21AGJ・VPCF21AHJ・VPCF21ZHJ
- 2011年夏モデル（2011年6月発売） - VPCF226FJ/S・VPCF227FJ/B・VPCF229FJ/BI・VPCF22AJ
- 2011年秋冬モデル（2011年10月発売） - VPCF237FJ/S・VPCF238FJ/B・VPCF23AJ
- 2012年春モデル（2012年2月発売） - VPCF247FJ/S・VPCF248FJ/B・VPCF249FJ/BI・VPCF24AJ

#### Nシリーズ [NW]
第二世代のtype N[NW]と同一であるが、Windows 7を搭載し、「VAIO・OWNER・MADE」で仕様のカスタマイズが可能となる。また、ボディカラーもホワイト、ブラウン、ブラック、シルバー、ピンクの5色展開（ブラック、シルバー、ピンクの3色はOWNER・MADEモデル限定カラー）となった。
- 2009年秋冬モデル（2009年10月発売） - VGN-NW51FB/W・VGN-NW51FB/N・VGN-NW71FB/W・VGN-NW71FB/N・VGN-NW91GS・VGN-NW91FS・VGN-NW91VS

#### Cシリーズ
[CW]
Cシリーズ/type Cの第四期モデル。Windows 7搭載機種。type C[CS]よりも小型化され、画面サイズは14型ワイド（フルワイドXGA）となった。ボディカラーは5色（ピンク・レッド・ホワイト・ブラック・ブルー）を用意し(うちブラックとブルーはVAIO・OWNER・MADE限定色)、いずれも艶のある高級感あふれるものとなっている。さらにGPUにNVIDIA GeForce G210Mを採用したり、HDMI端子を搭載するなど性能面でも大幅に強化されている。OWNER・MADEモデルでは、グラフィックス性能やディスプレイ解像度を上げた強化仕様となる（NVIDIA GeForce G230M搭載・WXGA++液晶）。本体と同色のアクセサリーが用意されており、カラーコーディネートが可能であるのは以前のtype C[CS]から継承されている。

2010年春モデルでは、CPUをCore i3（OWNER・MADEモデルでは、i5/i7も選択可能）に一新すると共に、GPUもNVIDIA Geforce GT 310M（OWNER・MADEモデルではG330M）にグレードアップされた。ボディカラーにはOWNER・MADE限定カラーとして、イエロー・ライトブルー・ゴールドの3色が追加された。Eシリーズ[EA]の登場に伴い販売終了となった。
- 2009年秋冬モデル（2009年10月発売） - VPCCW18FJ/W・VPCCW18FJ/P・VPCCW18FJ/R・VPCCW19FJ/W・VPCCW1AHJ・VPCCW1AFJ
- 2010年春モデル（2010年1月発売） - VPCCW28FJ/W・VPCCW28FJ/P・VPCCW28FJ/R・VPCCW29FJ/W・VPCCW2AHJ・VPCCW2AFJ

[CB/CA]
Cシリーズの第五期モデル。店頭販売モデルは15.5型ワイド液晶を採用し、Core i5-2410M、AMD Radeon HD 6470M、Blu-ray Discドライブを搭載しており、性能面でも高い。カラーはビビッド系のオレンジ・グリーン・ピンク、シックなホワイトとブラックの5色がある。OWNER・MADEモデルはCPUがCore i3-2310MからCore i7-2620Mまで4種類が用意され、グラフィックスもAMD Radeon HD 6630Mに強化し、状況に応じてCPU内蔵グラフィックスと切替できるハイブリッドグラフィックス仕様を選択できる（この仕様を選択した場合、ディスプレイはフルHD液晶となる）。また、OWNER・MADE限定で14型ワイド液晶モデル[CA]も設定されている（基本的に選択メニューは[CB]とほぼ同一だが、ハイブリッドグラフィックス構成は選択不可、液晶で1,600×900ドットの高解像度仕様を選択できる）。

2011年夏モデルではHDD容量を増量（500GB→640GB）する一方、グラフィックスは独立グラフィックスからCPU内蔵グラフィックスにスペックダウンし、新たにDVDスーパーマルチドライブ搭載モデル（CB28FJ）を新設。カラーも従来設定されていたグリーンとブラックがOWNER・MADE限定カラーに移行し、新たにシックな質感のブルーを追加した4色展開となる。OWNER・MADEモデルでは従来からの5色（オレンジ・グリーン・ピンク・ホワイト・ブラック）と店頭販売モデルの新色ブルーに加え、OWNER・MADE限定カラーの新色として追加したレッドを含めた7色展開となった。

2011年秋冬モデルは店頭販売モデルのラインナップをブルーレイディスクドライブを搭載した1機種に絞り、CPU性能の強化・HDD容量の増量を行った。OWNER・MADEモデルはカラーラインナップにフラワー柄ピンク「エレガントフラワー」とジオメトリック柄ブラック「モダンジオメトリック」の2色を追加した。

2012年春モデルの店頭販売モデルはCPUを強化した程度。また、カラーが一部入れ替えとなり、オレンジがOWNER・MADE専用カラーに移行する替わりに、2011年夏モデルからOWNER・MADE専用カラーとなっていたブラックが店頭販売モデルに再設定された。
- 2011年春モデル（2011年4月発売） - VPCCB19FJ/D・VPCCB19FJ/G・VPCCB19FJ/P・VPCCB19FJ/B・VPCCB19FJ/W・VPCCB1AFJ・VPCCB1AGJ・VPCCB1AHJ・VPCCA1AFJ・VPCCA1AGJ・VPCCA1AHJ
- 2011年夏モデル（2011年7月発売） - VPCCB28FJ/W・VPCCB28FJ/L・VPCCB28FJ/P・VPCCB28FJ/D・VPCCB29FJ/W・VPCCB29FJ/L・VPCCB29FJ/P・VPCCB29FJ/D・VPCCB2AJ・VPCCA2AJ
- 2011年秋冬モデル（2011年10月発売） - VPCCB38FJ/D・VPCCB38FJ/L・VPCCB38FJ/P・VPCCB38FJ/W・VPCCB3AJ・VPCCA3AJ
- 2012年春モデル（2012年2月発売） - VPCCB48FJ/L・VPCCB48FJ/P・VPCCB48FJ/B・VPCCB48FJ/W・VPCCB4AJ・VPCCA4AJ

#### Bシリーズ
BZシリーズ/type BZの後継モデル。Windows 7 Professional 64ビット版を搭載。BZシリーズと同様、セキュリティ・堅牢性の高さが特徴。CPUはCore iシリーズを採用し、大幅に性能が強化されている。また、店頭販売モデルも設定された。また、法人向けモデルでは既存資産の活用ができるよう、ダウングレード権を行使してあらかじめWindows XP Professionalにダウングレードされる。
- 2010年春モデル（2010年1月発売） - VPCB119GJ/B・VPCB11AGJ・VPCB11AVJ・VPCB11AVJA

#### Eシリーズ
[EB/EE/EA]
Nシリーズの後継モデル。15.5型ワイド液晶（Full Wide XGA）を搭載するFシリーズ[FW]とCシリーズ[CW]の中間に当たる新スタンダード。透明樹脂の天板の内側に塗装し、表面にパターンを施したことで、これまで無かったカラーとみずみずしい質感を持ったボディに（マットブラック、マットホワイトはパームレスト部に光沢仕上げを採用）。カラーはブラック、ホワイト、ピンク、ブルー、グリーン、マットブラック、マットホワイトの7色展開（グリーン、マットブラック、マットホワイトはOWNER・MADE限定カラー）。また、別売りのキーボードウエアも用意されており、本体同色や本体と違うカラーにすることも可能。薄さ0.3mmのシリコン製でキーボードにぴったりフィットし、ホコリや汚れの付着を防ぐ効果もある。CPUにintel Core i3/Core i5や大容量500GB HDDを搭載しており、基本性能も充実している。また、OWNER・MADEモデルでは、より高性能なintel Core i7-620Mプロセッサーの搭載もできる他、フルHD液晶のVAIOディスプレイプラス+ATI Mobility Radeon HD 5650（専用ビデオメモリ1GB）の構成も選択できる。2010年4月にはOWNER・MADE限定でCシリーズ[CW]の後継モデルである14型ワイド液晶モデル[EA]を追加。サイズはひとまわり小さく、キーボードはテンキーを省いてコンパクトに。重量も1割程度軽くなった。また、LED液晶も搭載され、厚さも薄くなった。カラーは[EB]の7色に加え、[EA]限定色のマットブラウンを加えた8色展開。[EA]にも専用のキーボードウエアが用意されている。

2010年6月発表の夏モデルでは、新たにVAIOでは珍しいAMD社製のAthlon II デュアルコア・プロセッサを採用した[EE]を新設。カラーリングは従来OWNER・MADEモデル限定カラーだったマットブラックとマットホワイトの2色。また、OWNER・MADE限定カラーには新たにマットピンクを追加した。なお、販売店限定モデルとして、EE26FJのメモリを2GBに減らしたEE25FJとPentium P6000を搭載したEB27FJ/WIを設定した。

2010年秋冬モデルでは販売店限定モデルだったPentium搭載モデル（EB37FJ/WI）をラインナップに追加すると共に、EEシリーズのCPUをトリプルコアのPhenom II X3に変更。EBシリーズのCore i3/Core i5搭載モデルもCPU性能を強化した。また、OWNER・MADEの限定カラーにバイオレットを追加し、EBシリーズはFシリーズ同様にHDDを最大750GBまで搭載できるようになった。また、EEシリーズには販売店限定モデルとして、AMD Athlon II デュアルコア・プロセッサ P340（2.20GHz）を採用したEE35FJとEE35FJのメモリを2GBに減らしたEE34FJの2モデルを設定した。

2011年春モデルでは、EAシリーズが店頭販売モデルにも設定。CPUはPentium P6200（2.13GHz）を搭載。カラーはブラウン、マットホワイト、マットピンクの3色となっている。このほか、EEシリーズでは価格面を重視するためにAthlon II X2 P360にスペックダウン、一方でEBシリーズではCPU性能を強化した。なお、EEシリーズには引き続き、販売店限定モデルとしてEE46FJが設定される。
- 2010年春モデル（2010年2月〜4月発売） - VPCEB17FJ/W・VPCEB17FJ/B・VPCEB17FJ/P・VPCEB17FJ/L・VPCEB18FJ/W・VPCEB18FJ/B・VPCEB18FJ/P・VPCEB18FJ/L・VPCEB1AHJ・VPCEB1AGJ・VPCEB1AFJ・VPCEB1AVJ・VPCEA1AHJ・VPCEA1AGJ・VPCEA1AFJ
- 2010年夏モデル（2010年6月〜7月発売） - VPCEE25FJ/WI・VPCEE25FJ/BI・VPCEE26FJ/WI・VPCEE26FJ/BI・VPCEB27FJ/WI・VPCEB28FJ/W・VPCEB28FJ/B・VPCEB28FJ/P・VPCEB28FJ/L・VPCEB29FJ/W・VPCEB29FJ/B・VPCEB29FJ/P・VPCEB29FJ/L・VPCEA2AFJ・VPCEA2AGJ・VPCEA2AHJ・VPCEB2AFJ・VPCEB2AGJ・VPCEB2AHJ・VPCEB2AVJ
- 2010年秋冬モデル（2010年10月発売） - VPCEE34FJ/WI・VPCEE34FJ/BI・VPCEE35FJ/WI・VPCEE35FJ/WI・VPCEE36FJ/WI・VPCEB37FJ/WI・VPCEB38FJ/W・VPCEB38FJ/B・VPCEB38FJ/P・VPCEB38FJ/L・VPCEB39FJ/W・VPCEB39FJ/B・VPCEB39FJ/P・VPCEB39FJ/L・VPCEA3AFJ・VPCEA3AGJ・VPCEA3AHJ・VPCEA3SFJ/T・VPCEB3AFJ・VPCEB3AGJ・VPCEB3AHJ・VPCEB3AVJ
- 2011年春モデル（2011年1月発売） - VPCEA45FJ/T・VPCEA45FJ/WI・VPCEA45FJ/PI・VPCEE46FJ/WI・VPCEE46FJ/BI・VPCEE47FJ/WI・VPCEE47FJ/BI・VPCEB48FJ/W・VPCEB48FJ/B・VPCEB48FJ/P・VPCEB48FJ/L・VPCEB49FJ/W・VPCEB49FJ/B・VPCEB49FJ/P・VPCEB49FJ/L・VPCEA4AFJ・VPCEA4AGJ・VPCEA4AHJ・VPCEB4AFJ・VPCEB4AGJ・VPCEB4AHJ・VPCEB4AGJA・VPCEB4AGJB

[EJ/EH/EL/EG/EK]
Eシリーズの第二期モデル。六角形のパターンを組み合わせた新デザインの天板を採用し、カラーラインナップもブラック・ホワイト・ピンクの3色となった（EG系列の店頭販売モデルはホワイトとピンクの2色、EL系列の店頭販売モデルはホワイトのみ）。シリーズは従来通り3つのタイプに分かれるが、インテル社製CPU搭載15.5型モデルはEH系列、AMD社製CPU搭載15.5型モデルはEL系列、インテル社製CPU搭載14型モデルはEG系列となる。EH系列の店頭販売モデルはCore i5搭載モデル（EH19FJ）、Core i3搭載モデル（EH18FJ）、Celeron搭載モデル（EH17FJ/W）の3機種が用意され、Core i5搭載モデルにはブルーレイディスクドライブも搭載される。EL系列の店頭販売モデルはAMD独自の規格で、独立グラフィックス相当のコアを組み合わせたAPUを採用し、CPUにE-350を搭載した1機種のみ。EG系列の店頭販売モデルもCeleron B810を搭載した1機種・2色が用意される。OWNER・MADEモデルではEH系列・EG系列で限定色のブルーも選択できるほか、CPUも6種類から選択可能、EL系列ではセレクションメニューがメモリ・ボディカラー・長期保証サービスのみと他の系列に比べて小規模だが、ボディカラーで、店頭販売モデルモデルでは設定されていないブラックやピンクの設定も可能である。なお、EL系列には前世代のEE系列と同様に販売店限定モデルも設定されており、EH系列にはOSをWindows 7 Professionalに変更した法人向けモデル2機種も設定されている（法人向けモデルはCeleron搭載モデルの設定はない）。

2011年秋冬モデルは店頭販売モデルの全モデルでCPU性能を強化するとともに、EH系列のCeleron搭載モデルとEL系列はHDD容量も増量。EG系列は店頭販売モデルにブラックを追加した。また、OWNER・MADEモデルでは従来からの3タイプに加え、新たにEK系列とEJ系列を追加。EK系列はEL系列と同じくAMD製APUを搭載した14型モデルで、EL系列よりもセレクションメニューの幅が広く、OfficeやATOK等のソフトウェア類、メモリ・HDD容量、バッテリーも選択可能。EJ系列はFシリーズ[F2]よりも一回り大きい17.3型ワイド液晶を採用し、CPUにはPentium・Core i3・Core i5の5種類から選択できる。EJ系列・EK系列共にカラーはブラックとホワイトの2色展開である。2012年春モデルは店頭販売モデルのEG系列のCPUをPentium B960に強化するとともに、Core i3搭載モデルを追加（Core i3搭載モデルはホワイトのみ）。さらに、EL系列はHDD容量を増量。EH系列はCPU性能を強化するとともに、最上位モデルのEH39FJではHDD容量を増量した。
- 2011年夏モデル（2011年6月発売） - VPCEG14FJ/W・VPCEG14FJ/P・VPCEL15FJ/W・VPCEL16FJ/W・VPCEH17FJ/W・VPCEH18FJ/W・VPCEH18FJ/B・VPCEH18FJ/P・VPCEH19FJ/W・VPCEH19FJ/B・VPCEH19FJ/P・VPCEG1AJ・VPCEL1AJ・VPCEH1AJ・VPCEH1CGJ/B・VPCEH1DGJ/B
- 2011年秋冬モデル（2011年10月発売） - VPCEG24FJ/W・VPCEG24FJ/B・VPCEG24FJ/P・VPCEL25FJ/W・VPCEH26FJ/W・VPCEH28FJ/W・VPCEH28FJ/B・VPCEH28FJ/P・VPCEH29FJ/W・VPCEH29FJ/B・VPCEH29FJ/P・VPCEG2AJ・VPCEK2AJ・VPCEH2AJ・VPCEL2AJ・VPCEJ2AJ
- 2012年春モデル（2012年2月発売） - VPCEG34FJ/W・VPCEG34FJ/B・VPCEG34FJ/P・VPCEG35FJ/W・VPCEL36FJ/W・VPCEH38FJ/W・VPCEH38FJ/B・VPCEH38FJ/P・VPCEH39FJ/W・VPCEH39FJ/B・VPCEH39FJ/P・VPCEG3AJ・VPCEH3AJ・VPCEJ3AJ

[E17/E15/E14A/E14]
Eシリーズの第三期モデル。今回、大画面・スタンダードノートのラインナップをEシリーズに集約し、併せてYシリーズも統合したことで豊富なラインナップとなった（11.6型ワイドモデルのE11は後述）。店頭販売モデルは15.5型ワイドのE15はPentium搭載モデル（E15113FJW）・Core i3搭載モデル（E15114FJ）・Core i5搭載モデル（E15117FJ）・第3世代Core i7搭載モデル（E15119FJ）の4機種、14型ワイドモデルはPentium搭載モデル（E14119FJ）に加え、包み込むようなやわらかな印象のラップデザインを採用し、随所にアクセントカラーを配したプレミアムモデル「Eシリーズ14P」2機種を追加した3機種になった。また、15.5型ワイドモデルには販売店限定モデルとして、E15114FJをベースに光学ドライブをBlu-ray Discドライブに変更したE15115FJ、E15117FJをベースに光学ドライブをDVDスーパーマルチドライブに変更したE15116FJ、E15119FJをベースにメモリを4GBに減らしたE15118FJの3機種を用意する（E15115FJとE15116FJはカラーをブラックとホワイトの2色展開となる）。OWNER・MADEモデルはE14/E14A/E15のいずれのタイプにも設定されるほか、OWNER・MADEモデル限定の17.3型モデルも新デザインで引き続き設定される。

2012年秋冬モデルではOSをWindows 8 64bitに変更するとともに、E14/E14P/E15全機種でCPUを強化し、HDD容量を増量。E14PのCore i3搭載モデル（E14A28CJ）とE15のCore i5搭載モデル（E15125CJ）は光学ドライブをBlu-ray Discドライブに変更した。併せて、E14AとE15の最上級モデル（E14A29CJS・E15129CJS）には新色のシルバーを設定し、E14Aの最上級モデルはタッチパネルも搭載した。また、前モデル同様、15.5型ワイドモデルには販売店限定モデルを設定しており、Core i3-2328Mプロセッサーを搭載したE15124CJ、E15127CJをベースにメモリを4GBに減らしたE15126CJおよびAMD Radeon HD 7650M（専用ビデオメモリ2GB）を搭載したE15128CJの3機種を設定する。

2013年春モデルは全機種でOfficeを「Office 2013」に更新したほか、15.5型ワイドモデルは液晶を高輝度化し、Pentium搭載モデル（E15135CJ）とCore i5搭載モデル（E15136CJ）はCPUも強化。14型ワイドモデルもCPUを強化し、E14A（Eシリーズ14P）はBlu-rayディスクドライブがBDXLに対応した。同年3月に14型の最上位モデル（E14A39CJS）もモデルチェンジ。Officeの更新に加え、ストレージをNANDフラッシュメモリを内蔵した「ハイブリッドHDD」に変更した。
- 2012年夏モデル（2012年6月発売） - SVE14119FJB・SVE14119FJP・SVE14119FJW・SVE14A18FJB・SVE14A18FJP・SVE14A18FJW・SVE14A19FJB・SVE14A19FJP・SVE14A19FJW・SVE15113FJW・SVE15114FJB・SVE15114FJP・SVE15114FJW・SVE15115FJB・SVE15115FJW・SVE15116FJB・SVE15116FJW・SVE15117FJB・SVE15117FJP・SVE15117FJW・SVE15118FJB・SVE15118FJP・SVE15118FJW・SVE15119FJB・SVE15119FJP・SVE15119FJW・SVE1511AGJB・SVE1511BGJB・SVE1411AJ・SVE14A1AJ・SVE1511AJ・SVE1711AJ
- 2012年秋冬モデル（2012年10月〜12月発売） - SVE14129CJB・SVE14129CJP・SVE14129CJW・SVE14A27CJW・SVE14A28CJB・SVE14A28CJP・SVE14A28CJW・SVE14A29CJS・SVE15123CJW・SVE15124CJB・SVE15124CJW・SVE15125CJB・SVE15125CJP・SVE15125CJW・SVE15126CJB・SVE15126CJP・SVE15126CJW・SVE15127CJB・SVE15127CJP・SVE15127CJW・SVE15128CJB・SVE15128CJP・SVE15128CJW・SVE15129CJS・SVE1512AJA・SVE1512AJB・SVE1412AJ・SVE14A2AJ・SVE1512AJ・SVE1712AJ
- 2013年春モデル（2013年2月〜3月発売） - SVE14139CJB・SVE14139CJP・SVE14139CJW・SVE14A38CJB・SVE14A38CJP・SVE14A38CJW・SVE14A39CJS・SVE15135CJB・SVE15135CJP・SVE15135CJW・SVE15136CJB・SVE15136CJP・SVE15136CJW・SVE15137CJB・SVE15137CJP・SVE15137CJW・SVE15138CJB・SVE15138CJP・SVE15138CJW・SVE15139CJS・SVE1513AJA・SVE1513AJB・SVE1413AJ・SVE14A3AJ・SVE1513AJ・SVE1713AJ

#### Sシリーズ
[SE]
高性能とモビリティを両立するオールインワンモバイルのSシリーズに新たに追加された15.5型・フルハイビジョン液晶モデル。状況に応じて独立GPUとCPU内蔵グラフィックスをスイッチで1つで切り替えられる「ハイブリッドグラフィックス」、長時間稼働を可能にする拡張用シートバッテリーに対応するなど、機能面は既存のSA系列・SB系列譲り。唯一異なるのは大画面化に伴ってシャシー構造を変更した点である。OWNER・MADEモデルでは高性能CPUやQuad SSD、Blu-ray Discドライブを搭載したハイスペックマシンの設定も可能で、カラーにはOWNER・MADE限定色のシルバーも設定している。

2012年春モデルでは店頭販売モデルのラインナップを拡充し、Core i5搭載モデルがOWNER・MADE限定色だったシルバーに変更した新モデルに移行となり、ブラックの既存モデルはCPUをCore i7-2640Mに、光学ドライブをBlu-ray Discドライブにそれぞれ変更し、性能を強化した。
- 2011年秋冬モデル（2011年10月発売） - VPCSE19FJ/B・VPCSE1AJ
- 2012年春モデル（2012年2月発売） - VPCSE28FJ/S・VPCSE29FJ/B・VPCSE2AJ

[S15]
SE後継の15.5型フルハイビジョン液晶モデル。店頭販売モデルをCore i7搭載モデル1機種に集約する一方、カラーをブラックとシルバーの2色展開とした。性能面の強化が図られており、CPUは第3世代の「Core i7-3612QM」を、ハイブリッドグラフィックスの独立GPUを「NVIDIA GeForce GT 640M LE」にそれぞれ変更され、Blu-ray Discドライブはスロットインドライブ方式となった。OWNER・MADEモデルは専用カラーとして新たにホワイトが設定された。また、本モデルから法人向け標準仕様モデルが新たに設定された。

2012年秋冬モデルはOSをWindows 8 64bitに変更するとともに、CPUをCore i7-3632QMに性能強化。さらにBlu-ray DiscドライブはBDXLに対応した。2013年春モデルはメモリを8GBに倍増し、ストレージは8GBのフラッシュメモリを内蔵したハイブリッドHDDとなった。また、法人向け標準仕様モデルのラインナップを拡充した。
- 2012年夏モデル（2012年6月発売） - SVS15119FJB・SVS15119FJS・SVS1511AGJB・SVS1511AJ
- 2012年秋冬モデル（2012年10月発売） - SVS15129CJB・SVS15129CJS・SVS1512AJA・SVS1512AJ
- 2013年春モデル（2013年2月発売） - SVS15139CJB・SVS15139CJS・SVS1513AJA・SVS1513AJB・SVS1513AJ

#### Tシリーズ [T15]
UltrabookのTシリーズに2013年春モデルから新たにラインナップされた15.5型ハイビジョン液晶モデル。後述のT13/T14同様にディスプレイはタッチパネル式を採用。また、Ultrabookであるが、T14同様に光学ドライブを搭載しており、T15ではBDXL対応Blu-ray Discドライブを搭載する。バックライトキーボードも大型化に伴って10キー付となった。なお、Proへ継承のため、Tシリーズの15.5型モデルは1シーズン限りとなった。
- 2013年春モデル（2013年2月発売） - SVT15118CJS・SVT15119CJS・SVT1511AJ

### 第四世代VAIO

#### VAIO Fit 14/15 [F14A/F15A]
2013年春モデルまで販売されていたEシリーズやSシリーズ[S15]に代わって新たに設定した大画面ノートシリーズ。ディスプレイには静電容量式のタッチパネルを、CPUにはUltrabook等のモバイルノートに搭載されていることが多い低電圧版を、ストレージにはNAND型フラッシュメモリを搭載したことで高速起動と1TBの大容量を両立したハイブリッドHDDを搭載。光学ドライブも搭載しているが、約22mmの薄型設計としている。天板やパームレストにはヘアライン加工を施してデザインにも配慮されたほか、本体側と天板側の構造板を延長し、開けたディスプレイ部の下部が接地する構造としたことで、タッチ操作時の安定性を高めている。ディスプレイは14型と15.5型の2サイズが用意され、いずれも高解像度仕様となっている（14型は1,600×900ドット、15.5型はフルHD(1,920×1,080ドット)）。カラーはシルバー、ブラック、ピンクの3色を用意している。15.5型の店頭販売モデルはCore i5搭載モデル（F15A17CJ）とCore i7搭載モデル（F15A18CJ）の2モデルを設定。14型の店頭販売モデルは1モデルのみで、Core i3-3227Uを搭載している。OWNER・MADEモデルはメモリが最大12GB（オンボード4GB+8GBモジュール）まで搭載できるほか、独立グラフィックスの「NVIDIA GeForce GT 735M」やSSDの搭載ができるなど、多彩な選択肢が用意されている。また、15.5型モデルには一部販売店限定モデルとして、NVIDIA GeForce GT 735Mを搭載した最上位モデルF15A19CJが設定されるほか、法人向け標準仕様モデルも設定される。なお、2013年秋冬モデルは後継モデルのVAIO Fit Aの登場に伴ってVAIO Fitには2013年秋冬モデルが設定されずに2013年夏モデルからの継続販売となり、2014年春モデル発表時に廃止となったため、わずか半年でVAIO Fit Aへ実質移行されるされたこととなった。
- 2013年夏モデル（2013年5月〜6月発売） - SVF14A19CJS・SVF14A19CJB・SVF14A19CJP・SVF15A17CJS・SVF15A17CJB・SVF15A17CJP・SVF15A18CJS・SVF15A18CJB・SVF15A18CJP・SVF15A19CJS・SVF15A19CJB・SVF15A19CJP・SVF14A1A1J・SVF15A1A1J・SVF15A1BAJ・SVF15A1BBJ

#### VAIO Fit 14E/15E
[F14/F15]
「VAIO Fit」と共に設定された新シリーズで、こちらは天板やパームレストに樹脂素材を使用するなどより廉価なスタンダードモデルの位置づけとなる。ただ、高輝度ディスプレイやサブウーファーを搭載しており、画質や音質にこだわった仕様となっている。店頭販売モデルはPentium 2117Uを搭載した15.5型モデルのみの設定で、ディスプレイはHD（1,366×768ドット）でタッチパネル非搭載、ボディカラーはホワイトとブラックの2色となる。OWNER・MADEモデルでは第3世代Core iファミリー、独立グラフィックス「NVIDIA GeForce GT 740M」、Full HD液晶、タッチパネル、Blu-rayディスクドライブなどの搭載が可能でハイスペック仕様にすることができるほか、タッチパネル選択時は限定カラーのピンクも選べる。また、OWNER・MADE限定で14型モデルもラインナップ。ディスプレイで高輝度液晶の設定がなく、高解像度液晶の解像度が1,600×900ドットになる点以外は15.5型モデルと選択肢が共通化されている。「VAIO Fit」同様、15.5型モデルには法人向け標準仕様モデルも設定されるほか、一部販売店限定モデルとして、Core i5を搭載した上位機種のF15128CJW（ホワイトのみ）も設定される。

2013年秋冬モデルでは店頭販売モデルのCPUをPentium 2117UからPentium 3556Uに変更するとともに、一部販売店限定だったCore i5搭載モデル（F15318DJ）に加え、新たにCore i7+タッチパネル搭載モデル（F15319DJ）を追加（いずれもカラーはホワイトのみ）。OWNER・MADE限定の14型モデルはディスプレイで選択できる高輝度液晶が15.5型モデルと同じフルHDに高解像度化された。

2014年春モデルはOSをWindows 8.1に変更するとともに、Adobe Photoshop Elementsが最新版の"12"に更新の上、プリインストール化。Core i5搭載モデル（F15328EJ）は画面解像度をFull HD（1,920×1,080ドット）からHD（1,366×768ドット）に低解像度化された。OWNER・MADEモデルは選択肢が増え、メモリに16GB、ストレージに1.5TB HDDを追加し、よりハイスペックな構成が可能となった。
- 2013年夏モデル（2013年5月発売） - SVF15127CJW・SVF15127CJB・SVF15128CJW・SVF1421A1J・SVF1521A1J・SVF1521BAJ・SVF1521BBJ
- 2013年秋冬モデル（2013年10月発売） - SVF15317DJW・SVF15317DJB・SVF15318DJW・SVF15319DJW・SVF1431A1J・SVF1531A1J・SVF1531GAJ・SVF1531GBJ
- 2014年春モデル（2014年2月発売） - SVF15327EJW・SVF15327EJB・SVF15328EJW・SVF15329EJW・SVF1432A1J・SVF1532A1J

[F151]
2014年7月に、VAIO製として初のVAIOの一つとして発表された第2期モデル。15.5型モデルのみの設定となる。個人向けは構成の選択肢がCPUによって大きく異なるため、これまでのOWNER MADEモデルのような自由な選択は出来なくなった（Core i3 4030Uモデルはメモリ4GB・液晶解像度1366x768固定・タッチパネル有無の2タイプ、Core i5 4210Uモデルはメモリ4GB+液晶解像度1366x768 or メモリ8GB+液晶解像度1920x1080、タッチパネル有無の4タイプ、Core i7 4510Uモデルはメモリ8GB+液晶解像度1920x1080固定、タッチパネル有無の2タイプ・合計8タイプ）。法人向けは、これまで通り自由なカスタマイズが可能。いずれもHDDは500GB・光学ドライブはDVDスーパーマルチドライブのみ。また、これまで法人向けのみだったWindows 7 Proダウングレードが個人向けでも選択出来るようになった（個人向けは64bitのみ、法人向けは32bitも可能）。法人向け標準仕様モデルも用意される。プリインストールソフトは、ソニー時代と大きく異なり基本OS以外は殆ど付属しない。ASSISTボタンが削除され、NFCポートも非搭載。VGAアダプターが標準添付となる。10月には新たに本体色にホワイトが追加されたほか、CPUにCeleron 2957Uを選択できるようになった。ただしCPUにCeleronを選択した場合タッチパネルの搭載は不可。さらにOfficeの最新バージョンを永久に使えるOffice Premiumをプリインストールすることも可能。
- 2014年夏モデル（2014年7月〜8月発売）- VJF1511AX・VJF1511AK・VJF1511AU・VJF1511AH・VJF1511AM・VJF1511AB・VJF1511AL・VJF1511AA・VJF1511ALL1B・VJF1511ASL1B・VJF1511ASM1B・VJF1511AUL1B・VJF1511AUM1B・VJF1511AUS1B・VJF1511AXL1B・VJF1511AXM1B・VJF1511AXS1B
- 2014年秋冬モデル（2014年10月発売）- VJF1511BA・VJF1511BB・VJF1511BM・VJF1511BX・VJF1511AY・VJF1511BY

#### VAIO Fit 14A/15A [F14N/F15N]
「VAIO Fit」の新ラインナップとして2013年秋冬モデルから登場したコンバーチブルノート。ヒンジにマルチフリップ方式を採用したことで、通常のノートパソコンとして扱える「キーボードモード」から、ディスプレイを外側に回転することで動画コンテンツの閲覧やプレゼンテーションに最適な「ビューモード」となり、この状態から天板を閉じれば、タッチ操作やペン入力に最適な「タブレットモード」にと、1台で3通りの使い方ができる。画面サイズは「VAIO Fit」や「VAIO Fit E」同様、15.5型と14型のほかに、モバイル用途にも最適な13.3型の3サイズを設定する（13.3型モデルの「VAIO Fit 13A[F13N]」については後述）。なお、「VAIO Fit」や「VAIO Fit E」とは異なり、光学ドライブを搭載しない。店頭販売モデルは15.5型モデルはCore i3搭載モデル（F15N17DJ）、Core i7搭載モデル（F15N18DJ）、Core i7+高解像度液晶（2,880×1,620ドット）+NVIDIA GeForce GT 735M搭載モデル（F15N19DJ）の3機種を設定。14型モデルはPentium 3556Uを搭載したエントリーモデルのみの設定。カラーはシルバー、ブラック、ピンクの3色を設定する（15.5型モデルのF15N19DJはシルバーのみ、14型モデルはシルバーとピンクの2色）。OWNER・MADEモデルも用意されており、特に、14型モデルに関しては、カラーで店頭販売モデルにはないブラックを設定することができるほか、通常はフロント側に搭載されているHDウェブカメラをリア側にも搭載することができる。さらに、15.5型モデルには法人向け標準仕様モデルの設定もある。

PC事業の譲渡発表後に発表し、ソニーが発売するモデルとしては最後となる2014年春モデルでは、OSをWindows 8.1に変更したほか、「Adobe PhotoShop Elements 12」を新たにプリインストール化。「VAIO Inspiration Suite」は最新版に更新された。なお、15.5型モデルに関してはCore i7+高解像度液晶（2,880×1,620ドット）+NVIDIA GeForce GT 735Mモデルや法人向け標準仕様モデルが設定されなくなったが、高解像度液晶（2,880×1,620ドット）に関しては15.5型のOWNER・MADEモデルにて選択可能である。
- 2013年秋冬モデル（2013年11月〜12月発売） - SVF14N19DJS・SVF14N19DJP・SVF15N17DJS・SVF15N17DJB・SVF15N17DJP・SVF15N18DJS・SVF15N18DJB・SVF15N18DJP・SVF15N19DJS・SVF14N1A1J・SVF15N1A1J・SVF15N1BBJ
- 2014年春モデル（2014年3月発売） - SVF14N29EJS・SVF14N29EJP・SVF15N27EJS・SVF15N27EJB・SVF15N27EJP・SVF15N28EJS・SVF15N28EJB・SVF15N28EJP・SVF14N2A1J・SVF15N2A1J

#### VAIO Fit 15E | mk2 [F152]
大画面スタンダードノートVAIO Fit 15Eの第3期モデル。セキュリティーチップ、VGA端子など、ビジネスユースに求められる機能を新たに搭載している。前期モデルにはなかったブルーレイディスクドライブや、容量1TBのHDDを搭載した機種が用意されるなど、ハードウェアスペックが強化されている。カラーバリエーションは従来のブラック、ホワイトに加え新たにピンクを追加した。ディズニーキャラクターがデザインされたモデルも用意される。VAIO・OWNER・MADEの選択肢は、前述のBDドライブやHDD容量を除けば前期モデルと同様。2015年秋冬モデルでは、OSをWindows 10に切り替えた。
- 2015年夏モデル（2015年4月〜6月発売） - VJF1521・VJF1529UAJ1B・VJF1529VAJ1W・VJF1529RCJ1B・VJF1529SCJ1W・VJF1529TCJ1P
- 2015年秋冬モデル（2015年11月発売） - VJF1529UAP1B・VJF1529VAP1W・VJF1529RCP1B・VJF1529SCP1W・VJF1529TCP1P

#### VAIO S15
[S151/S152]
高性能オールインワンノートPCとして新たに投入された15.5型ワイドモデル。一般的なA4サイズノートPCよりも高速な標準電圧版の第6世代インテルCore・Hプロセッサーライン、DDR4メモリーを搭載。デスクトップ級のパフォーマンスを誇るノートパソコンを標榜する。ストレージには新たにフラッシュメモリとHDDを組み合わせたハイブリッドHDDを搭載したモデルが用意された。無線LANにはIEEE 802.11ac、4K出力が可能なHDMI端子を採用するなど、インターフェース面も強化されている。本体カラーにはブラック、ホワイト、シルバー、ピンクを選択可能。2016年3月には、ディズニーキャラクターが描かれた天板を選択できるようになった。2017年秋冬モデルでは、CPUを第7世代インテルCore・Hプロセッサーラインに更新。ストレージには、より高速な第3世代ハイスピードプロSSDを選択可能になった。タッチパッドを2ボタン化するなど、細かい改良も加えられている。また、ディスプレイにタッチパネルは搭載されない。本体カラーは前モデルを継承している。
- 2016年春モデル（2016年2月発売） - VJS1511・VJS15190111B・VJS15190211W・VJS15190311S・VJS1511EQA1B・VJS1511AYA1B・VJS1511HYA1B・VJS1511PYA1B
- 2017年秋冬モデル（2017年9月発売） - VJS1521・VJS15290111B・VJS15290211S・VJS15290311W

[S153/S154/S155]
VAIO S15の第2期モデル。筐体をフルモデルチェンジし、前モデルより小型化、軽量化を行っている。性能面では前モデルから大幅に強化されており、CPUを第8世代のインテルCoreプロセッサーHラインに刷新。4Kディスプレイ、Ultra HD BD対応ブルーレイディスクドライブ、Thunderbolt3対応USB-C端子等、最新のハードウェアとインターフェースを搭載している。本体カラーにはブラックとシルバーが用意されている。2019年9月には、ストレージをHDDのみにして価格を抑えた標準仕様モデルを追加した。2019年秋冬モデルでは、CPUを第9世代のインテルCoreプロセッサーHラインに変更し、他モデル同様「ALL BLACK EDITION」も用意された。2020年10月からは、新色としてホワイトが追加されたほか、VAIO・OWNER・MADEで4K HDR対応ディスプレイを選択できるようになった。2021年11月よりWindows 11搭載モデルを販売開始。2022年夏モデルでは、CPUを第12世代のCoreプロセッサーに入れ替え、DDR5規格のメモリや最大2TBのSSDを搭載可能、VAIOとして初めて無線LANをWi-Fi 6Eに対応させるなど性能をアップさせている。さらにAIノイズキャンセリング機能や、自動フレーミングや背景ぼかしに対応したカメラを搭載するなど、ビデオチャットを意識した機能も充実させている。
- 2019年夏モデル（2019年4月～9月発売） - VJS153・VJS15390111B・VJS15390211S・VJS15390311B・VJS15390411B
- 2019年秋冬モデル（2019年11月発売） - VJS154・VJS15490111B・VJS15490211B・VJS15490311S・VJS15490411B
- 2020年秋冬モデル（2020年10月発売） - VJS15490511B・VJS15490611B・VJS15490711S・VJS15490811B・VJS15490911W
- 2021年秋冬モデル（2021年11月発売） - VJS15491111B・VJS15491211W
- 2022年夏モデル（2022年5月発売） - VJS155・VJS15590111B・VJS15590211W・VJS15590311B・VJS15590411W

#### VAIO C15
スタンダード大画面ノートVAIO Fit 15E | mk2の後継にあたる15.5型ワイドモデル。「ホワイト/カッパー」、「ネイビー/グレー」、「イエロー/ブラック」、「オレンジ/カーキ」の個性的なカラーバリエーションを揃え、デザイン重視のモデルとなっている。VAIO・OWNER・MADEではCPUの選択肢にCeleron 3215UとCore i3 5005Uが用意され、VAIO S15に比べ安価な構成にすることができる。ストレージにはS15と同様にSSDとHDDを組み合わせたハイブリッドHDDを選択可能。外部出力端子はHDMI、光学ドライブはDVDスーパーマルチドライブのみ。
- 2016年夏モデル（2016年7月〜9月発売） - VJC1511・VJC15190111W・VJC15190211L・VJC15190411Y・VJC15190311D

#### VAIO Fit 15E | mk3 [F156]
VAIO Fit 15E | mk2をマイナーチェンジした15.5型スタンダードノートPC。標準仕様モデルのみ設定。本体カラーはブラックとホワイトを用意。スペックはCPUにCeleron 3215U、1TBのHDD、4GBのメモリ、DVDスーパーマルチドライブと低価格に抑えられている。
- 2017年春モデル（2017年2月発売） - VJF15690211B・VJF15690111W

#### VAIO Pro PH
[PH1]
VAIO S15[S152]の法人向けモデル。基本的なハードウェア構成はS15と同じだが、OSにWindows 10 IoT Enterpriseを選択できたり、暗号化機能付きSSDを搭載可能など、法人向け仕様を拡充している。
- 2017年秋冬モデル（2017年9月発売） - VJPH111・VJPH118・VJPH111EAL1B・VJPH111KAL1B・VJPH111PAL1B
- 2018年春モデル（2018年4月発売） - VJPH111EAL2B・VJPH111KAL2B・VJPH111PAL2B

[PH2]
VAIO S15[S153/S154/S155]の法人向けモデル。
- 2019年夏モデル（2019年4月発売） - VJPH211・VJPH211CAL1B・VJPH211EAL1B
- 2019年秋冬モデル（2019年11月発売） - VJPH221・VJPH221DAL1B・VJPH221KAL1B
- 2022年夏モデル（2022年6月発売） - VJPH23

#### VAIO FL15
VAIO社製VAIOとして初のAMD Ryzenプロセッサーを搭載したホームユース向けの15.6型モデル。発売当初はVAIOストア、大手家電量販店のVAIO・OWNER・MADEのみで取り扱い、ソニーストアでは販売しない。また、VAIOとして初めてアマゾンでも取り扱われる。スペックはメモリが8GB(増設不可能)、ストレージが256GBのSSDとなっており、家庭向けとして十分な性能を搭載している。
- 2021年秋冬モデル（2021年10月発売） - VJFL51

### 最新シリーズ

#### VAIO F16
2023年春よりVAIO F14と共に新たに追加された16型スタンダードノートPC。従来の高機能路線と異なり「定番PC」を謳い、個人向けとして標準的な性能を搭載することで価格を抑えている。第13世代のCoreプロセッサーを搭載し、microSDカードスロットやUSB-C端子なども備えているが、ThunderboltやUSB4には非対応。2025年夏モデルでは、CPUを第14世代のCoreプロセッサーに更新。WQXGAディスプレイを搭載可能となったほか、USB-C端子の増設、AIノイズキャンセリング用の専用キーを用意するなどの機能強化が行われた。本体カラーには新たにサテンシルバーが追加された。
- 2023年春モデル（2023年3月発売） - VJF161・VJF16190111L・VJF16190211N・VJF16190311W・VJF16190411L・VJF16190511N・VJF16190611W
- 2025年夏モデル（2025年6月発売） - VJF162・VJF16295104L・VJF16295105N・VJF16295106S

#### VAIO Pro BM
VAIO F16の法人向けモデル。
- 2023年春モデル（2023年3月発売） - VJBM11
- 2025年夏モデル（2025年6月発売） - VJBM12

## モバイルノート

### 第一世代VAIO

#### VAIO NOTE 505
VAIOの代名詞的なモデル。B5サイズ。光学ドライブとフロッピーディスクドライブは外付け、周辺機器の接続は主に別売りのポートリプリケーターを介していた。
[505]

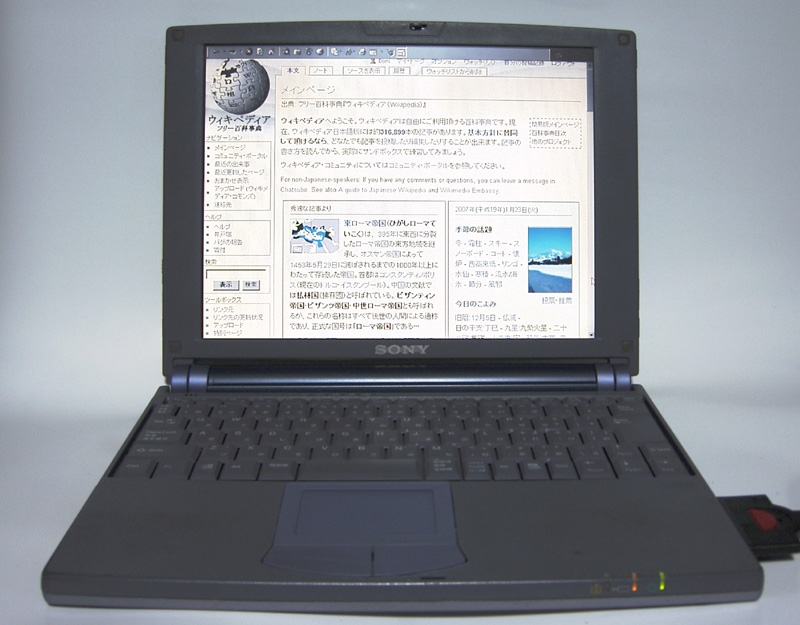
Vaio505GX

- 1997年冬モデル（1997年11月発売） - PCG-505
- 1998年春モデル（1998年2月〜3月発売） - PCG-505X・PCG-505EX
- 1998年夏モデル（1998年7月発売） - PCG-505G・PCG-505GX・PCG-505GX/4G
- 1998年冬モデル（1998年10月発売） - PCG-505R・PCG-505RS・PCG-505RX
- 1999年春モデル（1999年1月〜4月発売） - PCG-505S・PCG-505SX・PCG-505G/A4G・PCG-505SA/4G
- 1999年夏モデル（1999年5月発売）- PCG-505V・PCG-505V/ABX
- 1999年冬モデル（1999年7月〜9月発売） - PCG-505V/CBX・PCG-505V/CBP

[Z505]
B5ファイルサイズ。
- 1999年春モデル（1999年3月発売） - PCG-Z505D・PCG-Z505DX
- 1999年夏モデル（1999年6月発売） - PCG-Z505F・PCG-Z505FX
- 1999年冬モデル（1999年10月発売） - PCG-Z505JL・PCG-Z505J/BP・PCG-Z505JX
- 2000年春モデル（2000年1月〜3月発売） - PCG-Z505N/BP・PCG-Z505NR・PCG-Z505DRK
- 2000年夏モデル（2000年5月発売） - PCG-Z505G/BP・PCG-Z505GR/K
- 2000年冬モデル（2000年9月発売） - PCG-Z505C/BP・PCG-Z505CR/K・PCG-Z505CR/P
- 2001年春モデル（2001年1月〜3月発売） - PCG-Z505V/BP・PCG-Z505V/BW・PCG-Z505VR/K

[N505]
B5サイズ。505（無印）の後継機。
- 1999年夏モデル（1999年6月〜7月発売） - PCG-N505・PCG-N505SR
- 1999年冬モデル（1999年9月〜10月発売） - PCG-N505EL・PCG-N505E/BP・PCG-N505ES
- 2000年春モデル（2000年1月発売） - PCG-N505A/BP・PCG-N505AS

[R505]
B5ファイルサイズ。Z505の後継機。光学ドライブおよび3.5インチフロッピーディスクドライブと多数の外部接続端子を搭載したドッキングステーションによる拡張が可能。
- 2001年夏モデル（2001年4月発売） - PCG-R505/BW・PCG-R505R/K・PCG-R505R/DK・PCG-R505/SP
- 2001年夏モデル（2001年6月〜9月発売） - PCG-R505/ABW・PCG-R505/ABD・PCG-R505R/AK・PCG-R505R/GK・PCG-R505/ASP
- 2001年冬モデル（2001年10月〜11月発売） - PCG-R505F/BD・PCG-R505FR・PCG-R505FR/D・PCG-R505F/SP・PCG-R505VF/K
- 2002年春モデル（2002年2月〜3月発売） - PCG-R505J/BD・PCG-R505S/PD・PCG-R505S/PS・PCG-R505VJ/K
- 2002年夏モデル（2002年5月発売） - PCG-R505V/BD・PCG-R505X/PD・PCG-R505X/P
- 2002年冬モデル（2002年9月〜11月発売） - PCG-R505Q/BD・PCG-R505W/PD・PCG-R505VM/P・PCG-R505W/P
- 2003年春モデル（2003年2月発売） - PCG-R505VM/K
- 2003年夏モデル（2003年8月発売） - PCG-R505Q/B

[V505]
B5ファイルサイズ。R505の後継機。光学ドライブを内蔵し、2スピンドルとなった。
- 2003年春モデル（2003年2月発売） - PCG-V505/B・PCG-V505R/PB・PCG-V505T1・PCG-V505T1/P
- 2003年夏モデル（2003年5月〜6月発売） - PCG-V505E/B・PCG-V505S/PB・PCG-V505V/P・PCG-V505T2・PCG-V505T2/P
- 2003年冬モデル（2003年10月発売） - PCG-V505F/B・PCG-V505W/P・PCG-V505T3・PCG-V505T3/P
- 2004年春モデル（2004年1月発売） - PCG-V505G/B・PCG-V505VZ/P・PCG-V505T4・PCG-V505T4/P

#### VAIO C1

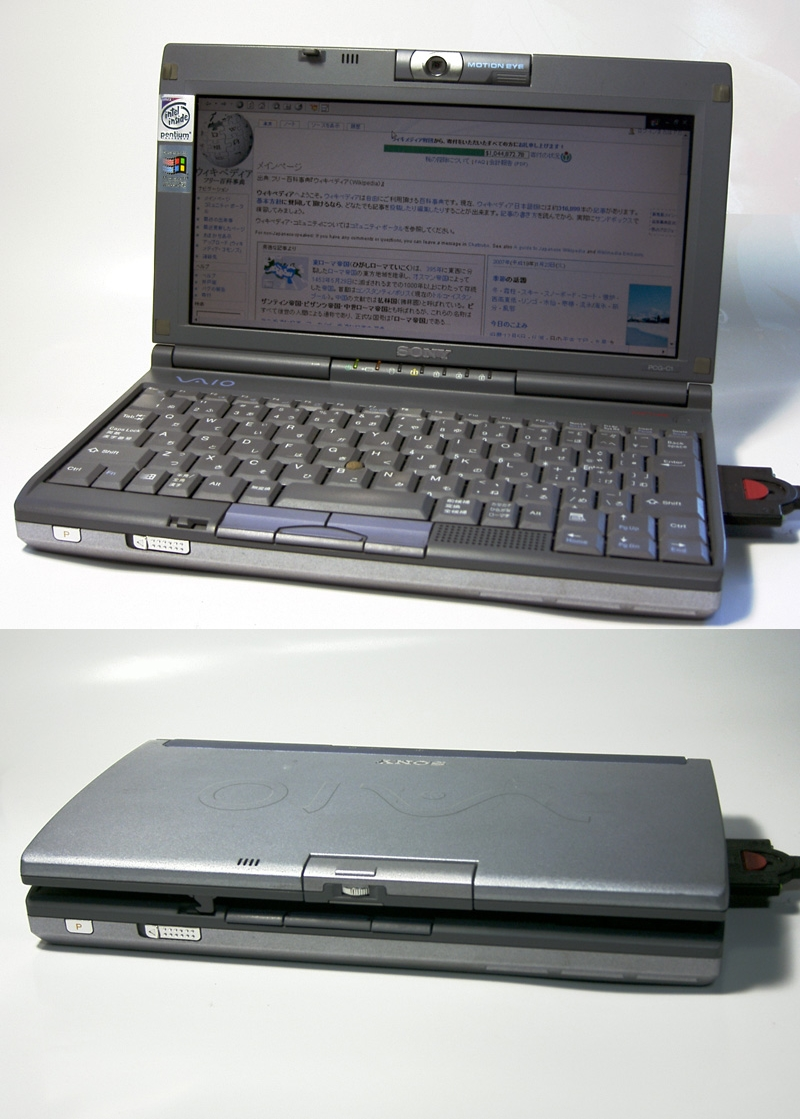
初代Vaio C1

8.9型ワイド液晶の1スピンドル小型モデル。回転式カメラ「モーションアイ」を内蔵している。
[C1]
- 1998年冬モデル（1998年9月発売） - PCG-C1
- 1999年春モデル（1999年2月発売） - PCG-C1R
- 1999年夏モデル（1999年5月発売） - PCG-C1S

[C1X]
フルモデルチェンジ。本体設計・デザインを一新。小型軽量化された。なお、姉妹モデルのC2（PCG-C2GPS）はC1とほぼ同じだが、カメラは非内蔵で反射型ポリシリコン液晶ディスプレイを搭載、ハンディGPSレシーバーが付属している。
- 1999年冬モデル（1999年9月〜11月発売） - PCG-C1XE・PCG-C2GPS
- 2000年春モデル（2000年2月発売） - PCG-C1XF
- 2000年夏モデル（2000年5月発売） - PCG-C1XG・PCG-C1XG/BP

[C1V]
[C1X]と同一デザインだが、このシリーズ以降からはTransmeta社製のCPUであるCrusoeを採用した。
- 2000年冬モデル（2000年10月発売） - PCG-C1VJ・PCG-C1VJ/BP
- 2001年春モデル（2001年2月〜3月発売） - PCG-C1VR/BP・PCG-C1VRX/K
- 2001年夏モデル（2001年5月発売） - PCG-C1VS/BW・PCG-C1VSX/K

[C1M]
再びフルモデルチェンジ。カラーリングも同時期のSR[SRX]同様、シルバーと濃紺が基調となる。8.9型ワイド液晶の解像度が1280×600ドットになる。C1MSXではそれまでデスクトップ型にのみ搭載されていたテレビ録画アプリが Giga Pocket LE (LE:Light Edtion)としてバンドルされる。
- 2002年春モデル（2001年12月発売） - PCG-C1MR/BP・PCG-C1MRX
- 2002年夏モデル（2002年4月発売） - PCG-C1MSX
- 2002年冬モデル（2002年10月発売） - PCG-C1MZX

#### VAIO NOTE SR

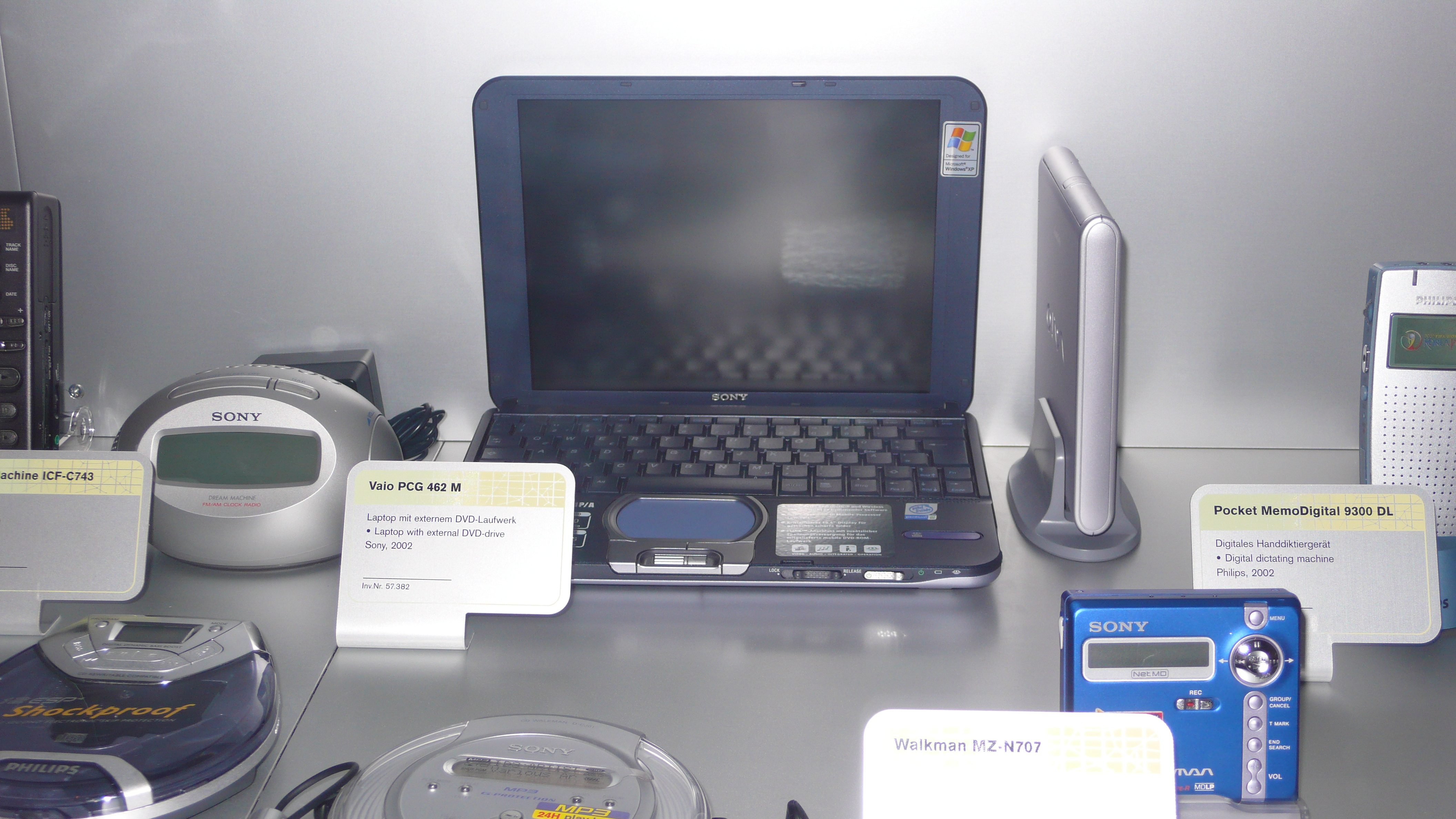
VAIO NOTE SR[SRX

505シリーズは大型化していったため投入したB5サイズサブノート型。実質的には505[N505]の後継にあたる。液晶サイズは10.4型。1スピンドルタイプのためCDドライブが外付け方式であった。
[SR]
本体部のキーボード部とパームレスト部が個別のブロックを形成しているようなデザイン。カラーリングも従来のVAIOのイメージカラーであるバイオレットから脱却しており、シルバーとグレーが基調となる。2001年夏モデルから今後他のモバイルモデルにも派生していく濃紺が採用される。
- 2000年夏モデル（2000年5月〜6月発売） - PCG-SR1/BP・PCG-SR9/K
- 2000年冬モデル（2000年9月〜11月発売） - PCG-SR1C/BP・PCG-SR9C/K・PCG-SR9C/P・PCG-SR9C/BK
- 2001年春モデル（2001年2月発売） - PCG-SR1G/BP・PCG-SR9G/K
- 2001年夏モデル（2001年5月発売） - PCG-SR1M/BP・PCG-SR9M/K・PCG-SR1M・PCG-SR9M/G

[SRX]
フルモデルチェンジ。本体デザインも[SR]のようなブロックが結合したような形状から一般的ものとなる。ワイヤレスLAN機能が標準搭載される。
- 2001年冬モデル（2001年11月発売） - PCG-SRX3・PCG-SRX3/BD・PCG-SRX7
- 2002年春モデル（2002年2月発売） - PCG-SRX3E・PCG-SRX3E/BD・PCG-SRX7E/P
- 2002年夏モデル（2002年5月発売） - PCG-SRX3F/BD・PCG-SRX7F/PB・PCG-SRX7F/P
- 2002年冬モデル（2002年9月発売） - PCG-SRX3S/BD・PCG-SRX7S/PB・PCG-SRX7S/P

#### VAIO GT
ビデオカメラを内蔵したモデル。
- 2001年冬モデル（2001年11月発売） - PCG-GT1
- 2002年夏モデル（2001年6月発売） - PCG-GT3/K

#### VAIO NOTE VX
光学ドライブを廃し、[SRX]シリーズをそのままサイズアップしたようなデザインのスリムA4ノート。無線LAN機能、バッテリー3.5〜5.5時間駆動などモバイル性能を重視したモデル。
- 2002年春モデル（2003年3月発売） - PCG-VX7/BD
- 2002年夏モデル（2003年6月発売） - PCG-VX9/P

#### VAIO U
VAIOノートシリーズで最も小型。モバイル向け。
- 2002年夏モデル（2002年4月発売） - PCG-U1
- 2002年冬モデル（2002年10月発売） - PCG-U3・PCG-U3/P
- 2003年夏モデル（2003年5月発売） - PCG-U101・PCG-U101/P

#### VAIO NOTE Z
A4モバイルノート。光学ドライブ搭載で2.1kg、SXGA+表示の14.1型液晶。側面デザインがディスプレイを立ち上げたときに連続したラインになるのが特徴的。大型化していくGRに対してXRや初期GRの2スピンドル薄型A4ノートのコンセプトを引き継ぐ。
- 2003年春モデル（2003年3月発売） - PCG-Z1/P・PCG-Z1T/P
- 2003年夏モデル（2003年6月発売） - PCG-Z1R/P・PCG-Z1RT/P
- 2003年冬モデル（2003年9月〜10月発売） - PCG-Z1VE・PCG-Z1V/P・PCG-Z1VT/P
- 2004年春モデル（2004年1月発売） - PCG-Z1XE/B・PCG-Z1X/P

#### VAIO NOTE TR
C1とSRを機能統合、さらに光学ドライブを内蔵した2スピンドルタイプのサブノート型。10.6型ワイド液晶。ハードディスクドライブに1.8インチ型を採用、DVDドライブ、C1のような回転式カメラを内蔵した。
- 2003年夏モデル（2003年6月発売） - PCG-TR1/B・PCG-TR1/P
- 2003年冬モデル（2003年9月〜10月発売） - PCG-TR2E・PCG-TR2/B・PCG-TR2/P
- 2004年春モデル（2004年1月発売） - PCG-TR3E/B・PCG-TR3/B・PCG-TR3/S・PCG-TR3/P・PCG-TR3/SP

#### VAIO NOTE 505 EXTREME [X505]
初代505のコンセプトを最新の技術で具現化したモデル。VAIO第一世代を締めくくった。
- 2004年春モデル（2003年12月発売） - PCG-X505/P・PCG-X505/SP

### 第二世代VAIO

#### type TR
第一世代のTRと同一。
- 2004年夏モデル（2004年5月発売） - PCG-TR5EB・PCG-TR5B・PCG-TR5S・PCG-TR5PS

#### type 505 EXTREME [X505]
第一世代の505 EXTREMEと同一。
- 2004年夏モデル（2004年7月発売） - PCG-X505CP

#### type S
13.3型ワイド液晶を搭載する大型モバイル。パワフルな高性能とモバイル性能を両立。
[S]
- 2004年夏モデル（2004年6月〜7月発売） - VGN-S50B・VGN-S70B・VGN-S90S・VGN-S90PS・VGN-S90PSY
- 2004年冬モデル（2004年10月発売） - VGN-S51B・VGN-S71B・VGN-S91S・VGN-S91PS・VGN-S91PSY
- 2005年春モデル（2005年1月〜2月発売） - VGN-S52B/S・VGN-S72PB/B・VGN-S62S/S・VGN-S62PS/S・VGN-S92S/S・VGN-S92PS/S・VGN-S62PSY・VGN-S92PSY
- 2005年夏モデル（2005年4月発売） - VGN-S53B/S・VGN-S73PB/B・VGN-S93S/S・VGN-S93PS/S・VGN-S93PSY
- 2005年冬モデル（2005年9月発売） - VGN-S54B/S・VGN-S94S・VGN-S94PS
- 2006年春モデル（2006年1月発売） - VGN-S55B/S

[SZ]
当初はCore Duoを搭載しGeForce Go7400TCを搭載していたが、第二期モデル以降はCore 2 Duoを搭載するハイエンドモバイルノート。GPU（GeForce8400M GSとチップセット内蔵グラフィック）をスイッチで切り替えることによって3D作画機能の向上と長時間駆動を両立させた。VAIO OWNER MADE限定で柄デザインとプレミアムブラウンの限定カラーを選択できる。また、Windows XP Professionalモデルも用意されていた。ただしXPモデルにはTPMチップを搭載することができない（VAIO Updateも付属しないが、サポートページからダウンロードしてインストールが可能）。
- 2006年春モデル（2006年2月発売） - VGN-SZ70B/B・VGN-SZ80S・VGN-SZ80PS・VGN-SZ90S・VGN-SZ90PS
- 2006年夏モデル（2006年5月発売） - VGN-SZ51B/B・VGN-SZ71B/B・VGN-SZ81S・VGN-SZ81PS・VGN-SZ91S・VGN-SZ91PS
- 2006年冬モデル（2006年9月発売） - VGN-SZ52B/B・VGN-SZ72B/B・VGN-SZ82S・VGN-SZ82PS・VGN-SZ92S・VGN-SZ92PS
- 2007年春モデル（2007年1月発売） - VGN-SZ53B/B・VGN-SZ73B/B・VGN-SZ83HS・VGN-SZ83S・VGN-SZ83NS・VGN-SZ93HS・VGN-SZ93S・VGN-SZ93NS
- 2007年秋モデル（2007年9月〜11月発売） - VGN-SZ54B/B・VGN-SZ74B/B・VGN-SZ84S・VGN-SZ84NS・VGN-SZ84US・VGN-SZ84PS・VGN-SZ94S・VGN-SZ94NS・VGN-SZ94US・VGN-SZ94PS
- 2008年春モデル（2008年1月発売） - VGN-SZ35B/B・VGN-SZ55B/B・VGN-SZ75B/B・VGN-SZ85S・VGN-SZ85NS・VGN-SZ85US・VGN-SZ95S・VGN-SZ95NS・VGN-SZ95US

[SR]
これまで、ハイエンドモバイルノートとして展開していたが、後述のtype Z登場により、デザイン・性能を見直し、より親しみやすいモバイルノートとして生まれ変わった第三期モデル。キーボードはキーとキーが独立した「アイソレーションキーボード」とし、ボディは曲線を多用した丸みのあるデザインとした。また、自宅・会社・外出先と、一発でモードを切替できる「Switch」を装備する。性能面は「SZシリーズ」より強化され、「Centrino 2」に対応するCore 2 Duoや「ATI Mobility Radeon HD 3470」を搭載し、グラフィック性能を向上。もちろん、SZシリーズ同様「VAIOハードディスクプロテクション」・指紋センサー・TPMセキュリティチップも搭載した。

2009年春モデルからはVAIO・OWNER・MADEモデルにて、ワイヤレスWAN（NTTドコモのFOMAハイスピード）が内蔵され、モバイル高速通信が可能となった。2009年夏モデルでは64ビット版になり、グラフィックが「ATI Mobility Radeon HD 4570」にアップし、最大8GBまでのRAMを搭載できるようになった。ただしTPMセキュリティチップは省かれた。
- 2008年夏モデル（2008年7月〜9月発売） - VGN-SR70B/S・VGN-SR90S・VGN-SR90NS・VGN-SR90US・VGN-SR90FS
- 2008年秋冬モデル（2008年10月発売） - VGN-SR51B/S・VGN-SR51B/P・VGN-SR91S・VGN-SR91NS・VGN-SR91US・VGN-SR91PS
- 2009年春モデル（2009年1月発売） - VGN-SR72B/S・VGN-SR72B/P・VGN-SR92S・VGN-SR92NS・VGN-SR92US・VGN-SR92PS
- 2009年夏モデル（2009年4月発売） - VGN-SR73JB/S・VGN-SR93JS・VGN-SR93DS・VGN-SR93YS・VGN-SR93PS

#### type U
超小型モバイルモデル
[U]

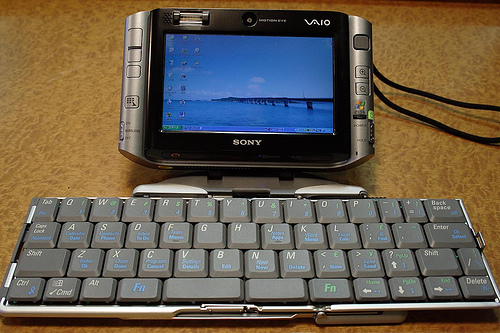
VAIO type U

携帯ゲーム機を思わせるデザインを採用した小型モデル。タッチパネル式の液晶ディスプレイを搭載する。
- 2004年夏モデル（2004年7月発売） - VGN-U50・VGN-U70P
- 2004年冬モデル（2004年12月発売） - VGN-U71P

[UX]
タッチパネル・スライド式フルキーボード・前後2個のWebカメラを搭載するtype Uの第二期モデル。中途半端な性能の割に価格が高く失敗した第一期モデルと対照的に、ある程度価格を上げ高度な集積や液晶の高精細化を行い成功した。文庫本とほぼ変わらないサイズで500gを切り、intel製CPU搭載機としては世界最軽量のVista Capable PCの座にあった。世界初の「ゼロスピンドル」PC（HDDの代替としてSSDを搭載したモデル）でもあった。
- 2006年夏モデル（2006年6月〜9月発売） - VGN-UX50・VGN-UX70・VGN-UX90S・VGN-UX90PS
- 2007年春モデル（2007年1月発売） - VGN-UX71・VGN-UX91S・VGN-UX91NS
- 2007年秋冬モデル（2007年9月発売） - VGN-UX72・VGN-UX92S・VGN-UX92NS

#### type T

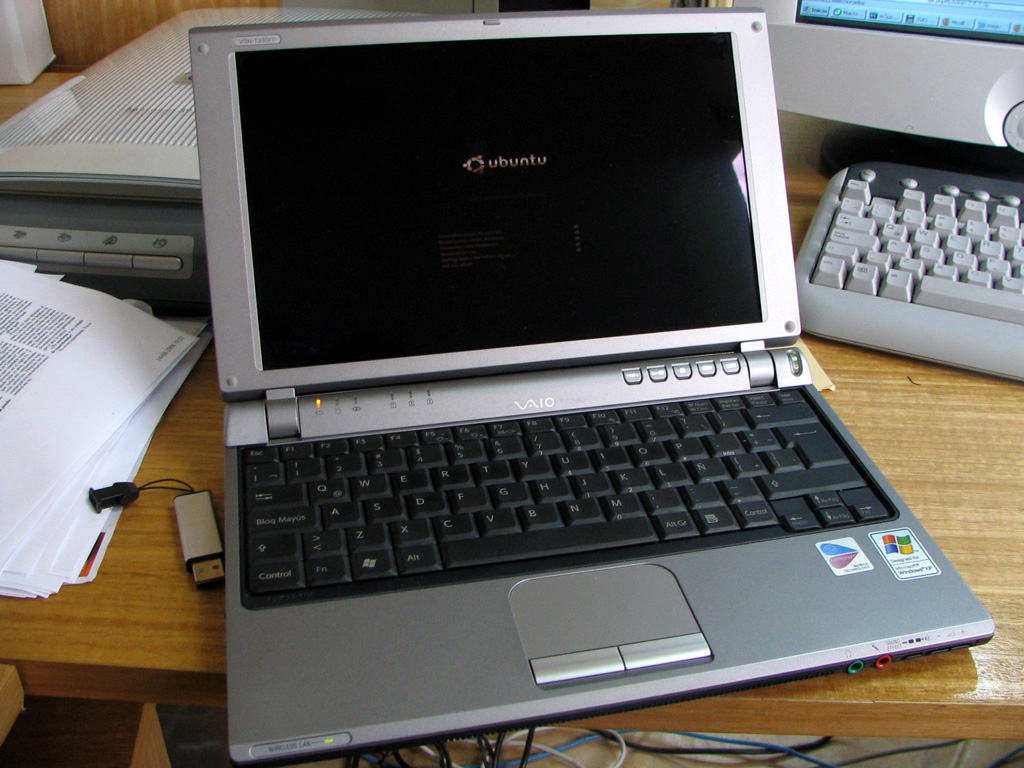
VAIO type T

小型モバイルノート。type TRの後継でサイズとスピンドルをキープしたまま薄形・軽量化。幾度のフルモデルチェンジを重ねながら長期にわたって販売されたシリーズ。
[T]
10.6型液晶搭載の第一期モデル。
- 2004年冬モデル（2004年9月発売） - VGN-T30B/L・VGN-T30B/T・VGN-T50B/L・VGN-T50B/T・VGN-T70B/L・VGN-T90S・VGN-T90PS・VGN-T90PSY
- 2005年春モデル（2005年1月〜3月発売） - VGN-T51B/L・VGN-T71B/L・VGN-T71B/T・VGN-T91S・VGN-T91PS・VGN-T91PSY
- 2005年夏モデル（2005年5月発売） - VGN-T52B/L・VGN-T72B/L・VGN-T72B/T・VGN-T92S・VGN-T92PS

[TX]
第二期モデル。白色LEDとカーボン素材の使用で薄型・軽量化を実現。画面も11.1型ワイドに大型化。また、他社に先駆けワンセグのサービス開始(2006年4月)以前に発売された2006年春モデルから地上デジタル放送のワンセグチューナーを搭載した（ワンセグチューナー付きモデルは当初、VAIO OWNER MADEモデルのみでの販売であった）。
- 2005年冬モデル（2005年9月発売） - VGN-TX50B/B・VGN-TX90S・VGN-TX90PS
- 2006年春モデル（2006年1月発売） - VGN-TX51B/B・VGN-TX91S・VGN-TX91PS
- 2006年夏モデル（2006年6月発売） - VGN-TX52B/B・VGN-TX72B/B・VGN-TX92S・VGN-TX92PS
- 2007年春モデル（2007年1月発売） - VGN-TX73B/B・VGN-TX93HS・VGN-TX93S・VGN-TX93NS

[TZ]
第三期モデル。505シリーズをイメージしたシリンダーデザイン等を採用。AV関連の操作ボタンを搭載、Windowsを立ち上げずに音楽やDVDを鑑賞できるインスタントモードを備えるなどAV機能を強化した"脱・仕事専用モバイル"としている。後に、FeliCaポートやX505で培った技術を導入したカーボン素材ボディを追加された。また、VAIO OWNER MADEモデルでは限定カラーや限定柄を含めた豊富なカラー・デザインを選択でき、ワイアレスWAN（NTTドコモのFOMA）の有無やストレージでSSD（フラッシュメモリ）を選択できた。
- 2007年夏モデル（2007年5月発売） - VGN-TZ50B・VGN-TZ90HS・VGN-TZ90S・VGN-TZ90NS
- 2007年秋冬モデル（2007年9月〜10月発売） - VGN-TZ71B・VGN-TZ91HS・VGN-TZ91S・VGN-TZ91NS
- 2008年春モデル（2008年2月発売） - VGN-TZ72B・VGN-TZ92HS・VGN-TZ92S・VGN-TZ92NS
- 2008年夏モデル（2008年5月発売） - VGN-TZ73B・VGN-TZ93S・VGN-TZ93NS・VGN-TZ93US

[TT]
第四期モデル。シリンダーデザインやアイソレーションキーボードなどは[TZ]と共通だが、より丸みを帯びたデザインに変更された。Blu-rayドライブや、ウォークマンと同様のノイズキャンセリング機構、高音質サウンドチップ「Sound Reality」を搭載するなど、よりAV機能を強化している。また、新たに急速充電機能を搭載した。Centrino 2に対応。VAIO・OWNER・MADEモデルでは、[TZ]と同様、天板カラーやデザイン、ストレージ（Blu-rayドライブ+SSDの同時搭載可能）などに多様な選択肢が用意されている。また、2009年春モデルからはワイヤレスWAN（NTTドコモのFOMAハイスピード）も搭載可能となり、2009年夏モデルでは地上デジタルチューナーが内蔵可能になった。ただし、B-CASカードを挿入する必要があることから同オプション選択時は2.5インチHDDが含まれた構成が必須となり、光学ドライブが選択できない。
- 2008年秋冬モデル（2008年10月発売） - VGN-TT50B・VGN-TT70B・VGN-TT90HS・VGN-TT90S・VGN-TT90NS・VGN-TT90PS
- 2009年春モデル（2009年1月発売） - VGN-TT51JB・VGN-TT71JB・VGN-TT91JS・VGN-TT91DS・VGN-TT91YS・VGN-TT91PS
- 2009年夏モデル（2009年6月発売） - VGN-TT92JS・VGN-TT92DS・VGN-TT92YS・VGN-TT92PS

#### type G
ビジネスモバイル用途に開発された12.1型液晶搭載のモバイルノート。落下耐性など各種の試験の結果を公表するなど、自らを市場にLet's noteのライバルとしてアピールしている。天板だけではなく底面にもカーボンを使用し軽さと耐久性を両立させている。2007年秋冬モデルからは、キーボードの防滴仕様や液晶に傷のつきにくいハードコーティング液晶を搭載している。衝撃を感知しハードディスクを停止するアプリが含まれている。
- 2006年秋冬モデル（2006年12月発売） - VGN-G1LAP・VGN-G1KAP・VGN-G1AAPS・VGN-G1AAPSA・VGN-G1AAPSB・VGN-G1AAPSC
- 2007年春モデル（2007年2月発売） - VGN-G1LBN・VGN-G1KBN・VGN-G1ABNS
- 2007年夏モデル（2007年6月発売） - VGN-G1KBNA

追加モデル
- 2007年秋冬モデル（2007年10月発売） - VGN-G2KAN・VGN-G2KANA・VGN-G2AANS・VGN-G2AAPS
- 2008年夏モデル（2008年5月〜8月発売） - VGN-G2KBNA・VGN-G2ABNS・VGN-G2ABFS・VGN-G2ABPS
- 2009年春モデル（2009年1月発売） - VGN-G3KANB・VGN-G3AANS・VGN-G3AAPS

#### type Z

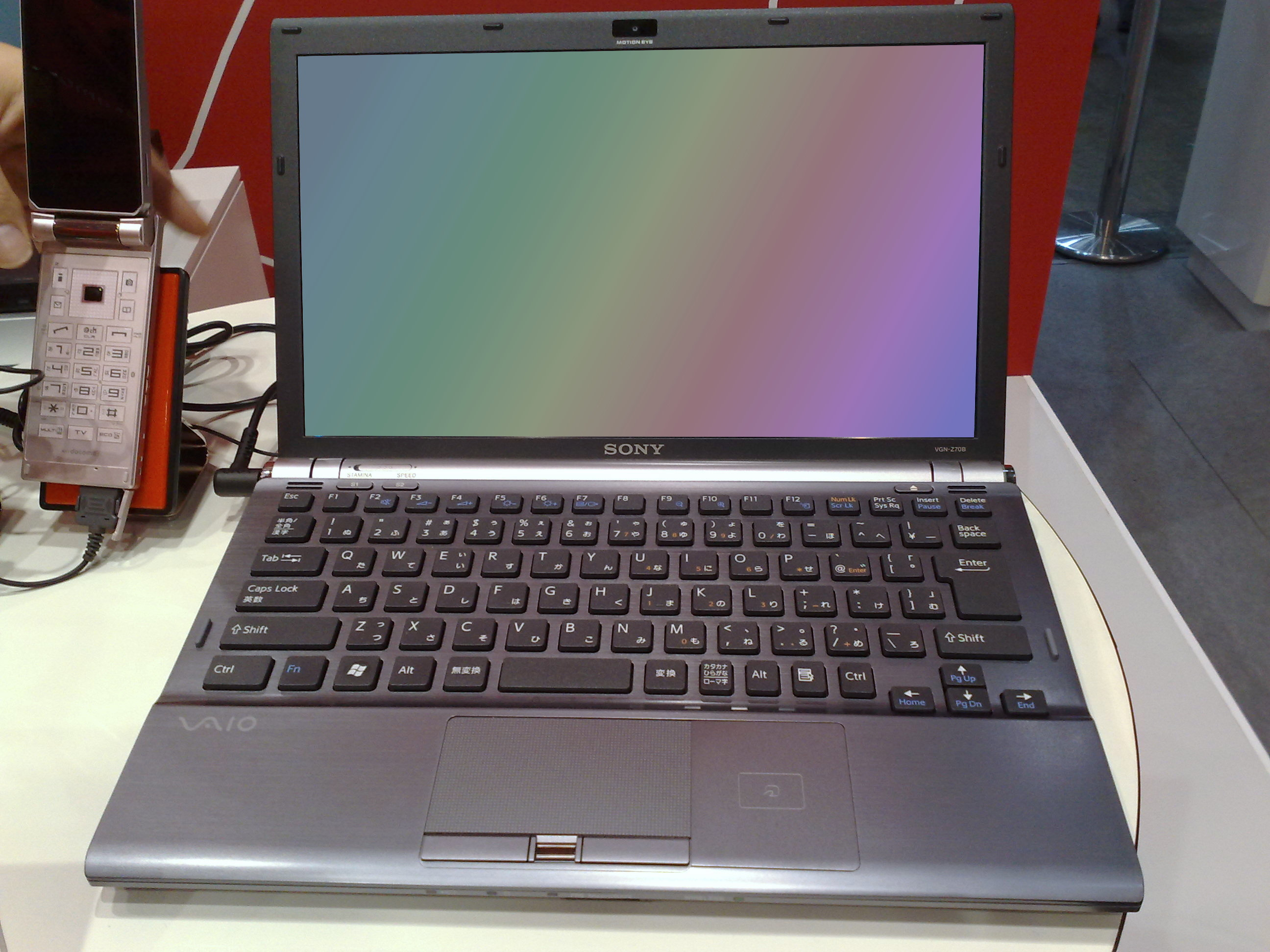
VAIO type Z

type S[SZ]のコンセプトを継承したハイエンドモバイルノート。Centrino 2対応のCore 2 DuoやDDR3 SDRAMのメモリーを装備し、モバイルノートでありながら、高速処理・省電力を実現。さらに、type S[SZ]で装備されていた「ダイナミック・ハイブリッドグラフィックス」機能を継承。切り替えスイッチひとつで「NVIDIA GeForce 9300M GS GPU」とチップセット内蔵の「intel GMA 4500MHD」の2種類のグラフィックアクセラレーターを使い分けることで、高速処理とスタミナを両立。また、切替の度に必要だったPCの再起動が不要になり、より使いやすくなった。液晶も新開発の「クリアソリッド液晶」を採用。映りこみをおさえて、細かい傷から液晶を守りつつ、NTSC比約100%の高画質を実現した。VAIO OWNER MADEモデルでは、モバイルノートでありながら、ブルーレイディスクドライブやワイヤレスWANを搭載できたり、ストレージはHDDの替わりにSSDを装備できるだけでなく、SSDのRAID 0構成も可能で、2.5型HDD装備時の約3.7倍のデータ転送速度を実現している。2008年10月からCTOメニューが追加され、以前は不可能だったブルーレイディスクドライブとSSDの同時搭載が可能になった。

2009年夏モデルCTOでは、エントリー(Core 2 Duo P8700)以外CPUを刷新し、SSDも512GB(256GB*2 RAID0)まで対応。天板に新色のボルドーと二つのプレミアムデザイン、パームレストにブラックが指定可能になった（ボルドーのみパームレスト色はブラックに限定）。また、ワイヤレスLANのMIMOを従来の1(送信)x2(受信)から通信速度が速い3x3に強化できるようになった。また、2009年7月からはCTOメニューにモバイルWiMAXが追加された（モバイルWiMAXを搭載した場合は、ワイヤレスWANの搭載が不可となり、ワイヤレスLANのMIMOは通常の1×2で固定される。またZ92PSはモバイルWiMAXを搭載できない）。
- 2008年夏モデル（2008年8月発売） - VGN-Z70B・VGN-Z90S・VGN-Z90NS・VGN-Z90US
- 2008年秋冬モデル（2008年10月発売） - VGN-Z90FS・VGN-Z90PS

2008年夏モデルの追加機種。Windows XP Prefessional ダウングレード対応。
- 2009年春モデル（2009年1月発売） - VGN-Z71JB・VGN-Z91JS・VGN-Z91DS・VGN-Z91YS・VGN-Z91PS
- 2009年夏モデル（2009年6月発売） - VGN-Z92JS・VGN-Z92DS・VGN-Z92YS・VGN-Z92PS

#### type Y
12.1型液晶搭載の薄型モバイル。このシリーズはワンシーズンのみの販売だった。
- 2005年春モデル（2005年1月発売） - VGN-Y70P・VGN-Y90PSY

#### type P

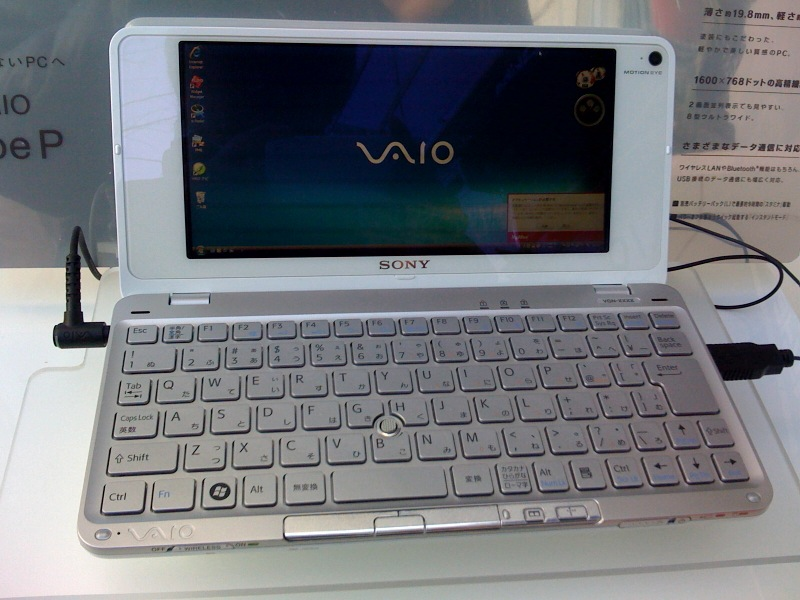
VAIO type P

2009年春モデルの新シリーズとして登場したUMPC。幅240×奥行120×厚さ19.8mmの超小型サイズを実現する為に、VAIOでは初めて搭載するAtomプロセッサーなどの小型デバイス・パーツ類を取り入れ、配列を見直した超小型マザーボードを開発。さらに、ファンレス設計としたことで低騒音化も実現した。小型でありながら、キーピッチ約16.5mm、キーストローク約1.2mmの薄型アイソレーションキーボードを備え、マグネシウム合金のフレームによりしっかりとした押し心地も実現している。ポインティングデバイスにはスティックポインターを採用。また、ディスプレイには1600×768ドットの高解像度を持つ8型ウルトラワイド液晶を採用し、2つのウィンドウを並列表示しても快適に使える。OSはVista Home Basicでメモリは標準2GBを搭載。「VAIO ハードディスク プロテクション」やワンセグチューナー（VGN-P70Hシリーズ）又はワイヤレスWAN（VGN-P80H/W）を搭載している。ワイヤレスWANはNTTドコモのFOMAハイスピードの通信モジュールが内蔵されておりモバイル高速通信が可能である。VAIO・OWNER・MADEモデルでは、OSの選択やSSDの搭載、Officeのプリインストールも可能である（SSDやOfficeはWindows Vista搭載モデルのみ選択可能）。

2009年夏モデルでは店頭販売モデルの追加モデルとしてワイヤレスWANを標準搭載したWindows XP搭載モデル（VGN-P50シリーズ）を追加。さらに、VAIO・OWNER・MADEモデルでは4つのボディカラー・デザインを追加し、こちらにもWindows XP搭載モデル（VGN-P61S）が追加された。また、2009年7月には、OWNER・MADEのWindows Vista搭載モデルのCTOメニューにモバイルWiMAXが追加された（モバイルWiMAX搭載時はワイヤレスWAN+GPSの搭載は不可。またワイヤレスLANはIEEE 802.11a/b/g/nに仕様向上される）。
- 2009年春モデル（2009年1月発売） - VGN-P70H/W・VGN-P70H/R・VGN-P70H/G・VGN-P80H/W・VGN-P90HS・VGN-P90S・VGN-P90NS
- 2009年夏モデル（2009年6月発売） - VGN-P50/W・VGN-P50/R・VGN-P50/G・VGN-P61S・VGN-P91HS・VGN-P91S・VGN-P91NS

### 第三世代VAIO

#### Sシリーズ
[SR]
第二世代のtype S[SR]と同一。
- 2009年秋冬モデル（2009年10月発売） - VGN-SR74FB/S・VGN-SR94HS・VGN-SR94GS・VGN-SR94FS・VGN-SR94VS

[S1]
Sシリーズ/type Sの第四期モデル。13.3型画面のスタンダードモバイルノート。CPUにCore iシリーズを採用（店頭販売モデルはCore i3を搭載。OWNER・MADEモデルではCore i5/i7の搭載も可能）。標準仕様モデルにはGPUとしてNVIDIA GeForce 310Mを搭載している。周囲の明るさを検知し、自動的に画面の輝度調整をする照度センサーを搭載。ボディカラーはブラック・シルバー・ブラック＆シルバー・ピンク・ホワイト・グリーンの6色が用意されている（店頭販売モデルはブラックのみ）。また、OWNER・MADEモデルでは、モバイルWiMAXが標準搭載される。

2010年夏モデルは店頭販売モデルのカラーにシルバーを追加すると共に、CPU性能を向上、Officeを「Office Personal 2010」に更新した。また、OWNER・MADEモデルの限定カラーにパープルを追加した。2010年秋冬モデルでは店頭販売モデルにピンクを、OWNER・MADEモデルにはウェイビーホワイト・ウェイビーブラックの2色を追加した。

2011年春モデルはCPU性能を強化した程度のマイナーチェンジにとどまる。
- 2010年春モデル（2010年1月発売） - VPCS119FJ/B・VPCS11AHJ・VPCS11AGJ・VPCS11AFJ・VPCS11AGJA・VPCS11AVJA・VPCS11AVJ
- 2010年夏モデル（2010年7月発売） - VPCS129FJ/B・VPCS129FJ/S・VPCS12AHJ・VPCS12AGJ・VPCS12AFJ・VPCS12AVJA・VPCS12AVJ
- 2010年秋冬モデル（2010年10月発売） - VPCS139FJ/B・VPCS139FJ/S・VPCS139FJ/P・VPCS13AHJ・VPCS13AGJ・VPCS13AFJ
- 2011年春モデル（2011年1月発売） - VPCS149FJ/B・VPCS149FJ/S・VPCS149FJ/P・VPCS14AHJ・VPCS14AGJ・VPCS14AFJ

[SB/SA]
2011年春モデルの追加モデルとして登場した薄型フルフラットデザインの[SB]が第5期モデルとなる。CPUに第2世代Coreプロセッサー（SB18FJはCore i3-2310M、SB19FJ/BはCore i5-2410M）を搭載し、状況に応じてAMD Radeon HD 6470Mとintel HD Graphics 3000（CPU内蔵グラフィックス）をワンタッチで切替できる「パフォーマンススイッチ」を搭載。カラーバリエーションも併売されていた[S1]と異なっており、ブラック・ホワイト・ピンク・ブルーの4色が用意される（ピンクは店頭販売モデルのSB18FJのみ、ブルーはOWNER・MADE限定カラー）。OWNER・MADEモデルでは独立グラフィックスをAMD Radeon HD 6630Mに強化したほか、CPUでCore i7-2620M、最大1TBのクアッドSSDの搭載も可能。

2011年夏モデルでは店頭販売モデルではHDD容量アップのマイナーチェンジにとどまるが、下位モデルのSB28FJにOWNER・MADE限定カラーだったブルーを追加。また、OWNER・MADE限定モデルとして新たに[SA]を追加。[SB]よりもディスプレイ解像度をアップし（1,366×768ドット→1,600×900ドット）し、Webカメラには"Exmor"CMOSセンサーを搭載。さらに、状況に応じてCPU内蔵グラフィックスと独立グラフィックスをワンタッチで切替できるハイブリッドグラフィックスも継承するほか、最大1TBのクアッドSSDも選択できるなど性能面も高い。ボディカラーもグロッシーブラウン、オールブラック、ライトシルバーとシックな3色をそろえている。一方、[SB]のOWNER・MADEモデルは[SA]の新設定によりセレクションメニューが一部簡素化され、クアッドSSDやワイヤレスWANの設定ができなくなり、独立グラフィックスをスペックダウンした一方、ボディカラーは店頭販売モデルのみに設定されていたピンクとOWNER・MADE限定カラーのシルバーを追加した5色展開となった。

2011年秋冬モデルは店頭販売モデルはCPU性能強化及びワイヤレスLANの仕様変更（IEEE802.11a/b/g/n→IEEE802.11b/g/n）のマイナーチェンジにとどまるが、OWNER・MADEモデルでカラーラインナップが追加され、SA系列にはカーボンメッシュブラックを、SB系列にはOWNER・MADE限定カラーとしてレッドを追加した。

2012年春モデルはCPU性能を強化したマイナーチェンジにとどまるが、Core i3搭載モデルはブルーがOWNER・MADE専用カラーに移行となり、3色となった。また、Core i3搭載モデルとCore i5搭載モデルの中間の位置づけで、OSにWindows 7 Professionalを搭載したSB48GJ/Bを新設した。
- 2011年春モデル（2011年3月発売） - VPCSB18FJ/B・VPCSB18FJ/W・VPCSB18FJ/P・VPCSB19FJ/B・VPCSB1AHJ・VPCSB1AGJ・VPCSB1AFJ・VPCSB1AGJA
- 2011年夏モデル（2011年6月発売） - VPCSB28FJ/B・VPCSB28FJ/W・VPCSB28FJ/P・VPCSB28FJ/L・VPCSB29FJ/B・VPCSA2AJ・VPCSB2AJ・VPCSB2AGJ/B・VPCSB2BGJ/B
- 2011年秋冬モデル（2011年10月発売） - VPCSB38FJ/B・VPCSB38FJ/W・VPCSB38FJ/P・VPCSB38FJ/L・VPCSB39FJ/B・VPCSA3AJ・VPCSB3AJ
- 2012年春モデル（2012年2月〜3月発売） - VPCSB47FJ/B・VPCSB47FJ/W・VPCSB47FJ/P・VPCSB48GJ/B・VPCSB49FJ/B・VPCSA4AJ・VPCSB4AJ

[S13A/S13]
スタンダードモバイルSシリーズの第6期モデル。店頭販売モデルは15.5型モデルのS15と同様に、第3世代Core iファミリーに変更し、光学ドライブをスロットイン方式に変更した。OWNER・MADE限定のプレミアムモデルSAも装いも新たにS13Aとなった。

2012年秋冬モデルではOSをWindows 8 64bitに変更し、HDD容量を750GBに増量。併せて、店頭販売モデルをS13129CJの1モデルに集約した。OWNER・MADEモデルのS1312AJでは限定カラーとして、新色のレッドを追加した。2013年春モデルはCPUを強化するとともに、ディスプレイを「VAIOディスプレイプレミアム」に変更して高解像度化（1,600×900ドット）、さらに独立グラフィックスの「NVIDIA GeForce GT 640M LE」を新たに搭載（同時にCPU内蔵グラフィックスと切り替えできるパフォーマンススイッチも追加）。Officeも「Office 2013」に更新した。
- 2012年夏モデル（2012年6月発売） - SVS13118FJB・SVS13118FJP・SVS13118FJS・SVS13119GJB・SVS13A1AJ・SVS1311AJ
- 2012年秋冬モデル（2012年10月発売） - SVS13129CJB・SVS13129CJP・SVS13129CJS・SVS1312AJA・SVS1312AJB・SVS13A2AJ・SVS1312AJ
- 2013年春モデル（2013年2月発売） - SVS13139CJB・SVS13139CJP・SVS13139CJS・SVS13A3AJ・SVS1313AJ

#### Tシリーズ
[TT]
第二世代のtype T[TT]と同一。店頭販売モデルでは超低電圧版のCeleron搭載モデルが設定された。
- 2009年秋冬モデル（2009年10月発売） - VGN-TT33FB・VGN-TT53FB・VGN-TT93HS・VGN-TT93GS・VGN-TT93FS・VGN-TT93VS

[T11/T13/T14]
第2世代のtype Tの登場以来、現在のSシリーズ（type S）と共に長期にわたって販売されていたTシリーズが同社初のUltrabookとなり約2年ぶりに復活。ラインナップは11.6型ワイドと13.3型ワイドの2タイプが用意。仕様は2タイプ共通でヘアライン加工のアルミ天板とZシリーズ譲りのフルフラットデザインを採用しており、CPUには超低電圧版のCore i5-3317Uを搭載するほか、ストレージは500GB HDDに加え、キャッシュ用に32GB SSDも搭載しており、高速記録と大容量保存を両立している。OWNER・MADEモデルも用意されており、CPUに「Core i7-3517U」を選択できるほか、メモリは最大8GBまで搭載可能、ストレージをSSDに変更することができる。

2012年秋冬モデルでは既存モデルのOSをWindows 8 64bitに変更（基本スペックは2012年夏モデルと同じ）するとともに、13.3型ワイドモデルにはタッチパネル搭載モデルを追加し、さらに、Ultrabookでありながら光学ドライブを搭載した14型モデルを新設した。OWNER・MADEモデルにも14型モデルが新設され、光学ドライブでBD-ROMドライブやBlu-ray Discドライブを選択できる。

2013年春モデルではCPUを強化し、Officeを「Office 2013」に更新。また、14型ワイドモデルはディスプレイをタッチパネルに変更した。なお、ハイブリッドHDDのキャッシュ用SSDの容量が24GBに減らされた。法人向け標準仕様モデルは従来からの11.6型ワイドモデルに加え、13.3型ワイドモデル・14型ワイドモデルにも設定された。
- 2012年夏モデル（2012年6月発売） - SVT11119FJS・SVT13119FJS・SVT1111AJA・SVT1111AJ・SVT1311AJ
- 2012年秋冬モデル（2012年10月発売） - SVT11129CJS・SVT13128CJS・SVT13129CJS・SVT14119CJS・SVT1112AJA・SVT1112AJ・SVT1312AJ・SVT1411AJ
- 2013年春モデル（2013年2月発売） - SVT11139CJS・SVT13129CJS・SVT14129CJS・SVT1113AJA・SVT1113AJB・SVT1313AJA・SVT1313AJB・SVT1412AJA・SVT1412AJB・SVT1113AJ・SVT1313AJ・SVT1412AJ

#### Zシリーズ
[Z]
第二世代のtype Zと同一。VAIO・OWNER・MADEでは、英字キーボードを選択したときのみ、キーボードのフォントをソニー・エリクソン・モバイルコミュニケーションズ製のpreminiと同様のものにすることができる。
- 2009年秋冬モデル（2009年10月発売） - VGN-Z73FB・VGN-Z93HS・VGN-Z93GS・VGN-Z93FS・VGN-Z93VS

[Z1]
Zシリーズ/type Zの第二期モデル。ハイエンドモバイルとしての地位にふさわしく、店頭販売モデルにはCPUはCore i5を搭載し、あらゆる使用状況でも高いパフォーマンスを発揮。128GBのSSD RAIDを標準搭載し、ディスプレイ解像度もWXGA++（1,600×900ドット）となり、一般的な大画面ノートよりも高い解像度を持った。また、「ダイナミック・ハイブリッドグラフィックス」によりNVIDIA GeForce GT 330MとCPU内蔵グラフィックスを再起動なしで切替できる。自動的に最適なモードに切り替える「AUTOモード」を加え、スイッチ形状は三角形に変更された。また、パームレストはアルミの一枚板を押し出し成形で加工したものを一枚一枚削り出して成型させたことで金属本来の質感を持ちつつ、軽量化・堅牢性を両立した。また、出っ張りをおさえ、より薄くなったボディ形状としたことで手になじみ、バッグへの出し入れがよりスムーズになった。OWNER・MADEモデルでは、intel Core i7-620Mプロセッサー、低反射コートを施した13.1型フルHD・ノングレア液晶、Blu-ray Discドライブ、SSD RAIDモジュールを2枚使用し、4組でRAID 0構成にすることでHDDの約6倍の速度を持つ512GBのクアッドSSDを選べる他、ワイヤレスWANやモバイルWiMAXの選択も可能である。また、「Adobe Creative Suite 4 Production Premium」を同梱し、Windows 7 Ultimate 64ビット版・8GBメモリを標準搭載したVPCZ11ZHJもラインナップした。カラーもソニースタイルの創業10年を記念して設定した「グロッシープレミアムカーボン」を含む6色を設定した（店頭販売モデルはシルバーのみ）。

2010年夏モデルではOfficeを「Office Home and Business 2010」に更新。OWNER・MADEモデルではワイヤレスWANとモバイルWiMAXの同時搭載ができるようになった。2010年秋冬モデルでは店頭販売モデルのCPU性能を強化された他、OWNER・MADEモデルにはプレミアムデザイン2種を追加した。2011年春モデルはOWNER・MADEモデルのみモデルチェンジ。ストレージで新たに1TBのクアッドSSDが追加された。
- 2010年春モデル（2010年3月発売） - VPCZ119FJ/S・VPCZ11AFJ・VPCZ11AGJ・VPCZ11AHJ・VPCZ11ZHJ・VPCZ11AVJ
- 2010年夏モデル（2010年6月発売） - VPCZ129FJ/S・VPCZ12AFJ・VPCZ12AGJ・VPCZ12AHJ・VPCZ12AVJ
- 2010年秋冬モデル（2010年10月発売） - VPCZ139FJ/S・VPCZ13AFJ・VPCZ13AGJ・VPCZ13AHJ・VPCZ13ZHJ
- 2011年春モデル（2011年1月発売） - VPCZ14AFJ・VPCZ14AGJ・VPCZ14AHJ・VPCZ14ZHJ

[Z2]
Zシリーズの第三期モデル。CPUを第2世代「intel Core i5-2410M」を搭載し、基本性能を向上。また、SSDの搭載により最速約13秒のスピード起動を実現したほか、省電力設計により厚さ約16.65mmの薄型でありながら約9時間の長時間稼働を実現しているが、デザインを損ねないフラット形状のシートバッテリー（別売）を使うことで最長約17.5時間の長時間稼働を実現した。また、内蔵バッテリーから先に充電し、シートバッテリーから先に放電する設計になっているため、状況に応じてシートバッテリーを着脱しながら効率的に使用でき、シートバッテリーは単体でも充電可能である。本体ボディは最新CPUを搭載するために底面に2つのファンを備えるとともに、キーボード面の左右両端に吸気機構を設けることで優れた放熱性能を実現。さらに、外側にはカーボン素材、パームレストとヒンジ部分にアルミニウム合金を使い、本体側面の断面が六角形の構造となる「ヘキサシェル」デザインを採用したことで約1.165kgと軽量でありながら高剛性を両立。内蔵バッテリーも8箇所をねじ止めして構造体とすることで本体の縁を持って持ち上げても歪むことのない剛性を実現した。さらに、自宅や職場での用途にパフォーマンスを高める「Power Media Dock（パワーメディアドック）」を同梱。本機にはDVDスーパーマルチドライブや独立グラフィックス「AMD Radeon HD 6650M」を搭載しており、高負荷作業も快適に行えるうえ、HDMI出力・VGA出力・LAN端子・USB端子（3ポート）のインターフェイスも備えており、本体のHDMI出力・VGA出力と合わせて一度に4つのモニターへの出力が可能である。OWNER・MADEモデルではCPUでCore i3-2310MからCore i7-2620Mまで5種類から選べるほか、メモリ最大8GB・SSD最大512GBまで搭載可能、フルHD液晶、ブルーレイディスクドライブ（「Power Media Dock」に搭載）、ワイヤレスWANの搭載も可能で、ボディカラーもブラックのほかに、ゴールド・ブルー・カーボンブラックの選択も可能である。法人向けモデルも設定されており、こちらはOSをWindows 7 Professional 64ビット版に変更し、32ビット版へ変更できるようにリカバリーディスクを同梱。「Power Media Dock」は別売りとなる。

2011年11月のVAIO OWNER MADE用秋冬モデルでは、CPUが大幅に変更され、エントリーがCore i3-2310Mから2330Mに、ミドルレンジがCore i5 2410Mから2430Mに（2520Mと2540Mは継続設定）、ハイエンドがCore i7-2620Mから2640Mにそれぞれ変更された。また、無線WANの設定がXiのみに変更された。

2012年春モデルでは、店頭販売モデルのCPUが強化され、SSDも既にOWNER・MADEモデルで採用されている第3世代SSD RAIDを採用した。OWNER・MADEモデルではカラーラインナップにシルバーが追加され、5色展開となった。
- 2011年夏モデル（2011年7月発売） - VPCZ219FJ/B・VPCZ21AJ・VPCZ21AGJ/B
- 2011年秋冬モデル（2011年11月発売） - VPCZ22AJ
- 2012年春モデル（2012年2月発売） - VPCZ239FJ/B・VPCZ23AJ・VPCZ23AGJ/B

[Z13]
SSDを標準搭載したハイエンドモバイルZシリーズの第4期モデル。店頭販売モデルはCPUを第3世代の「Core i5-3210M」に変更し、これまで本体に同梱されていた「Power Media Dock」をオプションに変更した。OWNER・MADEモデルはCPUで第3世代Core iファミリー5種類から選択が可能。最高ランクでは、クアッドコアのCore i7 3612QMが選択でき、ソニー製VAIOとしてはこれが最高の性能となる。発売15周年を記念した限定カラーとして「グロッシープレミアムカーボン」を新たに設定した。
- 2012年夏モデル（2012年6月発売） - SVZ13119FJB・SVZ1311AGJB・SVZ1311AJ

#### Xシリーズ
『余分はいらない。十分がほしい。』 のキャッチフレーズを掲げて、2009年秋冬モデルより登場した極薄・スタミナモデル。Windows 7搭載。通常は基板の両面に配置する部品を、全て片面のみに置くことで、薄さ約13.9mmのフルフラットボディを実現している。重量も当時の10型液晶以上搭載のノートPCにおいて、OWNER・MADEモデルにおける最軽量構成（SSD 64G、WANなし、WiMAXなし、Sバッテリー）を選択した場合、約655gと圧倒的な軽さである。因みにWAN搭載、Lバッテリーの店頭モデルでは約765gである。また、外部ディスプレイ出力端子、LAN端子など必要な機能は備え、キーピッチ17mmのアイソレーションキーボードやタッチパッドを搭載するなど、薄さ・軽さと使い勝手を両立している。画面は11.1型ワイド液晶を採用し、NTSC比約100%の色再現領域を達成している。CPUにAtom、ストレージにSSDを採用し消費電力を抑えたことで、Sバッテリーで約5時間、外観の変わらないLバッテリーで約10時間、外観が変わるが更にオプションのバッテリーパック(X)を装着時には、約20.5時間稼動できるスタミナ性能を実現した。通信モジュールとしてFOMAのワイヤレスWAN&GPS、またはWiMAX(VAIO・OWNER・MADEのみ)を選択できる。ボディカラーは店頭販売モデルはブラックのみだが、OWNER・MADEモデルではこれに、プレミアムカーボンとゴールドを追加した3色が用意されている。2010年1月にOWNER・MADEモデルのCTOメニューが一部変更されたことにより、ボディカラーにシルバーが追加された。

2010年夏モデルでは店頭販売モデルが無くなり、OWNER・MADEモデルのみとなった。Zシリーズと同様にワイヤレスWANとモバイルWiMAXの同時搭載が可能となったほか、ボディカラーにピンクを追加した。
元々はVAIO typePを大きくしたらどうなるかという話し合いから生まれた機種。
- 2009年秋冬モデル（2009年10月発売） - VPCX118KJ/B・VPCX119KJ/B・VPCX11AKJ・VPCX11ALJ・VPCX11AVJ
- 2010年夏モデル（2010年6月発売） - VPCX13AKJ・VPCX13ALJ・VPCX13AVJ

#### Pシリーズ
[P]
第二世代のtype Pと同一。Windows XPモデル（P50系列）はモデルチェンジを受けず、継続販売された。VAIO・OWNER・MADEモデルでは、天板デザインの選択肢が増えた。2010年1月にOWNER・MADEモデルのCTOメニューの一部変更を受け、Windows 7搭載モデルに新色のルビーピンクを追加し、カーボナイトブラックを除く全てのカラーで、モザイクかメッシュのプレミアムデザインを設定することができるようになった。
- 2009年秋冬モデル（2009年10月発売） - VGN-P72K/W・VGN-P72LS・VGN-P72KS・VGN-P72VS

[P1]
第二期モデル。「ポケットスタイルPC」のコンセプトを継承しつつ、天板から底面・バッテリー、キーボードを1つの色でぐるりと包み込むようなデザインを採用し、ディスプレイ周囲は見易さを向上するためブラックに統一。カラーもアクティブなイメージのビビッドカラーとなり、オレンジ・ピンク・グリーン・ホワイト・ブラックの5色展開に（グリーン、ブラックはOWNER・MADE限定カラー）。また、OWNER・MADE限定デザインとしてブラックのみクロコダイル柄を設定した。

機能面でも進化し、ディスプレイ両脇に設置したタッチパッドとクリックボタンにより本体をマウスのように使う「モバイルグリップ・スタイル」を採用。また、加速度センサーも内蔵しており、本体を左右に軽く傾けるだけでWebページの送り・戻しの操作ができ、縦に半回転すると「縦長表示モード」となり、縦長のWebページや写真を快適に閲覧可能である。解像度もワンボタンで1,600×768ドットと1,280×600ドットを切替えられる。通信面ではWiMAXを標準装備とした。OWNER・MADEモデルでは引き続きワイヤレスWANを選択可能だが、回線はNTTドコモのFOMAに加え、日本通信のb-mobileも選べるようになった。OSはWindows 7（法人向けモデルのみ、Windows XPダウングレードモデルが設定される）、ストレージは省電力・耐衝撃性等に優れたSSDに統一。CPUもAtom Z530(1.60GHz)に高速化され、バッテリー容量アップや照度センサーの搭載、各デバイスの省電力化により、バッテリー稼働時間も従来機の約1.5倍に向上した。2010年9月にOWNER・MADEモデルのCTOメニューが一部変更されたことにより、限定デザインのクロコダイル柄が設定できるボディカラーを追加した（ブラックに加え、ホワイト、ピンクでも設定可能）。
- 2010年夏モデル（2010年5月発売） - VPCP119KJ/D・VPCP119KJ/P・VPCP119KJ/W・VPCP11ALJ・VPCP11AKJ・VPCP11AVJ

#### Gシリーズ
第二世代のtype Gと基本的な構造は似ているが、キーボードを防滴構造とし底部に排水口を設けている。天板の強度アップを行い、HDDをユーザーが簡単に取り外せる構造となったほか、OSがWindows 7 Professional 64ビット版に変更された。
- 2010年春モデル（2010年1月発売） - VGN-G3KBG・VGN-G3ABGS・VGN-G3ABVS・VGN-G3ABVSA

#### Yシリーズ
[Y]
Sシリーズから光学ドライブを省略したVAIO初のエントリーモバイルモデル（Yのシリーズ名は2005年1月に発売されていたtype Y以来の復活）。CPUは超低電圧版のCore 2 Duoを搭載。VAIO・OWNER・MADEではワイヤレスWANも選択できる。

2010年夏モデルでは店頭販売モデルのCPUにCore i3-330UMを搭載しパワーアップすると共に、「Office Personal 2010」を新たにプリインストールした。また、OWNER・MADEモデルではカラーラインナップで限定カラーのブラック、ピンク、パープルを加えた4色から選べると共に、CPUもより高性能なCore i5-430UMかより廉価なCeleron U3400も選べ選択肢が広がった。2010年9月にOWNER・MADEモデルのCTOメニューが一部変更されたことにより、ボディカラーにレッドを追加した。
- 2010年春モデル（2010年1月発売） - VPCY119FJ/S・VPCY11AHJ・VPCY11AGJ・VPCY11AFJ・VPCY11AVJ
- 2010年夏モデル（2010年6月発売） - VPCY219FJ/S・VPCY21AHJ・VPCY21AGJ・VPCY21AFJ・VPCY21AVJ

[YA/YB]
2010年秋冬モデルで追加機種として登場したYA系列と2011年春モデルで追加機種として登場したYB系列がYシリーズの第二期モデルとなる。YA系列はインテル社製CPUを、YB系列はAMD社製APU（AMD E-350とAMD Radeon HD 6310の組み合わせ）を搭載しており、YA19FJはブラックのみ、YB19KJはシルバー・ピンク・グリーンの3色を設定しており、いずれのタイプも店頭販売モデルのみだった（当時は第一期モデルの[Y]にOWNER・MADEモデルが設定されていたため）。

2011年夏モデルではインテル社製CPUを搭載した[YA]がOWNER・MADE専用モデルに移行され、店頭販売モデルは[YB]に一本化。[YB]はHDD容量増量（320GB→500GB）のマイナーチェンジにとどまるが、[YA]はボディカラーに新たにボルドーを追加。CPUは4種類、ストレージもHDDだけでなくSSDも選択可能で、メモリも最大8GBまで搭載可能である。

2011年秋冬モデルではYB系列をモデルチェンジ。APU性能を強化したマイナーチェンジ程度である。2012年春モデルに関してもYB系列のみモデルチェンジされ、HDD容量を増量した。
- 2010年秋冬モデル（2010年11月発売） - VPCYA19FJ/B
- 2011年春モデル（2011年1月発売） - VPCYB19KJ/S・VPCYB19KJ/P・VPCYB19KJ/G
- 2011年夏モデル（2011年6月発売）- VPCYB29KJ/S・VPCYB29KJ/P・VPCYB29KJ/G・VPCYA2AJ
- 2011年秋冬モデル（2011年10月発売） - VPCYB39KJ/S・VPCYB39KJ/P・VPCYB39KJ/G
- 2012年春モデル（2012年3月発売） - VPCYB49KJ/S・VPCYB49KJ/P・VPCYB49KJ/G

#### Eシリーズ [E11]
Yシリーズ[YB]後継の11.1型ワイドモデル。APU(AMD E2-1800+AMD Radeon HD 7340 Graphics)を採用する。カラーはEシリーズの他のモデルに倣い、ホワイト・ブラック・ピンクの3色となった。2012年秋冬モデルではOSをWindows 8 64bitに変更し、HDD容量を640GBに増量した。
- 2012年夏モデル（2012年6月発売） - SVE11119FJB・SVE11119FJP・SVE11119FJW
- 2012年秋冬モデル（2012年10月発売） - SVE11129CJB・SVE11129CJP・SVE11129CJW

### 第四世代VAIO

#### VAIO Duo 11/13 [D11/D13]
11.6型フルHD液晶を搭載したモバイルノート。「Surf Slider」デザインを採用したことで、ノートPCにもタブレットにもなる「スライダーハイブリッドPC」。ディスプレイはタッチパネル式で、付属のデジタイザスタイラスによりペン入力も可能。OWNER・MADEモデルも設定されており、OSでWindows 8 Pro 64bitを搭載できるほか、メモリやSSDの容量、液晶保護シートの追加やGPS機能の搭載など豊富なCTOメニューが用意されている。

2013年春モデルはCPUを強化し、Officeを「Office Home and Business 2013」に更新。OWNER・MADEモデルではSSDで512GBを搭載できるようになったほか、限定カラーのシルバーを新設した。2013年夏モデルは店頭販売モデルのメモリを6GBに増量。併せて、法人向け標準仕様モデルが新設された。さらに、既存の11.6型モデルとほぼ同じ重量で大画面化し、Core i5-4200Uプロセッサー（OWNER・MADEモデルでは第4世代Core i7プロセッサーも選択可能）や「トリルミナスディスプレイ for mobile」を搭載した13.3型モデルを新設した。本モデルでは2色展開は同一であるが、シルバーの代わりにホワイトが設定される。

2013年秋冬モデルはOSをWindows 8.1に更新するとともに、サイズラインナップを13.3型モデルのみに集約しつつ、従来はOWNER・MADEモデルのみで選択可能だったau 4G LTE対応ワイヤレスWAN搭載モデル（D13229DJB）を新設し、OWNER・MADEモデルでもワイヤレスWANを選択できるようになった。

2014年春モデルは店頭販売モデルのD13238EJWにおいて、VAIO Inspiration Suiteを更新し、新たにAdobe Photoshop Elementsをプリインストール化したマイナーチェンジ程度で、ハードウェアのスペックの変更はない。なお、ワイヤレスWAN搭載モデルは2013年秋冬モデルを継続販売する。
- 2012年秋冬モデル（2012年10月発売） - SVD11219CJB・SVD1121AJ
- 2013年春モデル（2013年2月発売） - SVD11229CJB・SVD1122AJ
- 2013年夏モデル（2013年5月〜6月発売） - SVD11239CJB・SVD13219CJW・SVD13219CJB・SVD1123AJ・SVD1321A1J・SVD1123AJA・SVD1123AJB・SVD1321BAJ・SVD1321BBJ
- 2013年秋冬モデル（2013年10月発売） - SVD13228DJW・SVD13228DJB・SVD13229DJB・SVD1322A1J
- 2014年春モデル（2014年2月発売） - SVD13238EJW・SVD13238EJB・SVD1323A1J・SVD1323BBJ

#### VAIO Fit 11A/13A [F11N/F13N]
前述の「VAIO Fit A」の13.3型ワイドモデル。特徴として、HDウェブカメラを液晶上部と底面の2ヶ所に搭載したほか、「VAIO Fit A」のほかのサイズと同様に画面回転機構を備えながら約1.31kgの軽量設計としている。店頭販売モデルはCore i5を搭載した1機種のみで、カラーはシルバーのみ。OWNER・MADEモデルでは、限定カラーのブラックが選べるほか、SSDはPCIe接続のハイスピードSSDも選択可能である。

2014年春モデルでは追加モデルとして、既存の13Aよりもコンパクトで軽量な11.6型ワイドモデルである11Aを新設。店頭販売モデルはCeleron搭載モデルのみだが、低価格モデル向けに新たに設定された「Celeron N2920」を搭載しており、メモリは4GB、ストレージは128GB SSDを搭載する。OWNER・MADEモデルでは、より性能が高いPentium N3520の選択が可能なほか、8GBメモリ（Pentium N3520選択時のみ）や256GB SSDの搭載が可能。ボディカラーは限定カラーのブラックとピンクを追加した3色展開となる。遅れて、13.3型モデルをモデルチェンジし、VAIO Fit 14A/15A同様に、OSをWindows 8.1に変更し、「Adobe Photoshop Elements 12」をプリインストール化し、「VAIO Inspiration Suite」を最新版に更新。さらに、ワイヤレスLANはIEEE802.11acに対応した。
- 2013年秋冬モデル（2013年11月発売） - SVF13N19DJS・SVF13N1A1J・SVF13N1BCJ
- 2014年春モデル（2014年2月〜3月発売） - SVF11N19EJS・SVF13N29EJS・SVF11N1A1J・SVF13N2A1J・SVF11N1BAJ・SVF13N2BBJ

#### VAIO Pro 11/13
[P11/P13]
2013年春モデルまで販売されていたTシリーズに替わるUltrabook。天板と底面に東レが開発した軽量・剛性の「UDカーボン」を採用したことで、11.6型・13.3型共にタッチパネルを搭載したUltrabookでは世界最軽量を実現するとともに、堅牢性も両立。ディスプレイはDuo 13同様にフルHDの「トリルミナスディスプレイ for mobile」を、CPUは第4世代のCore i5-4200Uプロセッサーを搭載する。OWNER・MADEモデルでは第4世代Core i7プロセッサーを搭載できるほか、13.3型ワイド液晶モデルはハイスピードSSDの選択も可能である。また、ほかのシリーズに比べ、法人向け標準仕様モデルの種類が多いのも特徴である。

2013年秋冬モデルは店頭販売モデルは基本スペックの変更はないものの、付属ソフトの「Adobe Photoshop Elements 11」が体験版から製品版にアップグレードされ、カラーはブラックのみとなった（シルバーはOWNER・MADE限定カラーに移行）。OWNER・MADEモデルは8GBメモリが11.6型ワイド液晶モデルでも選択できるようになった。法人向け標準仕様モデルは13.3型ワイド液晶モデルのラインナップ2機種から4機種に増え、11.6型ワイド液晶モデルを含めて8機種となった。

2014年春モデルはOSをWindows 8.1に、Adobe Photoshop Elementsは最新版の"12"にそれぞれ変更。ワイヤレスLANはIEEE802.11acに対応した。OWNER・MADEモデルはCPUに内蔵グラフィックスにIntel HD Graphics 5000を搭載したCore i7-4650Uが追加された。
- 2013年夏モデル（2013年6月発売） - SVP11218CJBI・SVP11219CJB・SVP11219CJS・SVP13219CJB・SVP13219CJS・SVP1121A1J・SVP1321A1J・SVP1121BAJ・SVP1121BBJ・SVP1121BCJ・SVP1121BDJ・SVP1321BEJ・SVP1321BFJ
- 2013年秋冬モデル（2013年10月発売） - SVP11228DJBI・SVP11219DJB・SVP13219DJB・SVP1121A2J・SVP1321A2J・SVP1121GEJ・SVP1121GFJ・SVP1121GGJ・SVP1121GHJ・SVP1321GEJ・SVP1321GFJ・SVP1321GGJ・SVP1321GHJ
- 2014年春モデル（2014年2月〜3月発売） - SVP11228EJBI・SVP11229EJB・SVP13229EJB・SVP1122A1J・SVP1322A1J・SVP1122BBJ・SVP1122GAJ・SVP1322BBJ・SVP1322GAJ

[P111/P131]
2014年7月に、VAIO製として初のVAIOの一つとして発表された第2期モデル。個人向けは構成の選択肢がCPUによって大きく異なり、これまでのOWNER MADEモデルのような自由な選択は出来なくなった（11インチ、13インチ共にCore i3 4030Uモデルはメモリ4GB固定・SSD128GB固定・タッチパネル無しの1タイプのみ、Core i5 4210Uモデルはメモリ4GB or 8GB・SSD128GB or 256GB、タッチパネル有無の6タイプ、Core i7 4510Uモデルはメモリ8GB固定・SSD256GB or 512GB、タッチパネル有無の4タイプ・合計11タイプ）。法人向けは、これまで通り自由なカスタマイズが可能。更に、ASSISTボタンの削除、NFCポート非搭載等従来機と異なる（逆に、VGAアダプターは標準添付となる）。また、これまで法人向けのみだったWindows 7 Proダウングレードが個人向けでも選択出来るようになった（個人向けは64bitのみ、法人向けは32bitも可能）。プリインストールソフトは、ソニー時代と大きく異なり基本OS以外は殆ど付属しない。法人向け標準仕様モデルも用意される。2014年12月にドコモショップ専売モデルを販売開始。2015年3月より、Pro11に限り予めスペックを固定（Core i5 4210U,4GBメモリ,SSD256GB,タッチパネル有り）した個人向け標準仕様の販売を一部大型店舗で開始した。
- 2014年夏モデル（2014年7月〜8月発売）- VJP1111AX・VJP1111AU・VJP1111AJ・VJP1111AS・VJP1111AG・VJP1111AR・VJP1111AF・VJP1111AL・VJP1111AB・VJP1111AK・VJP1111AA・VJP1111ALL1B・VJP1111AML1B・VJP1111ARL1B・VJP1111AUL1B・VJP1111AUS1B・VJP1111AXL1B・VJP1111AXS1B・VJP1311AX・VJP1311AU・VJP1311AH・VJP1311AG・VJP1311AF・VJP1311AR・VJP1311AE・VJP1311AM・VJP1311AB・VJP1311AL・VJP1311AA・VJP1311AML1B・VJP1311ANL1B・VJP1311ARL1B・VJP1311AUL1B・VJP1311AUS1B・VJP1311AXL1B・VJP1311AXS1B
- 2014年冬モデル（2014年12月発売）- VJP1112AXA1B
- 2015年春モデル（2015年3月発売）- VJP1119ATB1B

#### VAIO Z
[Z13]
ハイエンドモバイルZシリーズの第5期モデル。VAIO社独立後、最初の独自開発機種としてVAIO Z Canvasと共に発表された。「モンスターPC」を標榜し、圧倒的な性能をアピールする。VAIO type Z/Zシリーズでは初となる、タブレットPCとしても使えるマルチフリップ機構を採用。ハードウェアスペックは、TDP(熱設計電力)28Wの高性能CPUと、インテルのグラフィックコントローラの最上位モデル、Iris Graphicsを搭載。これらの排熱に対応するため、冷却ファンとヒートパイプも本機種専用の設計がなされている。一般的なモバイルPCのSATA型SSDよりも3倍以上高速な、第2世代のHigh speed SSDを搭載。画面はsRGB領域を100%カバーし、フルHDを超える2560×1440ドットの13.3型ワイドIPS液晶を採用。これらの高性能な部品を搭載しつつも、省電力技術を用いて最長15時間という長時間稼働を実現している。筐体にはアルミニウムとUDカーボンがサンドイッチ構造が用いられ、安定的な使用感を得られる。薄さは16.8mm、重量は1.34kgと一般的なUltrabookを凌駕する。
個人向け構成ではCPUの種類(Core i7-5557U 3.1GHzまたはi5-5257U 2.7GHz)、メモリとSSD容量を選択できる。セレクトショップのビームスとコラボレーションしたモデル、法人向け標準仕様モデルも用意される。また、予めスペックを固定（Core i5-5257U、8GBメモリ、256GBSSD）した個人向け標準販売モデルの販売を一部大型店舗で2015年3月より開始した。2015年5月より、英字配列キーボードを選択できるようになった。すでに本機種を購入している場合も交換に対応する。2015年秋冬モデルでは、OSをWindows 10に切り替えた。2016年春モデルでは、タッチパネルやマルチフリップ機構を搭載した「フリップスタイルモデル」(Z13B)に加え、それらを省いた一般的なノートPC形状の「クラムシェルモデル」(Z131)が用意された。クラムシェルモデルのみ、ダウングレード権を行使しOSにWindows 7 Professionalを選択できる。CPUには第6世代のCoreプロセッサーを搭載するなど、基本性能も向上しているが、メモリーは4GBから選択できるなど、前モデルに比べ、より安価な構成も可能になっている。両モデルとも、キーボードに一切の記載がない無刻印キーボードモデルが数量限定で用意されている。2016年11月より、第3世代ハイスピードSSDを選択可能になった。
- 2015年春モデル（2015年2月〜3月発売）- VJZ13A1・VJZ13A1BBF1B・VJZ13A9DBJ1B・VJZ13A9DCH1B
- 2015年秋冬モデル（2015年10月発売）- VJZ13A9BBM1B・VJZ13A9DCP1B
- 2016年春モデル（2016年2月発売）- VJZ13B1・VJZ13B90111B・VJZ13B1BBL1B・VJZ1311・VJZ13190211B・VJZ1311BDL1B

[Z14]
第6期モデルの14型モバイルノート。筐体の全面にカーボンファイバー素材を採用し、軽量化と堅牢性を両立している。CPUには第11世代Coreプロセッサー H35シリーズ、ストレージには第4世代ハイスピードSSDを採用。5G通信モジュールを搭載可能となっている。フルピッチ（約19mm）のキーボードや、VAIO SX14と比較して190%大型化したタッチパッドを搭載するなど、操作性も改善している。一方、接続端子は有線LANに非対応のほか、Type-C端子（Thunderbolt 4/USB4/DisplayPort 1.4兼用・USB Power Delivery対応）とHDMI端子のみの対応となるなど、レガシー規格には非対応となっている。これらを補うため別売りの「Type-C 4Kマルチモニター ドッキングステーション」も用意されている。ディスプレイ解像度はFHDの他4K（HDR対応）を選択可能。本体カラーはブラックのほか、カーボンファイバーの質感を生かした「SIGNATURE EDITION」も用意されている。SIGNATURE EDITIONの場合、CPUに最大5.00GHzの駆動が可能な「Core i7-11375H」を選択可能。2021年10月に、数量限定の勝色特別仕様(VJZ142)が追加された。ボディーカラーだけではなく、Windows 11搭載、CPUに「Core i7-11390H」を搭載、AIノイズキャンセリング機能を追加するなど性能もアップしている。2022年1月には、VJZ142が勝色以外のボディーカラーも選べるようになった。
- 2021年春モデル（2021年2月発売）- VJZ141・VJZ14190111B・VJZ14190211B・VJZ14190311B・VJZ1418
- 2021年秋冬モデル（2021年10月発売）- VJZ142

#### VAIO Pro 13 | mk2 [P132]
スタンダードモバイルPC・VAIO Proの第3期モデル。13.3型のみの設定。前モデルから本体構造や搭載部品に大きく変更が加えられている。ビジネスユースを念頭にVGA端子や有線LAN端子を搭載。タッチパッドは一般的なノートPCと同様に左右2ボタンに変更されている。筐体にはマグネシウム合金を採用し、使用時に負荷がかかりやすい箇所にリブを補強、さらに品質試験の動画を公開するなど、高い堅牢性をアピールしている。画面にはフルHDの高輝度IPS液晶を採用。本体カラーにはブラックとシルバーを用意。VAIO・OWNER・MADEではストレージとして標準速度のSSDが選択肢に追加され、価格を抑えた構成にすることが可能。2015年秋冬モデルでは、OSをWindows 10に切り替えた。
- 2015年夏モデル（2015年6月発売）- VJP1321・VJP1329GCJ1B・VJP1329SCH1S・VJP1321CBA1B・VJP1321CCA1B・VJP1321LBA1B・VJP1321GCA1B・VJP1321GCC1B・VJP1321RCA1B・VJP1321RCC1B
- 2015年秋冬モデル（2015年10月発売）- VJP1329GCP1B・VJP1329SCN1S

#### VAIO S11
[S111]
VAIO Pro 11 [P111]後継で、「ビジネス全方位コンパクト」を謳った11.6型ワイドモデル。CPUには第6世代のインテルCoreプロセッサー、ストレージにはPCIe対応第2世代ハイスピードSSDを搭載し、小型ながらも高速な動作が可能である。さらに、内蔵バッテリーのみで連続15時間稼働できる。キーボードには強化プラスチックと部品を使用し、高い剛性とタッチ音の静音化を実現している。キートップにはテカりが目立ちにくくする塗装がされている。インターフェースにはVGA端子やType-C端子(Thunderbolt 3・USB 3.1 Gen2兼用)を搭載。また、通信回線として無線WANを搭載可能。SIMロックは存在せず、自由に通信事業者を選択できる。ソニーストアで従来通りPC単体(S1111)が販売されるほか、SIMカードとのセットモデル(S1118)がVAIO社直営のVAIOストアで販売される。2016年3月には、ディズニーキャラクターが描かれた天板を選択できるようになった。
- 2015年冬モデル（2015年12月発売）- VJS1111・VJS11190111B・VJS11190211W・VJS11190311S・VJS11190411B・VJS11190511W・VJS11190611S・VJS1111ARA1B・VJS1111ACA1B・VJS1111ALL1B・VJS1111ALA1B・VJS1111AZA1B・VJS1111ATA1B・VJS1111AYA1B・VJS1118

[S112]
第2期モデル。CPUに第7世代インテルCoreプロセッサーを採用。デザインをS13と共通化し、天板にUDカーボンを使用し軽量化を図った。盗難防止のためのセキュリティーロック・スロットを新たに搭載している。指紋認証機能も選択可能。カラーバリエーションはブラック、シルバー、ブラウン、ホワイトが用意されている。タッチパッドはクリックミスを減らすため、2ボタン式に変更された。前モデルに存在したUSB-C端子は削除されている。2018年春モデルでは、CPUに第8世代Coreプロセッサーを搭載可能になり、カラーバリエーションにはピンクのほか、上位スペックとしたときのみ選択可能なベゼルまですべて黒色である「ALL BLACK EDITION」が追加された。2018年9月には、3層に塗料を使った「RED EDITION」が追加された。
- 2017年秋冬モデル（2017年9月発売）- VJS1121・VJS11290111B・VJS11290211S・VJS11290311B・VJS11290411S・VJS11290511T・VJS11290611B・VJS11290711S
- 2018年春モデル（2018年1月発売）- VJS1128・VJS11290811P・VJS11290911A

#### VAIO S13
[S131]
VAIO Pro 13 | mk2 [P132]の後継にあたる13.3型ワイドモデル。堅牢な本体機構やデザインは前モデルを継承しているが、第6世代のインテルCoreプロセッサー、PCIe対応第2世代ハイスピードSSDを採用し、基本性能を向上させている。4K出力が可能なHDMI端子も搭載。本体カラーはブラックとシルバーを用意。シルバーは前モデルから、やや青みがかったものに変更されている。
- 2016年春モデル（2016年2月発売）- VJS1311・VJS13190111B・VJS13190211S・VJS1311CEA1B・VJS1311LEA1B・VJS1311REL1B・VJS1311REL1B

[S132]
第2期モデル。デザインは前モデルと似ているが、より強度をアップさせている。CPUには第7世代インテルCoreプロセッサーを採用。本モデルよりS13でもLTE対応モジュールを選択できるようになった。メモリーはモバイルノートPCとしては異例の16GBまで選択可能。内蔵マイクはデュアルマイク、タッチパッドは2ボタン式に変更された。英字配列キーボードも新たに選択可能となったが、その場合指紋認証機能は必須となる。2018年春モデルでは、CPUに第8世代Coreプロセッサーを搭載可能になり、カラーバリエーションには上位スペックとしたときのみ選択可能なベゼルまですべて黒色である「ALL BLACK EDITION」が追加された。
- 2017年秋冬モデル（2017年9月発売）- VJS1321・VJS13290111B・VJS13290211S・VJS13290311B・VJS13290411S・VJS13290511B・VJS13290611S
- 2018年春モデル（2018年1月発売）- VJS1328・VJS13290711A

#### VAIO Pro 11 | mk2 [P112]
VAIO Pro 11[P111]のマイナーチェンジ版で、直販限定の法人向けモデル。
- 2016年冬モデル（2016年12月発売）- VJP1128

#### VAIO Pro 13 | mk3 [P133]
VAIO Pro 13 | mk2[P132]のマイナーチェンジ版で、直販限定の法人向けモデル。
- 2016年冬モデル（2016年12月発売）- VJP1338

#### VAIO Pro PF
VAIO S11[S112]の法人向けモデル。
- 2017年秋冬モデル（2017年9月発売）- VJPF111・VJPF118・VJPF111AAL1B・VJPF111DAL1B・VJPF111EAL1B・VJPF111EBL1B・VJPF111FAL1B・VJPF111FBL1B
- 2018年春モデル（2018年1月発売）- VJPF111AAL2B・VJPF111DAL2B・VJPF111EAL2B・VJPF111EBL2B・VJPF111FAL2B・VJPF111FBL2B

#### VAIO Pro PB
VAIO S13[S132]の法人向けモデル。こちらはOSにWindows 7を選択可能。
- 2017年秋冬モデル（2017年11月発売）- VJPB111・VJPB111ACL1B・VJPB111ACA1B・VJPB111BCL1B・VJPB111BCA1B・VJPB111BDA1B・VJPB111CDL1B・VJPB111CDA1B・VJPB111FDL1B・VJPB111FDA1B
- 2018年春モデル（2018年1月発売）- VJPB111ACL2B・VJPB111ACA2B・VJPB111BCL2B・VJPB111BCA2B・VJPB111BDA2B・VJPB111CDL2B・VJPB111CDA2B・VJPB111FDL2B・VJPB111FDA2B

#### VAIO A12
クラムシェルとタブレットの両スタイルで使用可能な2in1モデル。タブレット部とキーボード部が分離するデタッチャブル構造を採用し、両者の使用形態により5つのモードに切り替えることができる。両者の接続部分にはスタビライザーフラップを搭載し、安定性の獲得と軽量化を両立させている。タブレット部の重量は607～622g、薄さは約7.4mmと、12型のタブレットとしては軽量・薄型となっている。周辺機器として拡張クレードルが用意され、デスクトップPCとしても使用可能。本体色は標準のブラックのほか、VAIO S13と同様の「ALL BLACK EDITION」が用意される。
- 2018年秋冬モデル（2018年11月発売）- VJA1211・VJA12190211B・VJA12190111B

#### VAIO Pro PA
VAIO A12の法人向けモデル。
- 2018年秋冬モデル（2018年11月発売）- VJPA111・VJPA111CAL1B

#### VAIO SX14
[S141/S142/S143]
14型ワイドのモバイルノート。ディスプレイのベゼルを従来機種の半分以下に減らすことで、モバイルノートとしては大きい14型画面を搭載する一方、VAIO S13とほぼ変わらない本体サイズと、新カーボン素材を採用することで1kgを切る本体重量を実現している。4Kディスプレイを搭載したモデルも用意されている。CPUには第8世代のインテルCoreプロセッサーを採用し、さらにVAIO社独自のチューニングを行うことで高性能化を図っている。本体色にはブラック、シルバーとブラウンのほか、他機種と同様に「ALL BLACK EDITION」も用意される。2019年7月には、VAIO社設立5周年を記念した勝色特別仕様モデルが数量限定で用意された。また、VAIO・OWNER・MADEでCPUにCeleronを選択できるようになった。2020年春モデルでは、CPUを第10世代のCoreプロセッサーに更新。限定カラーに「ALL RED EDITION」も加わった。2020年秋冬モデルでは、CPUのアーキテクチャをIce Lake、GPUをIris Plusに刷新し、Wi-Fi6採用、バッテリーの駆動時間上昇などの改良を行った。メモリも最大32GBまで搭載可能となった。
- 2019年春モデル（2019年1月発売）- VJS1411・VJS14190211T・VJS14190311B・VJS14190411T・VJS14190511B・VJS14190111A
- 2020年春モデル（2020年1月発売）- VJS1421・VJS14290111B・VJS14290211B・VJS14290311B・VJS14290411T
- 2020年秋冬モデル（2020年10月発売）- VJS1431・VJS14390111B・VJS14390211B・VJS14390311B・VJS14390411T・VJS1438

[S144/S145/S146]
VAIO SX14の第2期モデル。Windows 11搭載。基本的にVAIO Z[Z14]に準じたスペックアップとなっているが、AIノイズキャンセリングなど、VAIO Z[Z14]にない機能もあり差別化が図られている。VAIO Z[Z14]と同様にカーボンファイバー素材を採用し、軽量かつ堅牢な筐体を実現している。オーナメント部分は曲面状にデザインが変更されている。パームレスト部分には高輝度のアルミニウムを採用し、ボディーカラーは「ファインホワイト」、「アーバンブロンズ」、「ブライトシルバー」、「ファインブラック」の4色から選択可能。他モデルと同様に「ALL BLACK EDITION」や数量限定の勝色特別仕様も用意される。CPUには第11世代Coreプロセッサーを採用し、ディスプレイには14インチフルHD液晶(タッチパネル有無の選択可能)のほか、4K液晶を選択可能。インターフェースはThunderbolt 4対応のUSB-C端子を2つ搭載する一方、D-sub端子やSDカードスロットは非搭載となっている。2022年夏モデルでは、CPUを第12世代Coreプロセッサーに更新したほか、Wi-Fi 6Eに対応、さらにALL BLACK EDITIONは5Gの通信モジュールを搭載できるようになった。2023年夏モデルでは、CPUを第13世代のCoreプロセッサーに更新し、ALL BLACK EDITION以外でも5Gの通信モジュールを搭載できるようになった。
- 2021年秋冬モデル（2021年10月発売）- VJS144・VJS14490111B・VJS14490211B・VJS14490311T・VJS14490411W・VJS14490511W
- 2022年夏モデル（2022年6月発売）- VJS145・VJS14590111B・VJS14590211B・VJS14590311T・VJS14590411W
- 2023年夏モデル（2023年6月発売）- VJS146・VJS14690111B・VJS14690112B・VJS14690113T・VJS14690114S

#### VAIO Pro PK [PK1]
VAIO SX14[S14]の法人向けモデル。2019年7月からは、VAIO・OWNER・MADEでCPUにCeleronを選択できるようになった。2021年2月より、インテルの第10世代プロセッサー搭載およびSIMフリーLTEモジュール内蔵モデルを選択可能になった。
- 2019年春モデル（2019年1月発売）- VJPK111・VJPK111AAL1B・ VJPK111DAL1B・VJPK111DBL1B・ VJPK111GAL1B
- 2020年秋冬モデル（2020年10月発売）- VJPK131

#### VAIO SX12 [S121/S122/S123]
12.5型ワイドのモバイルノート。VAIO SX14と同様にベゼルを減らし、筐体の小型化と画面サイズの拡大を図っている。画面解像度はフルHDのみ。キーピッチが19mmのフルキーボードを搭載し、デスクトップPCと変わらない操作性を実現している。CPUにはSX14と同様にVAIO社独自のチューニングを行った第8世代のインテルCoreプロセッサーを採用。本体重量はどのような構成を選んでも900gを上回らないようになっている。本体色にはブラック、シルバー、ブラウン、ピンクのほか、他機種と同様に「ALL BLACK EDITION」も用意される。ALL BLACK EDITIONの場合無刻印キーボードも選択可能。また、VAIO社設立5周年を記念した勝色特別仕様モデルも用意される。2020年春モデルでは、CPUを第10世代のCoreプロセッサーに更新。限定カラーに「ALL RED EDITION」も加わった。2020年秋冬モデルでは、SX14と同様、CPUのアーキテクチャをIce Lake、GPUをIris Plusに刷新し、Wi-Fi6採用、バッテリーの駆動時間上昇などの改良を行った。メモリも最大32GBまで搭載可能となった。
- 2019年夏モデル（2019年7月発売）- VJS1211・VJS12190111B・VJS12190211T・VJS12190311B・VJS12190411B・VJS12190511T
- 2020年春モデル（2020年1月発売）- VJS1221・VJS12290111B・VJS12290211B・VJS12290311B・VJS12290411T
- 2020年秋冬モデル（2020年10月発売）- VJS1231・VJS12390111B・VJS12390211B・VJS12390311B・VJS12390411T・VJS1238

#### VAIO Pro PJ [PJ1]
VAIO SX12[S12]の法人向けモデル。2021年2月より、インテルの第10世代プロセッサー搭載およびSIMフリーLTEモジュール内蔵モデルを選択可能になった。
- 2019年夏モデル（2019年7月発売）- VJPJ111・VJPJ111AAL1B・VJPJ111DAL1B・VJPJ111DBL1B・VJPJ111FAL1B
- 2020年秋冬モデル（2020年10月発売）- VJPJ131

#### VAIO Pro Z [PZ]
VAIO Z[Z14]の法人向けモデル。
- 2021年夏モデル（2021年5月発売）- VJPZ111・VJPZ111EAL1B

### 最新シリーズ

#### VAIO Pro PG
VAIO S13の法人向けモデル。2021年春モデルでは、Web会議の普及を踏まえ、CPUを Iris Plusグラフィックス搭載の第10世代Coreプロセッサーに更新し、Wi-Fi6対応、USB-C対応などの改良を行っている。2021年夏モデルでは、「バッテリー駆動時間強化モデル」を謳い、前モデルと比較して約1.7倍となる最大連続22.2時間の駆動が可能となった。2022年夏モデル、2023年秋モデルでは、それぞれCPUを第12、13世代Coreプロセッサーに切り替えた。
- 2017年秋冬モデル（2017年9月発売）- VJPG111・VJPG118・VJPG111AAL1B・VJPG111GAL1B・VJPG111GBL1B・VJPG111JAL1B・VJPG111LAL1B・VJPG111LBL1B
- 2018年春モデル（2018年1月発売）- VJPG111AAL2B・VJPG111GAL2B・VJPG111GBL2B・VJPG111JAL2B・VJPG111LAL2B・VJPG111LBL2B
- 2021年春モデル（2021年2月発売）- VJPG131・VJPG131AAL1B・VJPG131ABL1B・VJPG131GAL1B・VJPG131GBL1B・VJPG131JAL1B
- 2021年夏モデル（2021年7月発売）- VJPG141・VJPG141AAL1B・VJPG141EAL1B・VJPG141GAL1B・VJPG141GBL1B
- 2022年夏モデル（2022年6月発売）- VJPG21
- 2023年秋モデル（2023年8月発売）- VJPG31
- 2025年春モデル（2025年3月発売）- VJPG32

#### VAIO Pro PK [PK2]
VAIO SX14の法人向けモデル。2023年8月より、従業員1000人以上の企業向けに、第13世代Core i5-1345Uプロセッサーが選択できるようになった。
- 2021年秋冬モデル（2021年10月発売）- VJPK21・VJPK211EAE1B・VJPK211JAE1B・VJPK211JBE1B・VJPK211KAE1B・VJPK211KBE1B
- 2022年夏モデル（2022年6月発売）- VJPK22
- 2023年夏モデル（2023年6月発売）- VJPK23

#### VAIO SX12 [S124/S125/S126]
VAIO SX12の第2期モデル。Windows 11搭載。前モデルからの変更点は基本的にVAIO SX14[S144]と同様。ボディーカラーはVAIO SX14[S144]の4色のほか、「ローズゴールド」を選択可能。他モデルと同様に「ALL BLACK EDITION」や数量限定の勝色特別仕様も用意される。ディスプレイは12.5インチフルHD液晶のみ。2022年夏モデルでは、CPUを第12世代Coreプロセッサーに更新したほか、Wi-Fi 6Eに対応、さらにALL BLACK EDITIONは5Gの通信モジュールを搭載できるようになった。2023年夏モデルではCPUを第13世代Coreプロセッサーに更新し、全エディションで5G通信モジュールを搭載可能になった。
- 2021年秋冬モデル（2021年10月発売）- VJS124・VJS12490111B・VJS12490211W・VJS12490311B・VJS12490411T・VJS12490511P・VJS12490611S
- 2022年夏モデル（2022年6月発売）- VJS125・VJS12590111B・VJS12590211B・VJS12590311T・VJS12590411P
- 2023年夏モデル（2023年6月発売）- VJS126・VJS12690111B・VJS12690112B・VJS12690113T・VJS12690114P

#### VAIO Pro PJ [PJ2]
VAIO SX12の法人向けモデル。2023年8月より、従業員1000人以上の企業向けに、第13世代Core i5-1345Uプロセッサーが選択できるようになった。
- 2021年秋冬モデル（2021年10月発売）- VJPJ21・VJPJ211EAE1B・VJPJ211JAE1B・VJPJ211JBE1B・VJPJ211KAE1B・VJPJ211KBE1B
- 2022年夏モデル（2022年6月発売）- VJPJ22
- 2023年夏モデル（2023年6月発売）- VJPJ23

#### VAIO S13 [S134/S135/S136]
VAIO S13の第3期モデル。SX12/14と合わせたデザインになっている。筐体にはマグネシウム合金を採用。S132と比較し、ディスプレイやタッチパッドを大型化するなどの改良が加えられている。CPUは第12世代Coreプロセッサーを採用。Wi-Fi 6E、4G LTEモジュールに対応したほか、USB-C等SXシリーズと合わせ最新のインターフェース端子を搭載している。SXシリーズと異なり、「ALL BLACK EDITION」は用意されない。2023年秋モデルではCPUを第13世代Coreプロセッサーに更新したほか、ディスプレイの画面比率を16:10に変更した。2025年春モデルでは、CPUを第14世代Coreプロセッサーに更新したほか、USB-Cによる充電に変更した。
- 2022年夏モデル（2022年7月発売）- VJS134・VJS13490111B
- 2023年秋モデル（2023年8月発売）- VJS135
- 2025年春モデル（2025年3月発売）- VJS136・VJS13690111B・VJS13690211T・VJS13690311B・VJS13690411T

#### VAIO F14
2023年よりVAIO F16と共に新たに追加された14型スタンダードモバイルノート。VAIO F16と同様に「定番PC」を謳い、個人向けとして標準的な性能を搭載することで価格を抑えている。2025年夏モデルでは、CPUを第14世代のCoreプロセッサーに更新。USB-C端子の増設、AIノイズキャンセリング用の専用キーを用意するなどの機能強化が行われた。本体重量は前モデルに比べ約110g軽くなっている。また、ハイエンドモデル同様の特別品質試験も実施している。本体カラーには新たにサテンシルバーが追加された。 
- 2023年春モデル（2023年3月発売）- VJF141・VJF14190111L・VJF14190211N・VJF14190311W・VJF14190411L・VJF14190511N・VJF14190611W
- 2025年夏モデル（2025年6月発売）- VJF142・VJF14295104L・VJF14295105N・VJF14295106S

#### VAIO Pro BK
VAIO F14の法人向けモデル。
- 2023年春モデル（2023年3月発売）- VJBK11
- 2025年夏モデル（2025年6月発売）- VJBK12

#### VAIO SX14-R [S4R]
14型のプレミアムモバイルノート。筐体にカーボンファイバープレートを採用。VAIO Z[Z14]と同様の上の角を凹ませたデザインとなっている。CPUにはCore Ultraシリーズを採用。画面は16:10のワイドディスプレイを搭載し、OWNER・MADEでは解像度を上げたタッチパネルディスプレイも選択可能。180度開閉機能もVAIO Zと同様に搭載。本体カラーはディープエメラルド、アーバンブロンズ、ブライトシルバー、ファインブラックの4色から選択可能。勝色特別仕様とALL BLACK EDITIONも用意される。
- 2024年秋冬モデル（2024年11月発売）- VJS4R1・VJS4R190111B・VJS4R190211B・VJS4R190311B ・VJS4R190411T・VJS4R190511G・VJS4R190611S

#### VAIO Pro PK-R
VAIO SX14-Rの法人向けモデル。
- 2024年秋冬モデル（2024年11月発売）- VJPKR1

## タブレット

### VAIO Tap 11 [T11]
「VAIO」では初となる11.6型ワイド液晶を搭載したピュアタブレットPCで、使わないときは4隅に内蔵した磁石で吸着し、保護カバーの役割も果たす専用ワイヤレスキーボードが同梱される。また、タブレット本体にはスタンドが内蔵されており、チルト機能も備えるため、ワイヤレスキーボードと併用で使用するときにはモバイルノートパソコンと同じ感覚で使用できる。店頭販売モデルはCore i5-4210Yプロセッサーを搭載した1機種のみで、カラーはブラックのみ。OWNER・MADEモデルも用意されており、カラーはブラックに加えて限定カラーのホワイトも設定できるほか、CPUは店頭販売モデルのCore i5-4210Yに加え、Pentium 3560Y/Core i3-4020Y/Core i7-4610Yも選べるほか、より容量が大きいSSD、Windows 8 Proが選択できるなど、豊富なメニューから選べるようになっている。

2014年春モデルでは、OSをWindows 8.1に変更し、新たにAdobe Photoshop Elements 12をプリインストール化。ワイヤレスLANがIEEE802.11acに対応した。また、au 4G LTEに対応したワイヤレスWAN搭載モデル（T11229EJB）を新設し、OWNER・MADEモデルにおいてもワイヤレスWANが選択できるようになった。
- 2013年秋冬モデル（2013年11月発売） - SVT11218DJB・SVT1121A1J・SVT1121BAJ
- 2014年春モデル（2014年2月発売） - SVT11228EJB・SVT11229EJB・SVT1122A1J・SVT1122BCJ・SVT1122BDJ

### VAIO Z Canvas [Z12]
VAIO Tap 11に続くVAIOのピュアタブレットPC第2弾。2014年10月に米国ロサンゼルスで開催されたアドビシステムズ社のイベント「Adobe MAX 2014」で、開発中のモデルが「VAIO Prototype Tablet PC」として公開されていたが、2015年2月に、VAIO社独立後最初の独自開発機種としてVAIO Zと共に正式発表された。クリエイター向けのモンスタータブレットPCを謳っている。TDP47WのCore i7プロセッサー、2560×1704ドットの12.3型ワイド液晶を搭載し、最大1TBの容量のSSDを選択可能。本体色は当初発表されていたブラックからシルバーに変更された。筐体背面にスタンドを内蔵し、立てて使うこともできる。VAIO Tap 11と同様に専用のワイヤレスキーボードを同梱している。2015年秋冬モデルでは、OSをWindows 10に切り替えた。
- 2015年夏モデル（2015年5月発売）- VJZ12A1・VJZ12A9AAF1S・VJZ12A1BBF1B
- 2015年秋冬モデル（2015年10月発売）- VJZ12A9AAL1S

## ネットブック
「VAIO」のネットブックに関しては現在、生産・販売を終了している。

### Wシリーズ

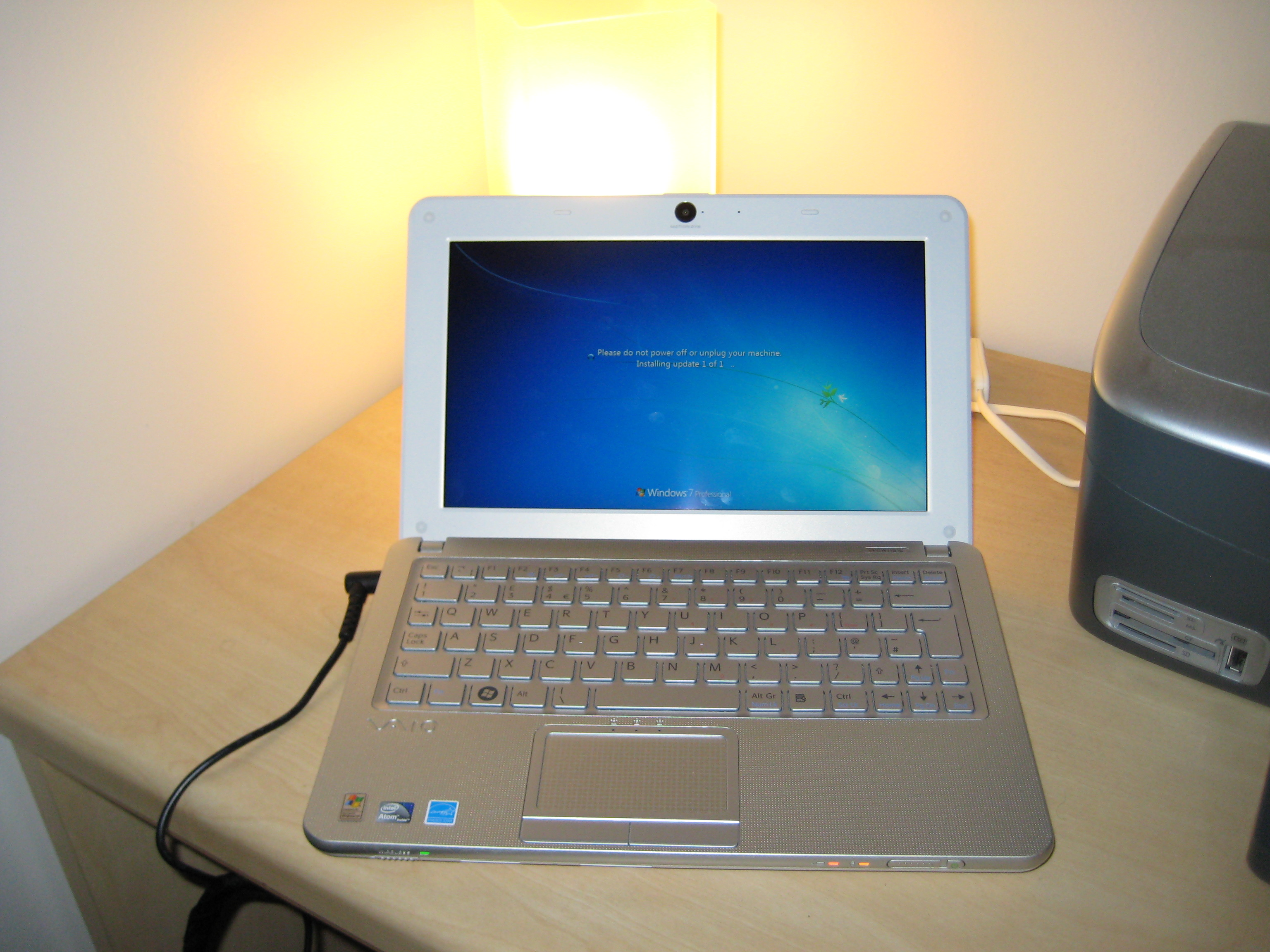
VAIO Wシリーズ

2009年夏モデルより登場したネットブック。Atomプロセッサーを搭載。OSはWindows XP、メモリ容量は1GB、ハードディスク容量は160GBと、スペックはごく普通のものだが、画面は1366×768ドット（フルワイドXGA）という通常のネットブックよりも高精細なものを搭載し、快適なウェブブラウジングが可能である。デザインは、アイソレーションキーボードを採用したほか、タッチパッドに壁紙と同一の模様を配し、パームレスト部にテクスチャ処理を施すなど、柔らかい印象を与えるものとなっている。カラーはピンク、ホワイト、ブラウン（OWNER・MADE限定カラー）の3色を用意する。発売当初はVAIO・OWNER・MADEでカスタマイズ可能なのはボディカラーやOfficeの有無、3年間保証サービスの種類程度だったが、2009年秋冬モデルよりOWNER・MADEモデルのみでWindows 7搭載モデルが追加設定され、OS・メモリ（Home Premiumと2GBメモリかStarterと1GBメモリ）、ストレージの種類、キーボードの配列を選択できるようになった。また、XPモデル・Windows 7モデル共に、OWNER・MADEモデルの限定ボディカラーにスパークリングホワイトを追加設定。Windows 7モデルにはさらに3人のアーティストが描いたデザインを採用した「Canvas ＠ Sony 2009」モデルも数量限定で設定された。2010年春モデルでは、CPUのAtomのアーキテクチャを更新し、消費電力・発熱を削減。また、CD・DVDの廃材をリサイクルした再生プラスチックを本体の一部（天面・底面・パームレストなど）に使用し、環境にも配慮された。さらに、店頭販売モデルではOSをWindows 7 Starterに変更し、HDDを250GBに増量。ボディカラーにはブルーを追加した。また、OWNER・MADEモデルでは、新たにワイヤレスWANの設定ができるようになり、Windows 7 Home Premiumモデルでは、ストレージで320GB HDDを搭載することも可能になった。2010年2月にはOWNER・MADE限定の追加モデルとして、より一層環境に配慮したエコボディモデルを設定。当モデルは表面ブラウン生地に100%リサイクルPET材を使用したPCケースを同梱、PC本体や付属品一式はこのPCケースに全て収められ、さらに、仕切り紙を減らした簡易カートンに入れた状態で届けられる。また、取扱説明書も本体にあらかじめプリインストールされているPDF版の電子マニュアルを活用することで簡易化され、紙の使用量を削減している。ボディカラーは専用のミントホワイトを設定。なお、エコボディモデルの売り上げの一部（1台につき10ドル）がWWFに寄付される。なお、後述のMシリーズ発表後もOWNER・MADE専用モデルとして継続販売された。
- 2009年夏モデル（2009年8月発売） - VPCW119XJ/P・VPCW119XJ/W・VPCW11AXJ
- 2009年秋冬モデル（2009年10月発売） - VPCW12AAJ・VPCW12AKJ・VPCW12AVJ
- 2010年春モデル（2010年1月〜2月発売） - VPCW219XJ/W・VPCW219XJ/P・VPCW219XJ/L・VPCW21AAJ・VPCW21AKJ・VPCW21AVJ・VPCW219AJ/WI

### Mシリーズ
Wシリーズに代わって投入されたモデル。CPUをAtom N470にアップし、USBポートも増設されている。キーボードは一般的な形状を採用している。店頭販売モデルのみの設定。
- 2010年夏モデル（2010年6月発売） - VPCM129AJ/W・VPCM129AJ/P・VPCM129AJ/L